# Liste des animaux préhistoriques les plus massifs

De gauche à droite : un ours polaire (Ursus maritimus), une girafe (Giraffa camelopardalis), † Paraceratherium transouralicum, † Patagotitan mayorum, deux humains (Homo sapiens), † Palaeoloxodon recki, un éléphant de brousse d'Afrique (Loxodonta africana) et un rhinocéros blanc (Ceratotherium simum).

La liste des animaux préhistoriques les plus massifs comprend à la fois des Vertébrés et des Invertébrés. Dans de nombreux cas, les espèces mentionnées ci-dessous pourraient ne pas être réellement les plus grandes représentantes de leur famille, en raison du caractère incomplet des archives fossiles. De plus, de nombreuses tailles données ne sont que des estimations, quand aucun spécimen complet n'a été trouvé. La masse corporelle des espèces disparues est en grande partie sujette à conjecture, car les tissus mous sont rarement fossilisés. En général, la taille des espèces éteintes était soumise à des contraintes énergétiques et biomécaniques, ce qui aide à proposer des estimations.

## Synapsides (Synapsida)

### Caséasaures (Caseasauria)
L'herbivore Alierasaurus était le plus grand caséidé et le plus grand amniote ayant vécu à l'époque, avec une longueur estimée à environ 6–7 m. Cotylorhynchus hancocki était également très grand, avec une longueur et un poids estimés à au moins 6 m et plus de 500 kg.

Comparaison de la taille de certaines espèces dEdaphosaurus.

Les plus grands édaphosauridés étaient Lupeosaurus (en) (3 m de long) et Edaphosaurus, (peut-être un peu plus de 3 m de long).

### Sphénacodontidés (Sphenacodontidae)
Le plus grand synapside carnivore du Permien précoce était Dimetrodon, qui pouvait atteindre 4.6 m et 250 kg. Les plus grands membres du genre Dimetrodon étaient également les premiers prédateurs terrestres au monde.

### Tappenosauridae
Le tappenosaure (en) du Permien moyen a été estimé à 5,5 m de longueur, soit presque autant que les plus grands dinocéphales.

## Thérapsides (Therapsida)

### Anomodontes (Anomodontia)

Lisowicia comparée à un humain.

Le dicynodonte herbivore Lisowicia bojani est le plus grand synapside non mammifère connu, avec environ 4,5 m de long, 2,6 m de haut et 9000 kg en masse corporelle,. Cependant, en 2019, son poids a été estimé de manière plus fiable en modélisant sa masse à partir du volume total estimé de son corps. Ces estimations variaient en fonction de la circonférence de sa cage thoracique et de la quantité de tissu mou modelé autour du squelette, et ont donné un poids moyen global de 5,9 tonnes métriques, avec une estimation la plus basse à 4,9 tonnes métriques et un maximum de 7 tonnes métriques à son plus gros volume possible.

### Biarmosuchiens (Biarmosuchia)
L'Eotitanosuchus du Permien supérieur (un synonyme possible de Biarmosuchus) aurait pu dépasser les 2,5 mètres de longueur, et éventuellement aller jusqu'à 6 m et plus de 600 kg en poids pour les spécimens adultes.

### Dinocéphales (Dinocephalia)

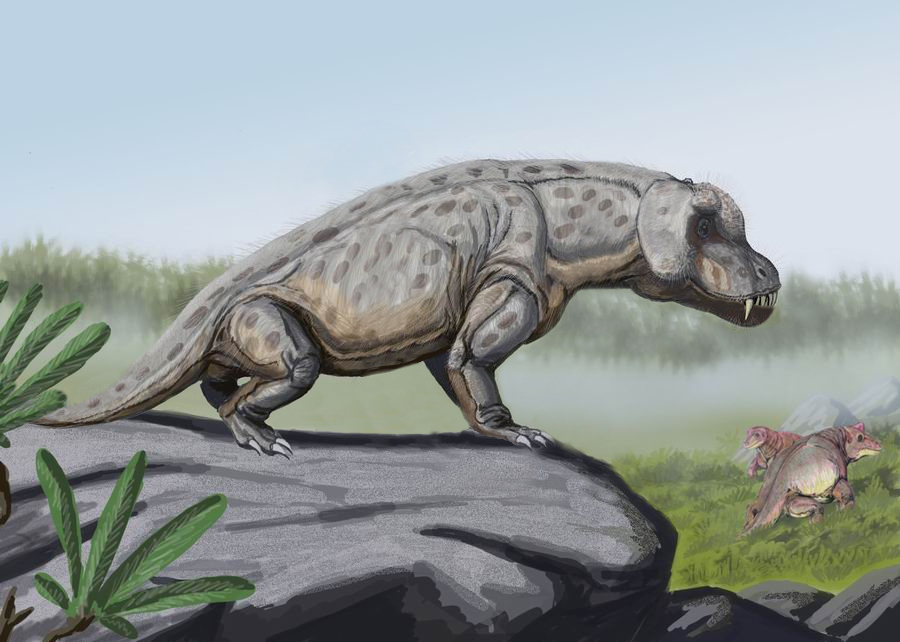
Un Anteosaurus en attente.

Le plus grand synapside carnivore non mammifère était le dinocéphale Anteosaurus, qui mesurait 5–6 m de long et pesait 500–600 kg. Un Titanophoneus adulte, de la même famille des Anteosauridae, avait probablement un crâne de 1 m de longueur.

### Gorgonopsiens (Gorgonopsia)

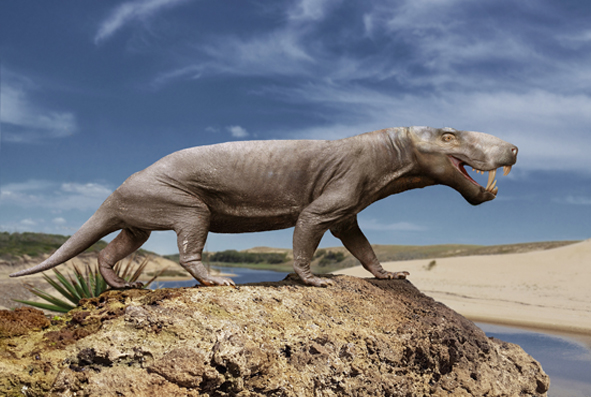
Photo-reconstruction dInostrancevia.

Inostrancevia latifrons est le plus grand gorgonopsien connu, avec une longueur de crâne de plus de 60 cm, une longueur totale approchant 3.5 m et une masse de 300 kg. Rubidgea atrox est le plus grand gorgonopsien africain, avec un crâne de près de 45 cm de long. D'autres grands gorgonopsiens incluent Dinogorgon avec son crâne d'environ 40 cm de long, Leontosaurus avec un crâne de près de 40 cm de long, et Sycosaurus avec un crâne d'environ 38 cm de long.

### Thérocéphales (Therocephalia)
Le plus grand des thérocéphaliens était le scymnosaure (en), qui atteignait la taille de la hyène moderne.

## Cynodontes (Cynodontia)
- Le plus grand cynodonte non mammifère connu est le scalenodontoide (en), un traversodontidé, dont la longueur maximale du crâne était d'environ 62 cm (estimation basée sur un échantillon fragmentaire[21]).

## Mammaliaformes
- Paceyodon davidi (en) était le plus grand des morganucodontes (en), des cynodontes proches des mammifères. On le connaît par un molariforme inférieur droit de 3.3 mm de longueur, ce qui est plus grand que les molariformes de tous les autres morganucodontes[22].
- Le plus grand docodonte connu était Castorocauda, à près de 50 cm de longueur[23].

## Mammifères (Mammalia)

### Mammifères non-thériens

#### Gobiconodontes (Gobiconodonta)

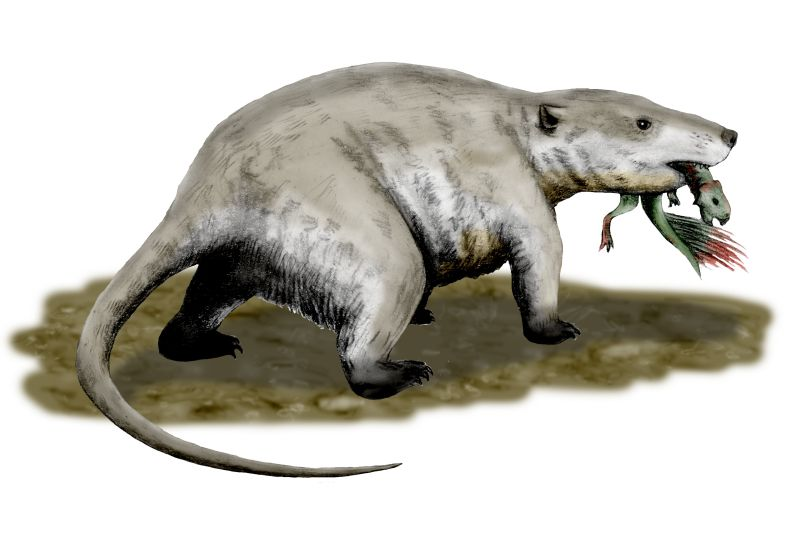
Une reconstruction de Repenomamus.

Le plus grand gobiconodontide (en), et d'ailleurs le plus grand mammifère mésozoïque connu, était Repenomamus,,,,,. L'adulte atteignait une longueur totale d'environ 1 m pour une masse estimée de 12 à 14 kg. Avec de tels paramètres, il surpassait en taille plusieurs petits dinosaures théropodes du Crétacé inférieur. Gobiconodon était un autre grand mammifère de cette époque,, il pesait 5,4 kg, avait un crâne de 10 cm de longueur pour 35 cm de longueur corporelle présacrale.

#### Multituberculés (Multituberculata)
Le plus grand multituberculé, Taeniolabis taoensis (en), est le plus grand mammifère non thérien connu, avec un poids dépassant peut-être les 100 kg.

#### Monotrèmes (Monotremata)

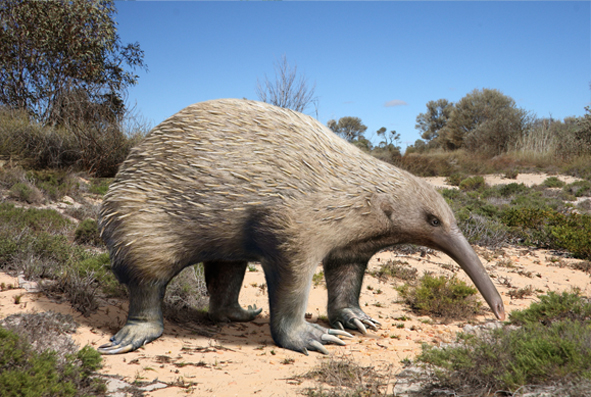
Photo-reconstruction de Murrayglossus hacketti (Zaglossus hacketti) par le paléoartiste Roman Uchytel.

- Le plus grand monotrème (mammifère pondeur) connu à ce jour était l'espèce éteinte d'échidné à long bec connue sous le nom de Murrayglossus hacketti, connue grâce à quelques os trouvés en Australie-Occidentale. Il avait la taille d'un mouton et pesait probablement jusqu'à 30 kg.
- Le plus grand ornithorhynque connu était Obdurodon tharalkooschild (en) ; il était même plus grand que Monotrematum sudamericanum (70 cm)[34].
- Kollikodon ritchiei était probablement le plus grand monotrème du Mésozoïque. La longueur de son corps pourrait atteindre 1 m[35].

### Métatheriens (Metatheria)

Thylacosmilus comparé à un humain.

- Le plus gros métathérien non marsupial était Thylacosmilus atrox, pesant 80 à 120 kg[36],[37], une estimation suggérant même 150 kg[38]. On estime que Proborhyaena gigantea (en) pesait quant à elle plus de 50 kg et aurait peut-être pu atteindre les 150 kg[39].
- Le mammifère stagodontidé Didelphodon était l'un des plus grands métathériens du Mésozoïque et de tous les mammifères du Crétacé[40]. Son crâne pouvait atteindre plus de 10 cm de longueur[41] et le poids de l'animal complet était d'environ 5,2 kg[42].

#### Marsupiaux (Marsupialia)
- Le plus grand marsupial connu et le plus grand métathérien était Diprotodon, long d'environ 3 m, haut de 2 m et pesant jusqu'à 2,8 t[43]. Son homologue vombatiforme Palorchestes azael était de longueur similaire, mesurant environ 2,5 m, avec des estimations de masse corporelle indiquant qu'il aurait pu dépasser les 1000 kg[44].
- Le plus grand marsupial carnivore connu était Thylacoleo carnifex. Les mesures prises sur un certain nombre de spécimens indiquent un poids moyen de 101 à 164 kg[45],[46].
- Le plus grand kangourou connu était une espèce de Macropus encore inconnue, dont le poids était estimé à 274 kg[47], soit plus que le plus grand spécimen connu de Procoptodon, qui pouvait atteindre jusqu'à 2 m et peser 230 kg[48]. Certaines espèces du genre Sthenurusétaient de taille similaire ou un peu plus grandes que le kangourou géant actuel (Macropus giganteus)[49].
- Le plus grand potoroïde jamais enregistré était Borungaboodie (en), qui était près de 30 % plus grand que la plus grande espèce vivante et pesait jusqu'à 10 kg[50].

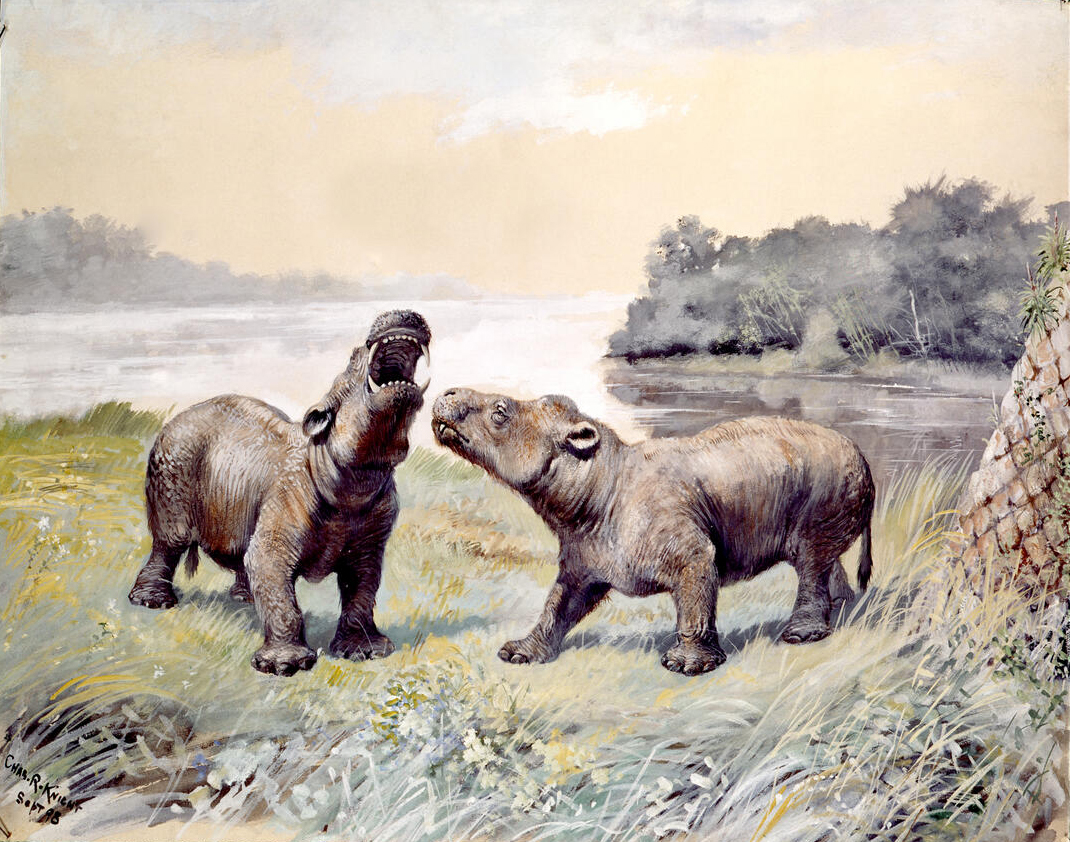
Vue d'artiste de deux Coryphodons.

#### Cimolestiens (Cimolesta)
Le plus grand cimolestien connu était Coryphodon : 1 m de haut au garrot, 2,5 m de long, et pesant jusqu'à 700 kg. Barylambda était également un énorme mammifère (650 kg). Wortmania (en) et Psittacotherium (en), du groupe des téniodontes (en), comptaient parmi les plus grands mammifères du Paléocène inférieur. Le premier atteignait les 20 kg et le deuxième les 50 kg.

#### Leptictides (Leptictida)
Le plus grand lepticide (en) jamais découvert était Leptictidium tobieni de (Éocène moyen). Il avait un crâne de 101 mm de long, un corps de 375 mm de long et une queue de 500 mm de long. Les proches parents européens de la même famille des Pseudorhyncocyonidae avaient des crânes de 67–101 mm de longueur.

### Tenrecs et apparentés (Afrosoricida)
La plus grande des deux espèces de plésioryctérope (en) (Plesiorycteropus madagascariensis), parents éteints du tenrec de Madagascar, pesait, selon les estimations, entre 10 et 18 kilogrammes.

### Artiodactyles (Artiodactyla)

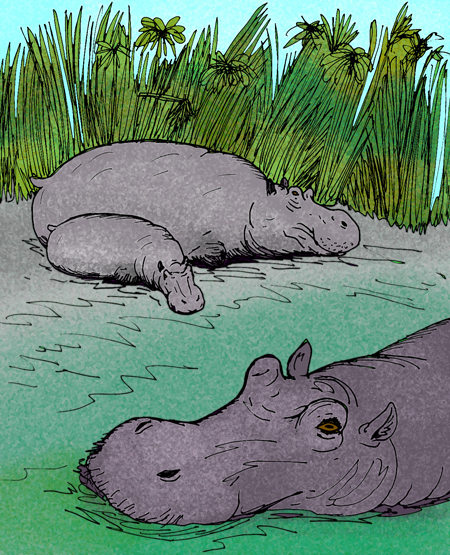
LHippopotamus gorgops était le plus massif des ongulés fossiles à nombre de doigts pair.

- Le plus grand artiodactyle terrestre connu était Hippopotamus gorgops, avec une longueur de 4,3 m, une hauteur de 2,1 m et un poids de 5 t[58].
- Daeodon et Paraentelodon (en)[59], de taille et de morphologie similaires, étaient les plus grands entélodontes connus ayant jamais vécu, mesurant 3,7 m de long et 1,77 m de hauteur au garrot[60]. L'énorme Andrewsarchus avait quant à lui un crâne 83,4 cm de long[61] ; cependant, la taxonomie de ce genre est contestée[62],[63].

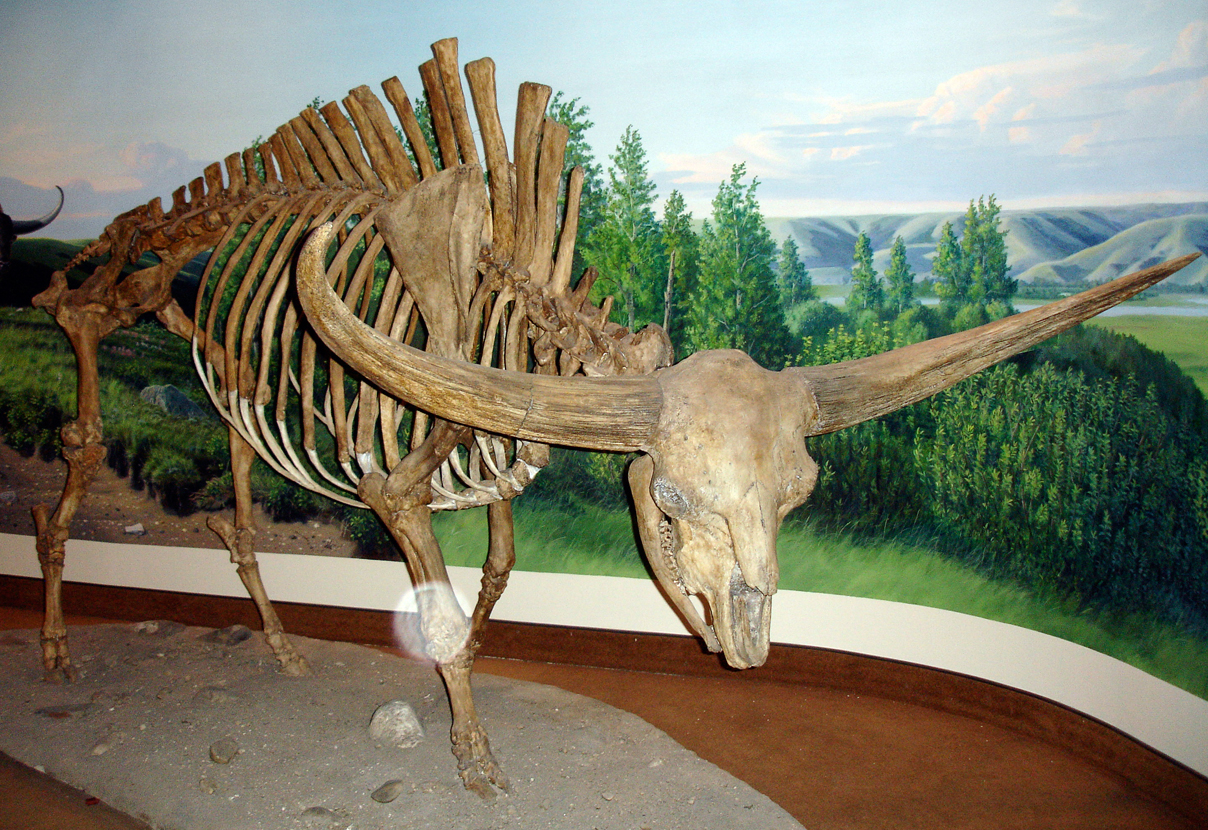
Un squelette de Bison latifrons.

- Le plus grand des Bovinae était Bison latifrons. Il atteignait un poids de 1250[64],[65] à 2000 kg, une longueur de 4,75 m, une hauteur au garrot de 2,31 m[66], et l'écartement de ses cornes atteignait les 2,13 m[67]. Bison antiquus atteignait 4,6 m de long, mesurait 2,27 m au garrot, pesait 1588 kg[68] et l'écartement des cornes était de 1 m[66]. Pelorovis pesait 2 tonnes et l'écartement de ses cornes était de 1 m[69]. Le buffle géant d'Afrique (en) (Syncerus antiquus) mesurait 3 m de long, 1,85 m au garrot, et l'écart de ses cornes était de 2,4 m[70],[71]. Le kouprey (Bos sauveli), qui atteint 1,8 m au garrot[72],[73], a existé depuis le pléistocène moyen[74] ; l'espèce est aujourd'hui possiblement éteinte[75],[76].
- Megalotragus est probablement le plus large des alcelaphinae[77], étant plus grand que les gnous actuels[78].

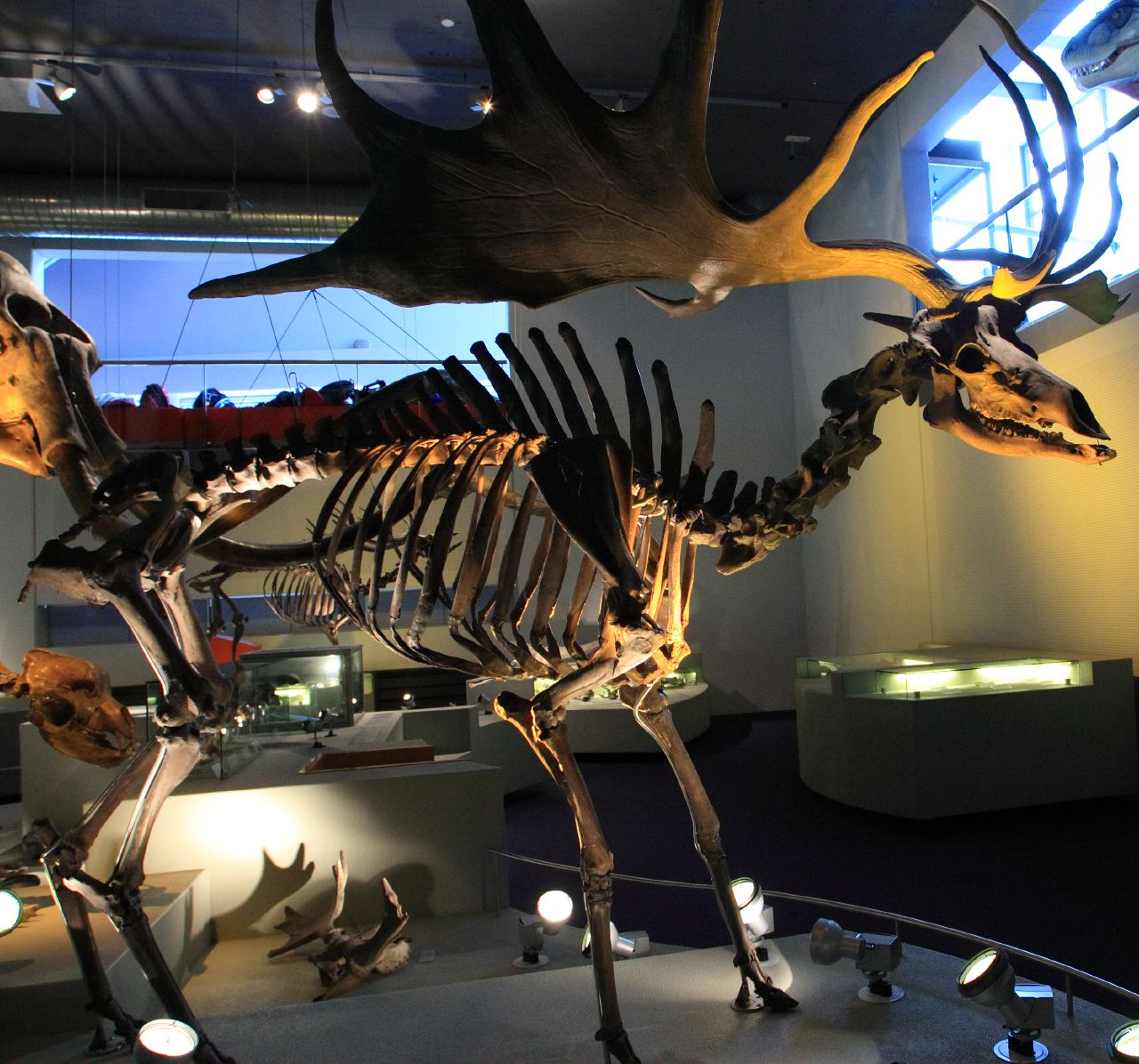
Squelette de Mégalocéros géant.

- Chez les cervidés, l'élan irlandais (Megaloceros giganteus) dépassait les 2,1 m de hauteur, 680 kg de poids, et avait des bois dont l'écartement atteignait 4,3 m[79],[80]. L'élan géant (Cervalces latifrons (en)) mesurait entre 2,1 et 2,4 m au garrot[81] et était deux fois plus lourd que l'élan irlandais, mais l'écartement de ses bois (2,5 m) était beaucoup plus petit que chez Megaloceros giganteus[82],[83]. Cervalces scotti atteignait 2,5 m de longueur et pesait 708 kg[84],[85].
- Le plus grand girafide connu à l'exception des girafes actuelles était Sivatherium, qui pesait 1250 kg[86].
- Le plus grand protocératide était Synthetoceras : 2 m de long pour 150 à 200 kg[87],[88].
- Le plus grand suidé sauvage connu était Kubanochoerus gigas (en), qui mesurait 1 m au garrot et pesait jusqu'à 500 kg. Megalochoerus (en) aurait pu atteindre une taille similaire et peser entre 303 et 526 kg[89].
- Les plus grands tayassuidé éteints étaient des platygones (en) dont la taille était sans doute similaire à celle des péccaris géants (en), soit environ 1 m au garrot[90].
- Le plus grand des camélidés était Titanotylopus (en) qui aurait pu atteindre une hauteur au garrot de 3,4 m pour un poids de 2486 kg[91]. Le chameau syrien (en) (Camelus moreli) était deux fois plus grand que les chameaux actuels[92] : il était long de 4 m[93] et mesurait 3 m au garrot[92]. Les pattes de Camelops étaient 20 % plus longues que celles du dromadaire actuel ; l'animal mesurait 2,3 m au garrot et pesait environ 1 tonne.
- L'anoplotheriidé Anoplotherium atteignait sans doute les 271 kg (A. commune) ou les 229 kg (A. latipes)[94]. Ce dernier mesurait 2,5 m de long et 1,25 m au garrot. Grâce à sa bipédie facultative (en), il pouvait dépasser les 3 m lorsqu'il se tenait sur ses pattes arrière[95].

#### Cétacés (Cetacea)

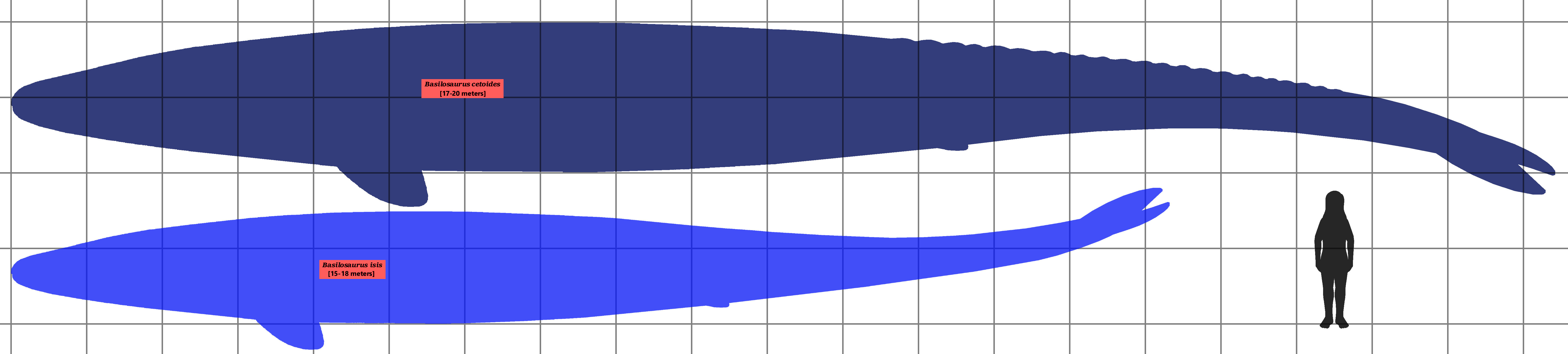
Comparaison de taille entre un humain et deux espèces de Basilosaurus, B. cetiodes (bleu foncé) et B. isis.

- L'archéocète le plus lourd, et peut-être même le mammifère le plus lourd connu, était Perucetus, avec un poids estimé entre 85 et 340 tonnes, tandis que sa longueur est estimée à 17-20 mètres[96], soit des mensurations proches de celle de la baleine bleue, tout du moins en termes de masse. La baleine archéocète de l'Éocène la plus longue connue était Basilosaurus, qui mesurait également entre 17 et 20 m de long[97],[98].
- Le plus grand squalodelphinidé (en) était Macrosqualodelphis (en), avec 3,5 m de longueur[99].
- Certains rorquals néogènes étaient comparables en taille à leurs énormes parents modernes. On estime que Parabalaenoptera (en) avait à peu près la taille de la baleine grise moderne[100], soit environ 16 m de long. Certains balénoptéridés rivalisaient peut-être avec la baleine bleue en termes de taille[100], une estimation qui demeure cependant contestée[101].

### Périssodactyles (Perissodactyla)

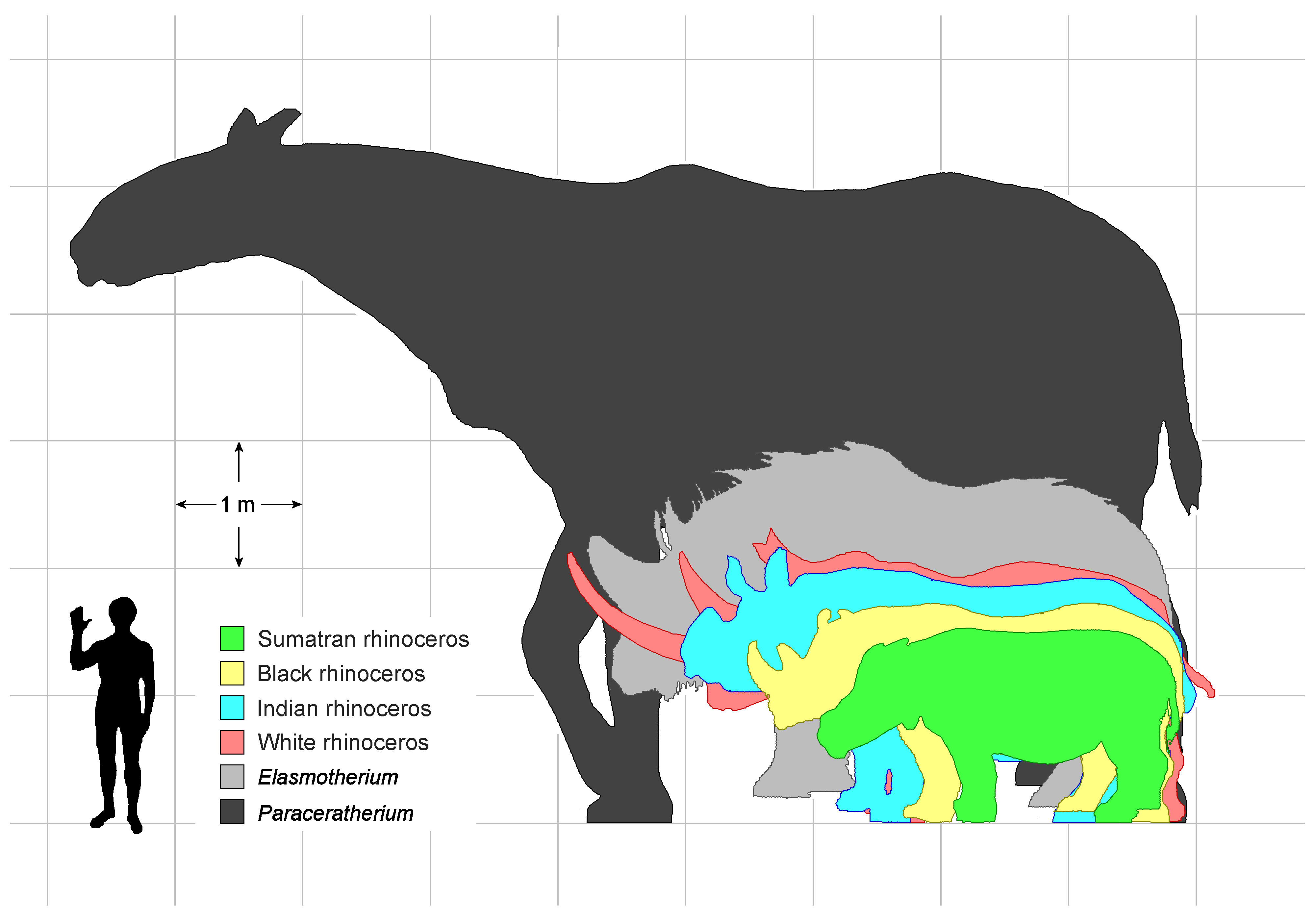
Tailles relatives de † Paraceratherium, † Elasmotherium, du rhinocéros blanc, du rhinocéros indien, du rhinocéros noir et du rhinocéros de Sumatra par rapport à un humain.

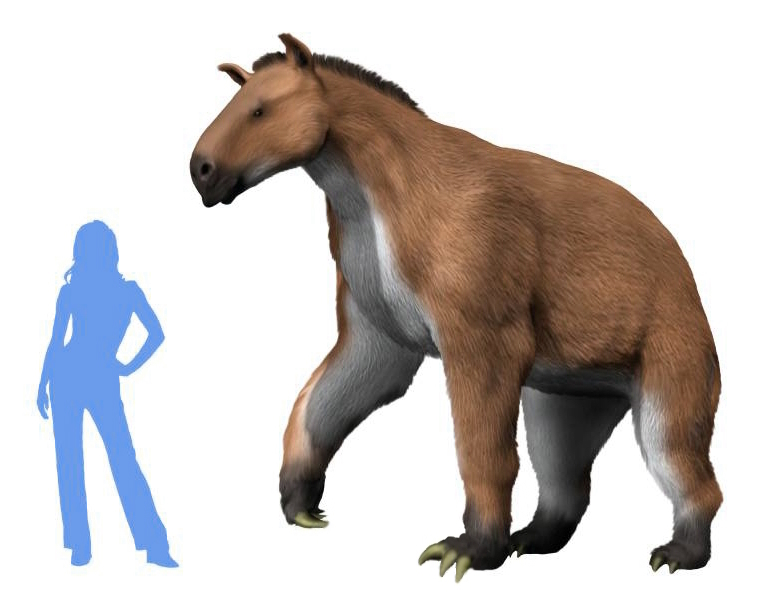
Vue d'artiste de Moropus elatus.

- Le plus grand des perissodactyles, et le deuxième plus grand mammifère terrestre (aprèsPalaeoloxodon namadicus) était Paraceratherium. Le plus grand individu connu mesurait 4,8 m au garrot, 7,4 m de long, et pesait 17 t[102],[103].
- Un large spécimen d'une espèce inconnue proche du Dzungariotherium avait un poids estimé à 20,6 t[104].
- Les plus grands Elasmotherium atteignait entre 5 et 5,2 m de long[105], 2,5 m au garrot[106] et pesait entre 3,5 et 5 t[107],[105],[106], ce qui en faisait le plus grand rhinocéros du Quaternaire[107]. Le rhinocéros laineux (Coelodonta antiquitatis), son contemporain, pesait entre 1100 et 2000 kg[108],[109],[110] et atteignait 1,93 m au garrot pour une longueur de 4,6 m[111].
- Métamynodon (en), un amynodontidé, avait une longueur de 4 m, ce qui le rendait comparable à Hippopotamus dans sa taille comme dans sa forme[112].
- Le tapir géant (Tapirus augustus) était le plus grand des tapirs[113] ; il mesurait 1 m au garrot et pesait environ 623 kg[114].
- Le plus grand des lophiodontidés (en) était Lophiodon lautricense, dont le poids était estimé à près de 2 t[115].
- Le plus grand des chalicothères était Moropus[116]. Il mesiraot 2,4 m au garrot.
- Les perissodactyles de la famille des Brontothériidés de l'Éocène tardif atteignaient des tailles impressionantes. Le Megacerops mesurait 2,5 m au garrot[117], 5 m de longueur[118], et pesait de 3 à 3,5 t[119],[120]. Embolotherium avait une taille équivalente[121].
- Le plus grand cheval préhistorique était Equus giganteus (en) : il mesurait 2 m au garrot et pesait 1250 kg[122]. Le plus grand représentant des Anchitheriinae était Hypohippus, qui pesait entre 400 et 600 kg, ce qui est comparable à nos chevaux domestiques actuels[123],[124]. Megahippus (en) pesait quant à lui 266 kg, soit bien plus que ses contemporains[123].
- Chez les paléothères, de proches parents des chevaux, Palaeotherium giganteum était le plus grand : il pesait plus de 700 kg[125]. Palaeotherium magnum atteignait 1,3 m au garrot et 2,52 m de longueur[126]. P. Cantabrotherium pesait probablement quant à lui dans les 600 kg[125].

### Phénacodontidés (Phenacodontidae)
Le plus grand phenacodontidé (en) connu est Phenacodus. Il mesurait 1,5 m de long et pesait jusqu'à 56 kg.

### Dinocérates (Dinocerata)
Le plus grand dinocérate connu était Éobasileus (en), avec une longueur de crâne de 102 cm, 2,1 m de haut à la croupe et 1,5 m de haut au garrot. Un autre représentant massif de ce groupe était Uintatherium, avec une longueur de crâne de 76 cm, une taille de 1,5 m au garrot, et 4 m de longueur pour un poids de 2,25 t, soit la taille d'un rhinocéros. Malgré leur grande taille, Éobasileus et Uintatherium avaient un très petit cerveau,.

### Carnivores (Carnivora)

#### Caniformes (Caniformia)

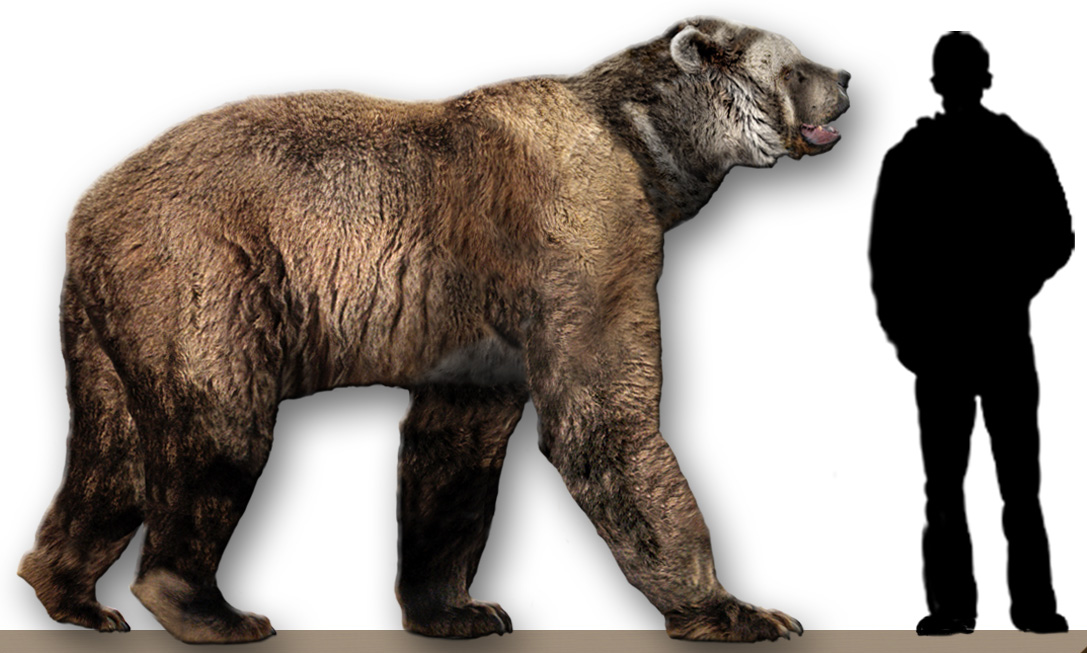
Vue d'artiste d'Arctodus simus.

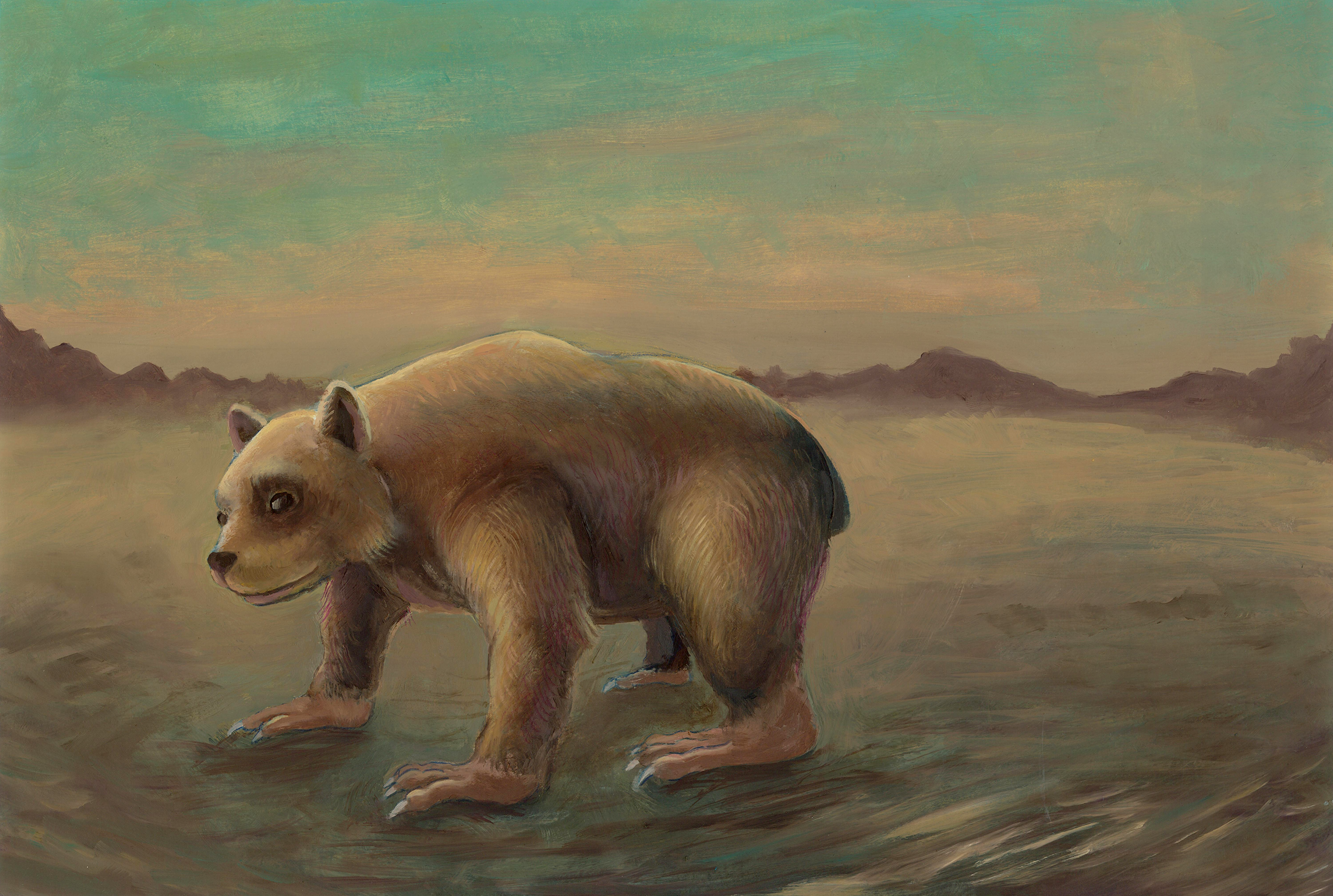
', le procyonide géant.

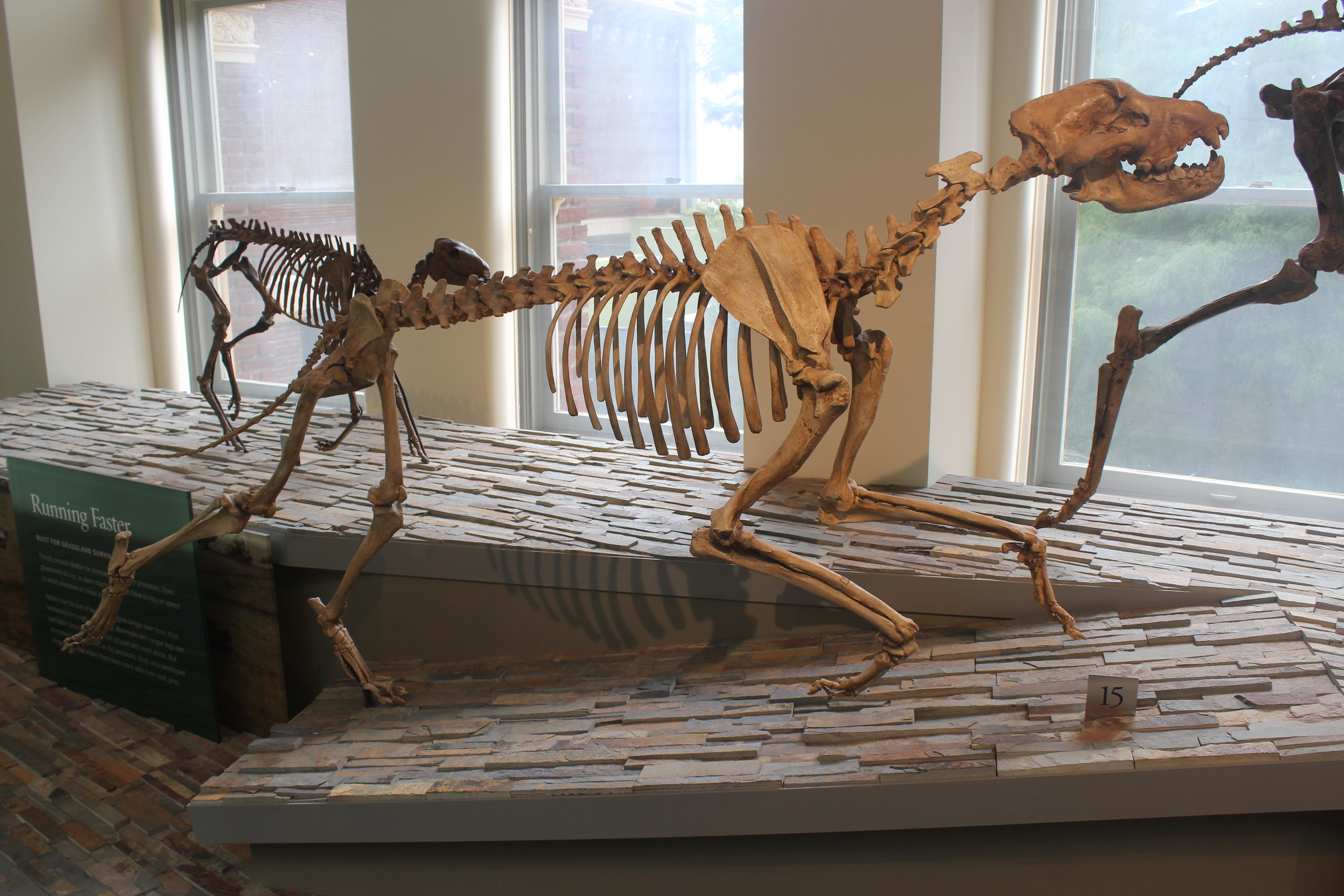
Squelette dEpicyon haydeni.

- Le plus grand mammifère terrestre carnivore, qui se trouvait aussi être le plus grand ours ainsi que le plus grand mammifère prédateur terrestre de tous les temps, était Arctotherium angustidens. Des estimations spéculent qu'un mâle adulte aurait pu peser entre 1588 et 1749 kg et mesurer 3,4 m sur ses pattes arrière[131]. Arctodus simus était un autre ours très massif : entre 625 et 957 kg[132], avec des estimations allant jusqu'à 1200 kg[131]. L'ours des cavernes (Ursus spelaeus) était également bien plus massif que les ours actuels : les plus gros mâles pouvaient atteindre les 1000 kg[133]. Le panda préhistorique Ailuropoda baconi (en) était plus grand que les pandas actuels (Ailuropoda melanoleuca)[134].
- Le plus grand odobenidé et l'un des plus grands pinnipèdes de tous les temps était Pontolis magnus (en), dont le crâne mesurait 60 cm de long (le double de celui des morses contemporains)[135] et dont la longueur totale excédait les 4 m[136],[137], une taille similaire à celle des éléphants de mer actuels. Le deuxième plus grand pinnipède en taille était Gomphotaria pugnax (en), avec son crâne de 47 cm de long[135].
- Une des plus grandes otaries préhistoriques était Thalassoléon (en), dont le poids était estimé à environ 300 kg[138].
- Le plus grand mustélidé connu était une loutre géante, Enhydriodon (en), qui dépassait les 3 m de long et pesait près de 200 kg, ce qui constitue un record pour cette famille[139],[140],[141]. D'autres loutres géantes existaient également, telle Siamogale (50 kg)[142] ou Megalenhydris (en). Megalictis (en) était le plus grand mustélidé purement terrestre[143]. D'une taille similaire à celle des jaguars, Megalictis ferox avait un crâne beaucoup plus grand, de la taille de celui d'un ours noir[143].
- Le procyonide le plus massif était Chapalmalania (en)[144] (environ 150 kg pour 1,5 m de long).
- Le plus grand canidé de tous les temps était Epicyon haydeni, qui mesurait 90 cm au garrot, 2,4 m de long et pesait de 100 à 125 kg[145],[146],[147], avec des individus plus massifs atteignant les 170 kg[38]. Le loup lugubre (Aenocyon dirus) mesurait 1,5 m de long pour un poids compris entre 50 et 110 kg[38],[148]. Le plus grand loup à proprement parler (Canis lupus) vivait en France au Pléistocène tardif : Canis lupus maximus (en). Ses os étaient 10 % plus lourds et 20 % plus longs que ceux des loups actuels[149].
- Le plus grand amphicyonidé était Pseudocyon (en), dont le poids maximal est estimé à 773 kg[150].

#### Féliformes (Feliformia)

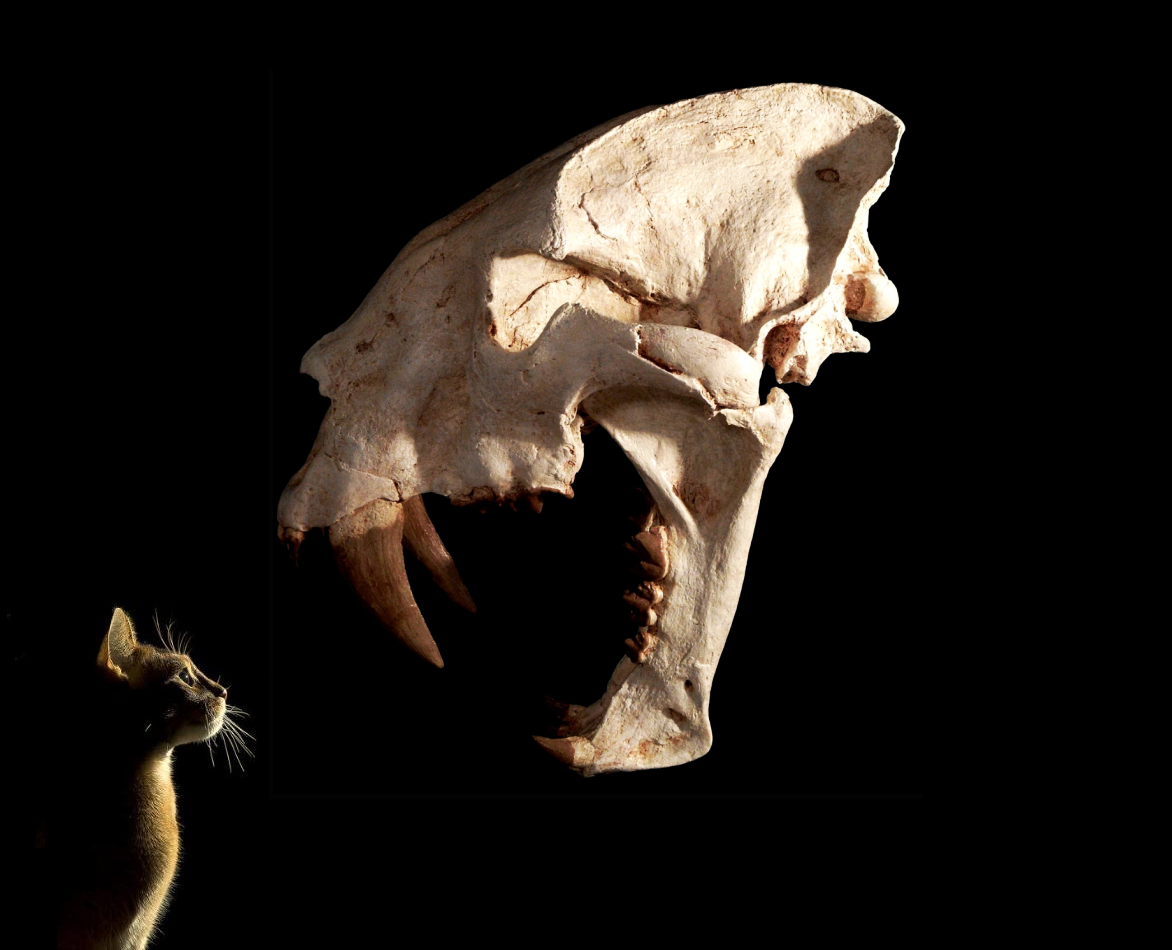
Comparaison entre Amphimachairodus giganteus et le chat domestique moderne.

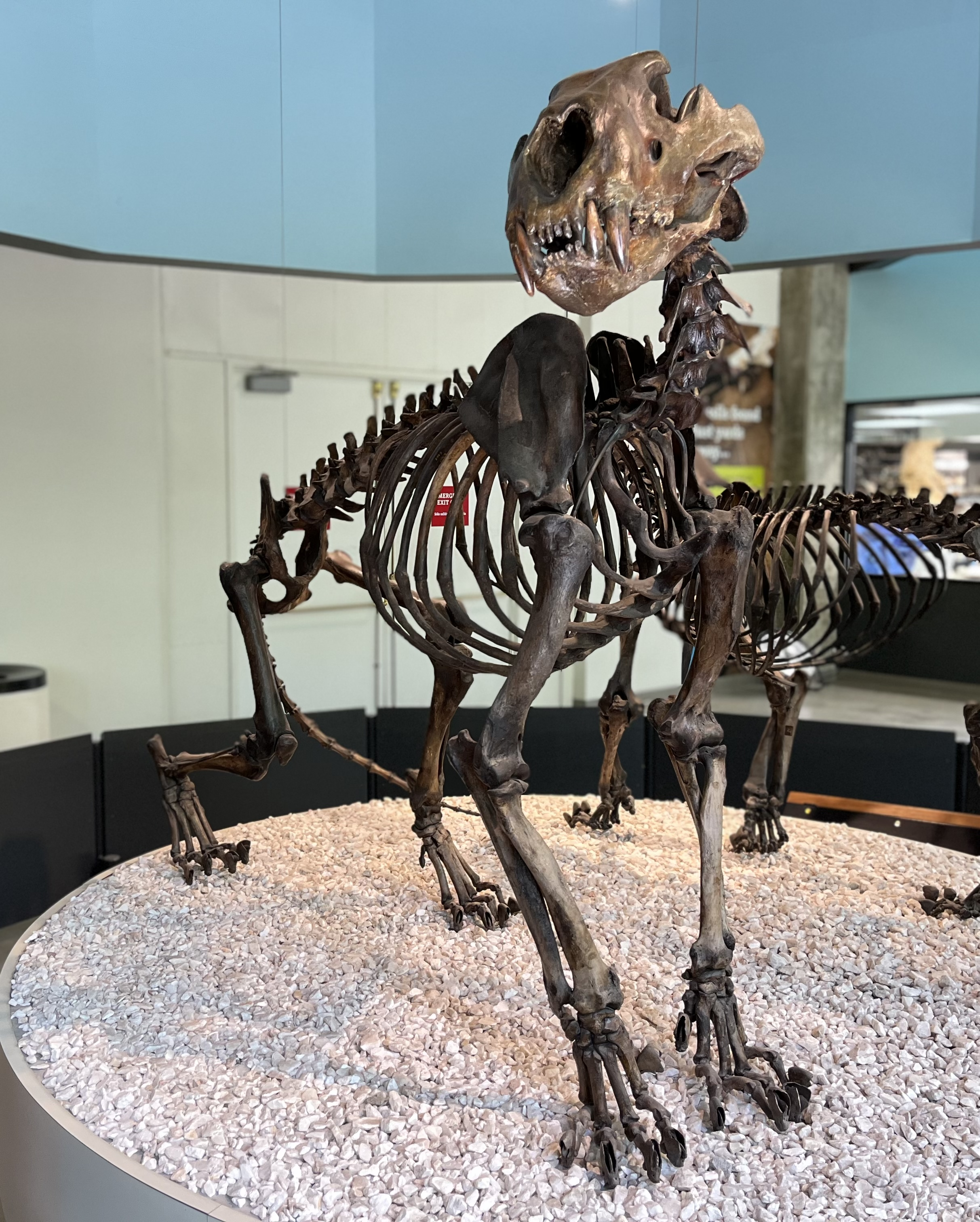
Squelette de Panthera atrox au musée des fosses de goudron de La Brea

- Le plus grand nimravide était probablement Quercylurus major (en), dont les fossiles suggèrent une taille similaire à celle de l'ours brun. En 2021, Eusmilus était proclamé le plus grand des Hoplophoneus, faisant la taille d'un petit lion d'Afrique (111 kg)[151].
- Les plus grands tigres à dents de sabre étaient Amphimachairodus kabir et Smilodon populator, dont les mâles atteignaient possiblement des poids de 350-490 kg et 220-450 kg respectivement[38],[152],[153]. Machairodus horribilis était estimé quant à lui à 405 kg[154], tandis que M. lahayishupup pesait jusqu'à 410 kg[155],[156],[157]. Xenosmilus mesurait près de 2 m de long[158] et pesait environ 300-350 kg[154].
- Les panthères les plus lourdes étaient le tigre de Ngangdong (Panthera tigris soloensis), dont on estime qu'il pesait jusqu'à 486 kg[153], Panthera fossilis, avec un poids maximal estimé de 400 à 500 kg[159], le lion américain (Panthera atrox), qui pesait jusqu'à 363 kg[160], et le lion de Natodomeri, de taille similaire au précédent[161].
- Le guépard géant d'Eurasie (Acinonyx pardinensis) pesait entre 60 et 120 kg, soit le double du guépard actuel[162]. Pratifelis (en) était également plus grand que le cougar contemporain[163].
- Le plus grand barbourofélidé était Barbourofelis fricki, qui mesurait 90 cm au garrot[164].
- Le plus grand viverridé était Viverra leakeyi (en), qui faisait la taille d'un loup et pesait 41 kg[165].
- La plus grande hyène était Pachycrocuta, qui mesurait entre 90 et 100 cm au garrot[166] et pesait 190 kg[38]. La hyène des cavernes était quant à elle 10 % plus grande que les espèces actuelles[167]. Dinocrocuta était également deux à trois fois plus grande que les hyènes actuelles (entre 160 et 240 kg)[168].
- Le fossa géant (Cryptoprocta spelea) pesait entre 17 et 20 kg, soit bien plus que les fossas actuels (jusqu'à 8,6 kg pour un mâle adulte[169]).

### Hyénodontes (Hyaenodonta)
Le plus grand hyénodonte était Simbakubwa, qui mesurait 1500 kg. Un autre hyénodonte géant, Megistotherium, atteignait 500 kg et avait un crâne de 66.4 cm de longueur.

### Oxyaenidae

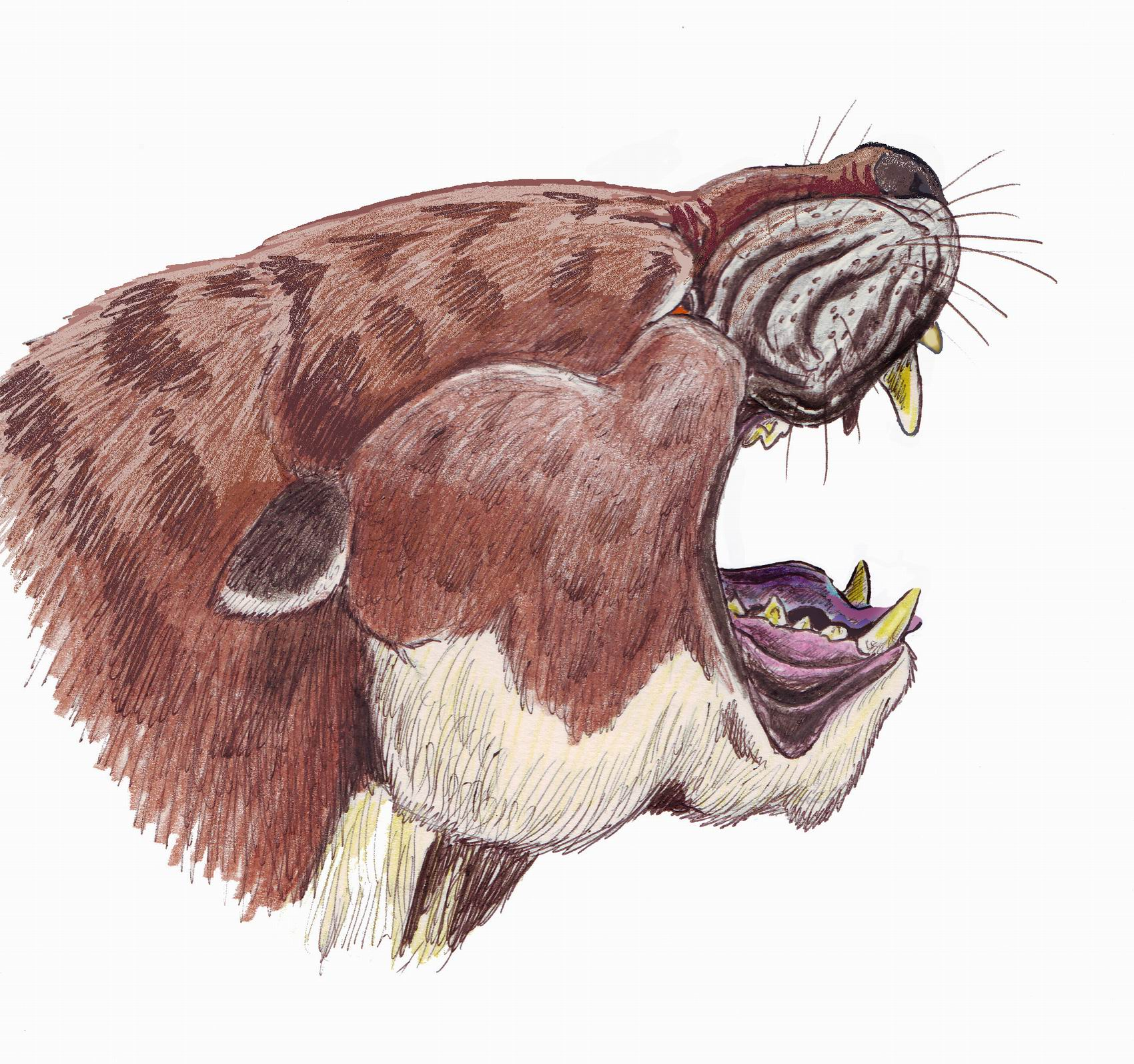
Sarkastodon.

Le plus grand oxyénidé connu était Sarkastodon, qui pesait 800 kg.

### Mésonychiens (Mesonychia)
Certains mésonychiens (Mongolonyx (en), Ankalagon (en)) atteignaient la taille d’un ours,. Le crâne d'Harpagolestes (en) pouvait atteindre un demi-mètre.

### Chauves-souris (Chiroptera)
Découvert dans des dépôts quaternaires d'Amérique du Sud et d'Amérique centrale, Desmodus draculae (en) avait une envergure de 50 cm et une masse corporelle allant jusqu'à 60 g. De telles proportions en font la plus grande chauve-souris vampire ayant jamais évolué.

### Hérissons, gymnures, musaraignes et taupes (Eulipotyphla)

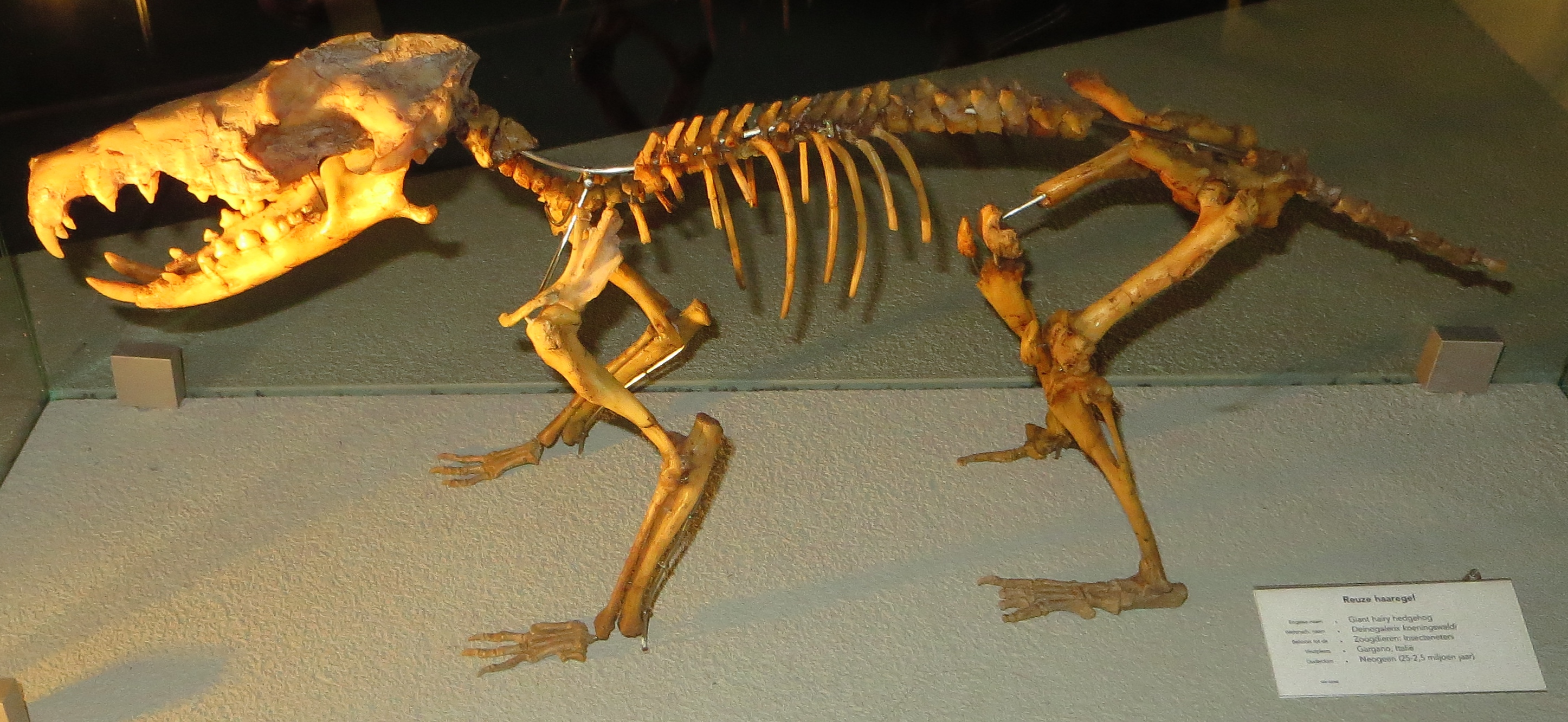
Squelette de Deinogalerix.

Le plus grand animal connu du groupe Eulipotyphla était Deinogalerix, qui mesurait jusqu'à 60 cm de longueur totale, avec un crâne allant jusqu'à 21 cm.

### Rongeurs (Rodentia)

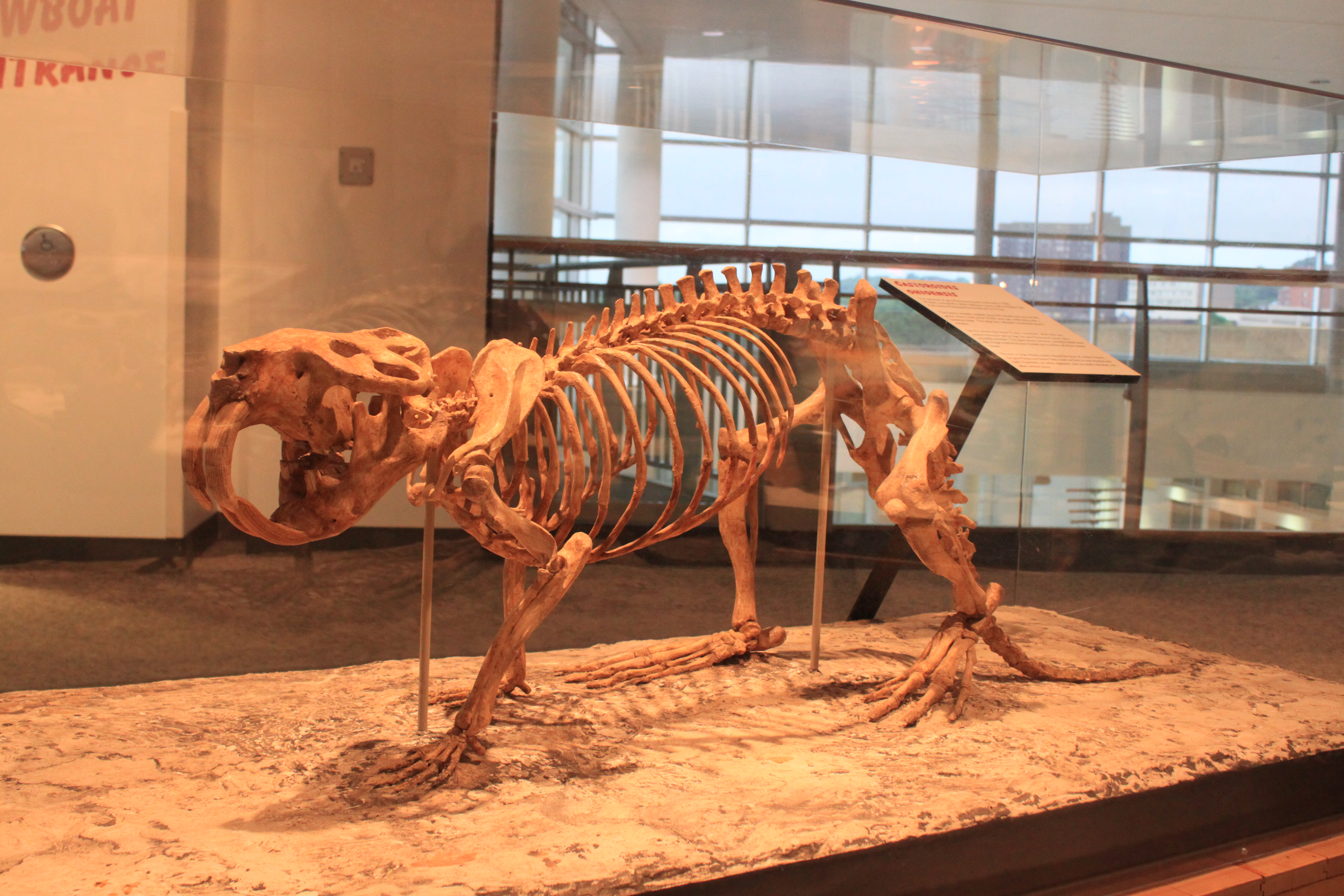
Le castor géant (Castoroides ohioensis).

- Plusieurs dinomyidés sud-américains éteints étaient beaucoup plus gros que les rongeurs modernes. Josephoartigasia monesi était le plus grand rongeur connu de tous les temps, pesant environ 480–500 kg[177]. Phoberomys pattersoni pesait entre 125–150 kg[177].J osephoartigasia et Phoberomys atteignaient tous deux environ 1,5 m au garrot[178]. Un autre énorme dinomyidé, Telicomys gigantissimus (en), avait un poids minimal de 200 kg[178].
- Amblyrhiza inundata, de la famille des Heptaxodontidae, pesait dans les 50–200 kg[179],[178].
- Le plus grand castor était le castor géant (Castoroides) d'Amérique du Nord. Il mesurait plus de 2 m de long et pesait entre 90 et 125 kg, ce qui en fait également l'un des plus grands rongeurs ayant jamais existé.
- Le plus grand porc-épic éteint, Hystrix refossa (en), était plus grand que les porcs-épics actuels. Il était environ 20 % plus grand que son plus proche parent, le porc-épic indien (H. indica), atteignant des longueurs de plus de 115 cm.

### Lapins, lièvres et pikas (Lagomorpha)
Le plus grand lagomorphe préhistorique connu est le lagomorphe géant minorquin Nuralagus rex, pesant 12 kg.

### Pangolins (Pholidota)
Le plus grand pangolin était Manis palaeojavanica (en). Sa longueur totale atteignait 2,5 m.

### Primates (Primata)

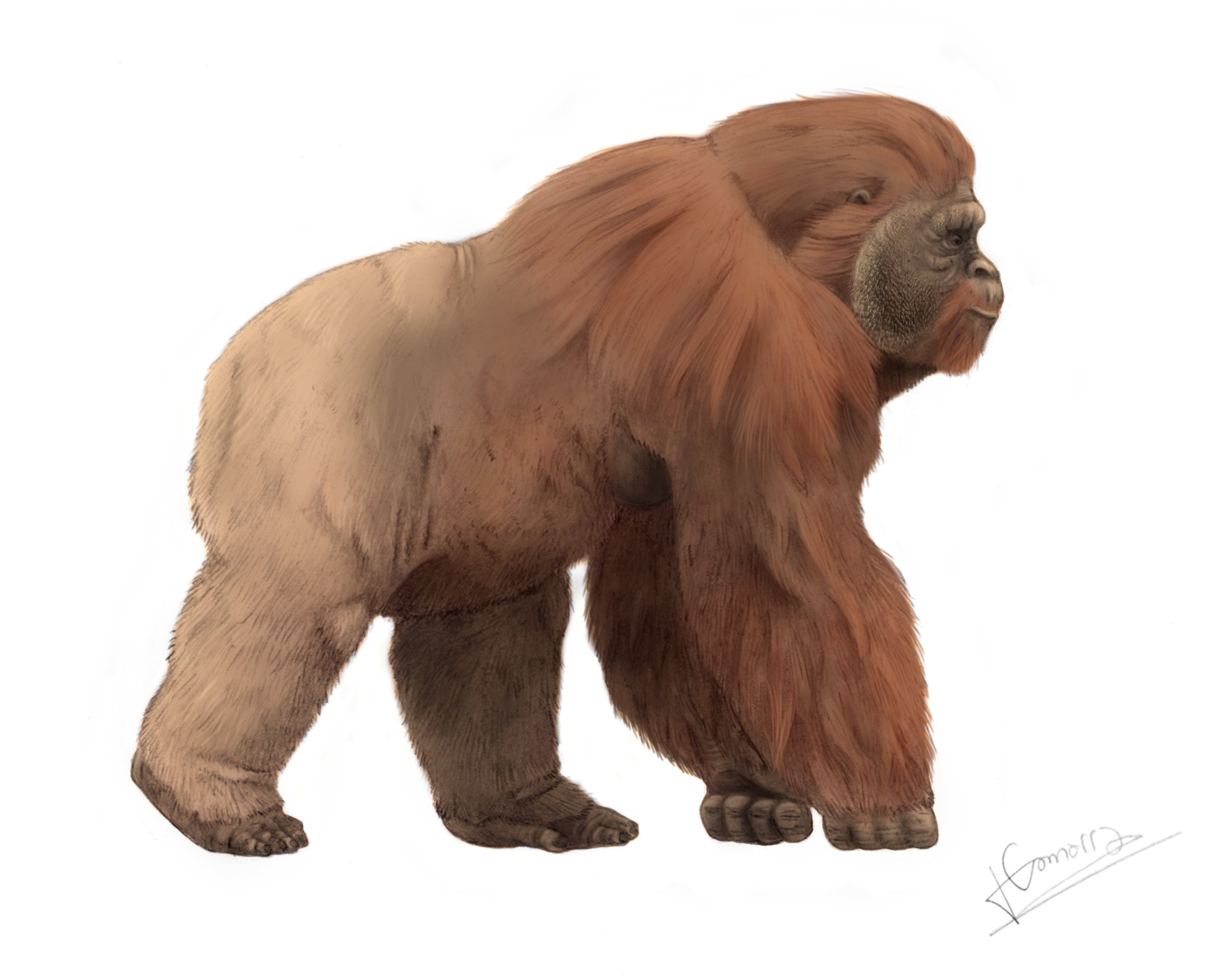
Reconstruction de Gigantopithecus blackii.

- Le plus grand primate, et le plus grand hominidé de tous les temps était Gigantopithecus blackii, qui mesurait 3 m et pesait entre 200 et 500 kg[183],[184],[185]. Meganthropus palaeojavanicus était également massif (2,4 m de gaut)[186], mais ses restes sont peu nombreux[187].
- Au Pléistocène, certains humains archaïques pouvaient dépasser en poids les Hommes modernes. Ainsi Néandertal (Homo neanderthalensis) avait-il un poids moyen de 77,6 kg (mâles) et 66,4 kg (femelles), soit plus que les Homo sapiens (68,5 kg et 59,2 kg)[188]. Les plus grands Homo sapiens du Pléistocène supérieur mesuraient 194 cm (mâles) et 174 cm (femelles) de haut, ce qui est grand même pour les standards actuels[189].
- Le plus grand cercopithécidé était le babouin préhistorique Dinopithecus, qui pesait entre 46 et 57 kg[190]. Certains attribuent à Theropithecus oswaldi un poids de 72 kg[191].
- Le plus grand platyrhinien était du genre Cartelles (en) : il s'agissait du protopithèque (en) (jusqu'à 28 kg)[192].
- Les plus grands omomyidés étaient Macrotarsius et Ourayia de l'Éocène moyen. Les deux atteignaient un poids d'1,5 à 2 kg[193].
- Chez les lémuriformes, Archaeoindris mesurait 1,5 m de long et pesait entre 150 et 188 kg[194] (autant qu'un gorille mâle adulte[195]). Palaeopropithecus, avec ses 26-46 kg, était plus massif que la majorité des lémuriens actuels. Megaladapis aurait mesuré entre 1,3 et 1,5 m et pesé jusqu'à 140 kg.

### Éléphants, mammouths et mastodontes (Proboscidea)

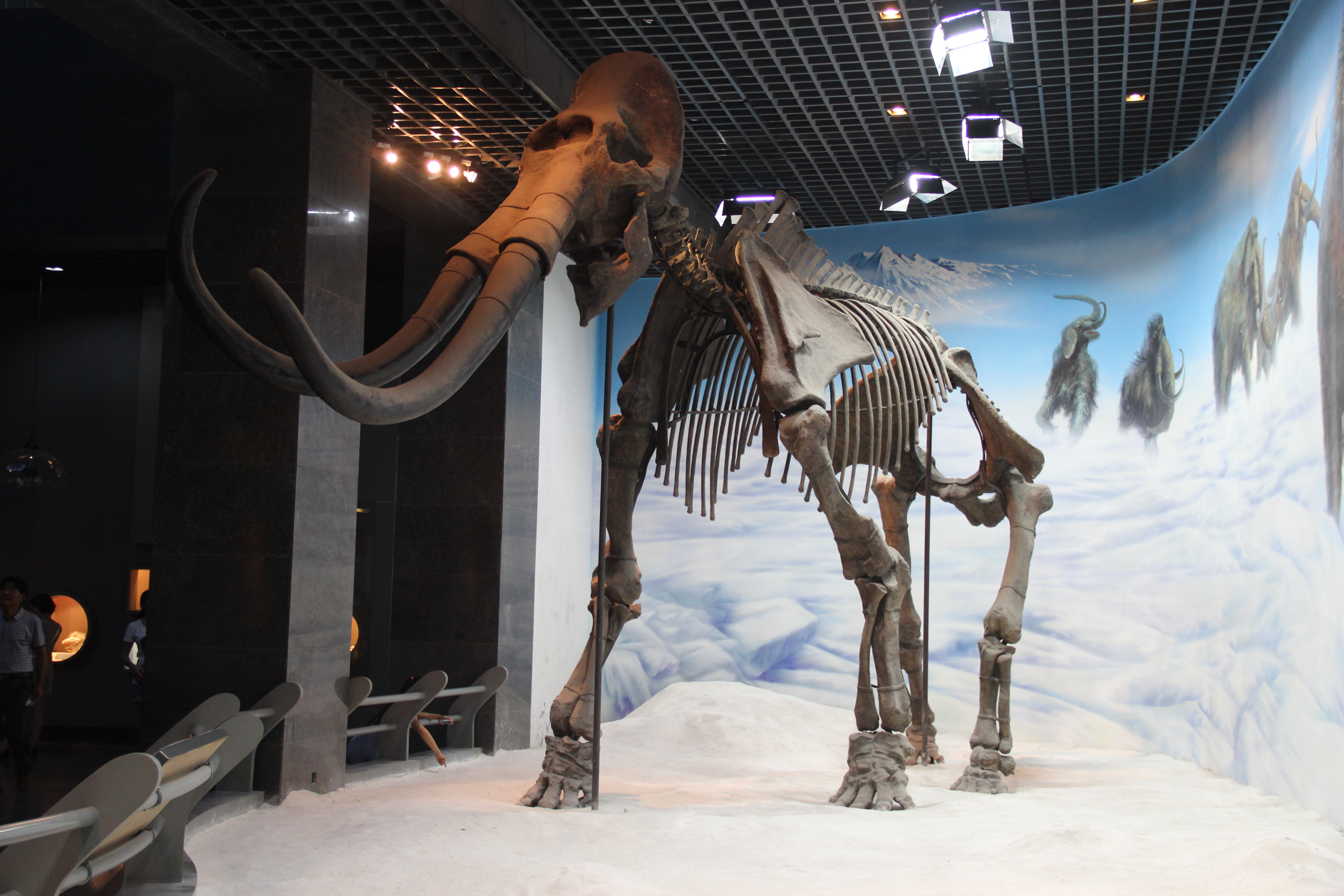
Squelette de mammouth des steppes.

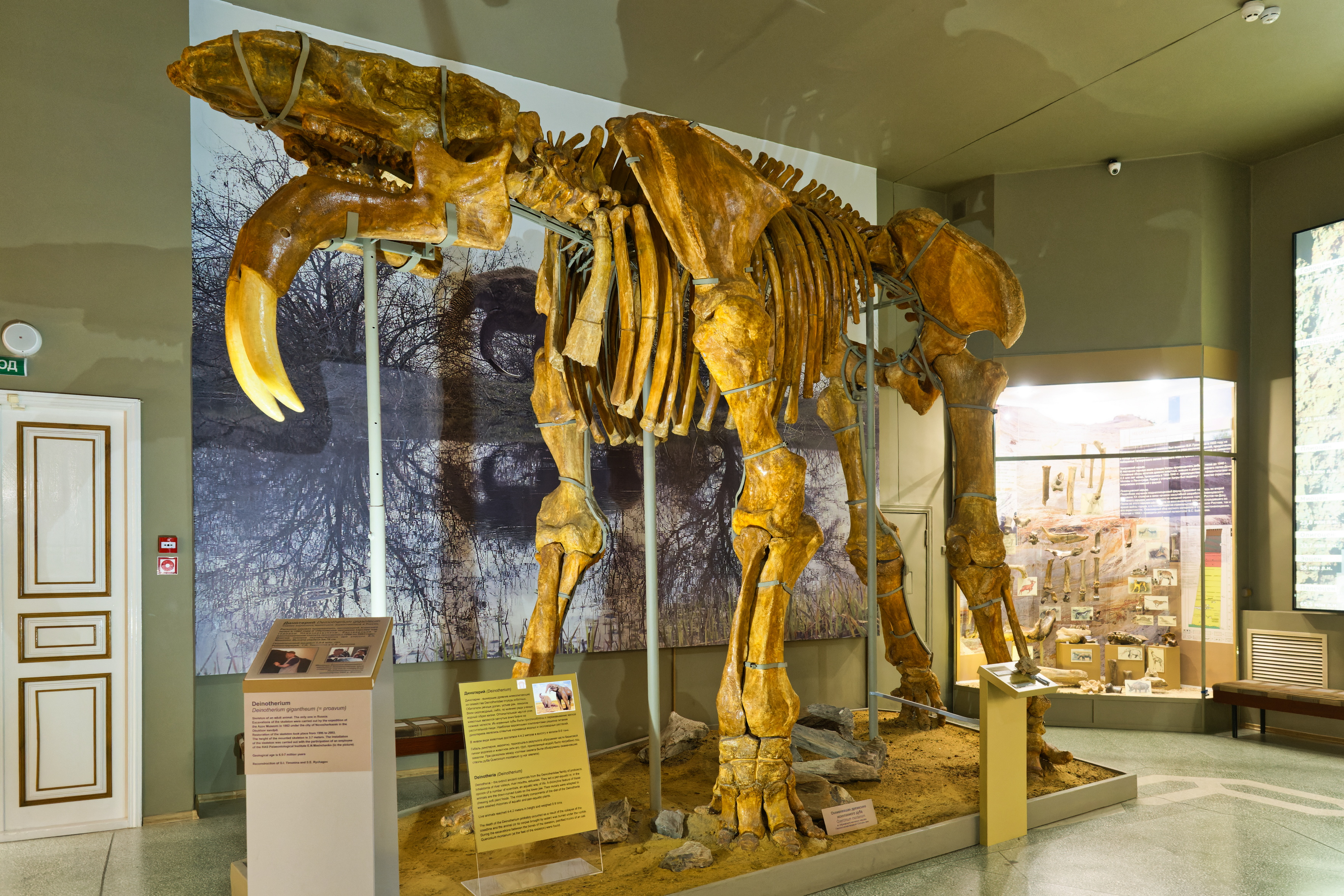
Squelette de Deinotherium.

- Il a été suggéré que Palaeoloxodon namadicus aurait pu être le plus grand mamifère terrestre de tous les temps, ce sur la base d'un fémur retrouvé et qui aurait pu appartenir à un individu mesurant 5,2 m au garrot et pesant 22 t — même si les auteurs mêmes de l'étude incitent à la prudence face à ces résultats[102]. Une publication de 2023 estimait un poids de18-19 tonnes pour ce même P. namadiscus, ce que d'autres auteurs jugent cependant « hautement improbable »[196]. Une autre étude de 2024 avance une taille maximale de 4,5 m pour un poids allant de 13,2 à 18 t[197].
- Le plus grand individu connu du mammouth des steppes (Mammuthus trogontherii) mesurait 4,5 m au garrot et pesait environ 14,3 t[102],[198].
- Stegodon zdanskyi, le plus grand des Stégodons, pesait 13 t[102]. Dans la même famille, Stegotetrabelodon syrticus mesurait 4 m et pesait de 11 à 12 t[102].
- Le mammouth de Colomb (Mammuthus columbi) mesurait 4 m au garrot et pesait entre 9,5 et 12,5 t[102]. Il avait en outre les plus longues défenses de tous les mammouths : 4,9 m de long[199].
- Le mammouthide "Mammut" borsoni (en) comptait parmi les plus grands mammifères terrestres : 4,1 m de haut et 16 t[102]. Il possédait en plus les plus longues défenses du règne animal : 5,02 m.
- Deinotherium était le plus grand parmi les Deinotheriidae : 4,1 m au garrot et près de 14 t[102].

### Rhytines (Sirenia)
La rhytine de Steller mesurait entre 8 et 9 m de long, soit beaucoup plus que tous les siréniens existants actuellement. Son poids est estimé à 8 - 10 t.
La rhytine de Cuesta (en) mesurait environ 9 m de long et aurait pu peser 10 tonnes.

### Arsinoithères (Arsinoitheriidae)
Le plus grand arsinoitheriide connu était Arsinoitherium. A. zitteli mesurait 1,75 m au garrot et 3 m de longueu,. A. giganteum était encore plus grand.

### Damans (Hyracoidea)
Certains damans préhistoriques étaient extrêmement grands en comparaison avec leurs parents actuels. Le plus grand d'entre eux était Titanohyrax ultimus (en) : avec une estimation de masse allant de 600 kg à plus de 1300 kg, sa taille était proche de celle du rhinocéros de Sumatra. Megalohyrax (en) quant à lui avait un crâne de 391 mm de longueur et la taille d'un tapir,.

### Desmostyliens (Desmostylia)

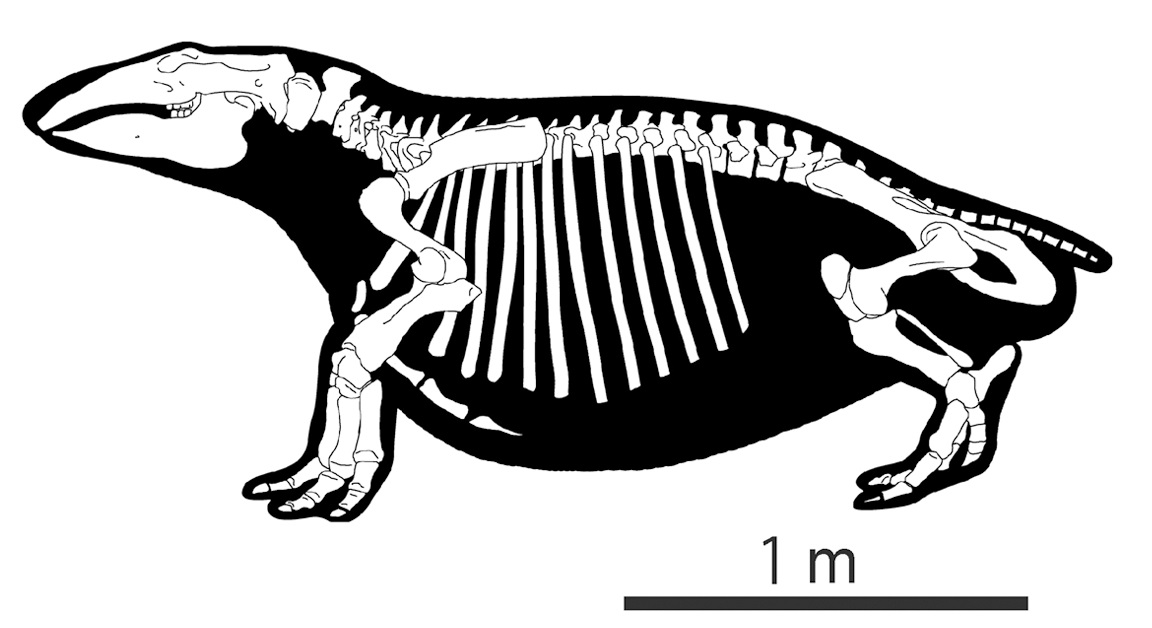
Schéma squelettique de Desmostylus.

Le plus grand desmostylien connu était Desmostylus (en) avec une longueur de crâne de 81,8 cm et une taille comparable à celle de la rhytine de Steller.
Paleoparadoxia est également connu comme l'un des plus grands desmostyliens, avec une longueur de corps de 3.03 m.

### Tatous, glyptodontes et pampathères (Cingulata)
Le plus grand cingulaire connu est Doedicurus, mesurant 4 m de longueur, 1,5 m de haut et atteignant une masse d'environ 1910 à 2370 kg; La plus grande espèce de Glyptodon, Glyptodon clavipes, mesurait 3–3,3 m de longueur, et pesait 2 t.

### Fourmiliers et paresseux (Pilosa)

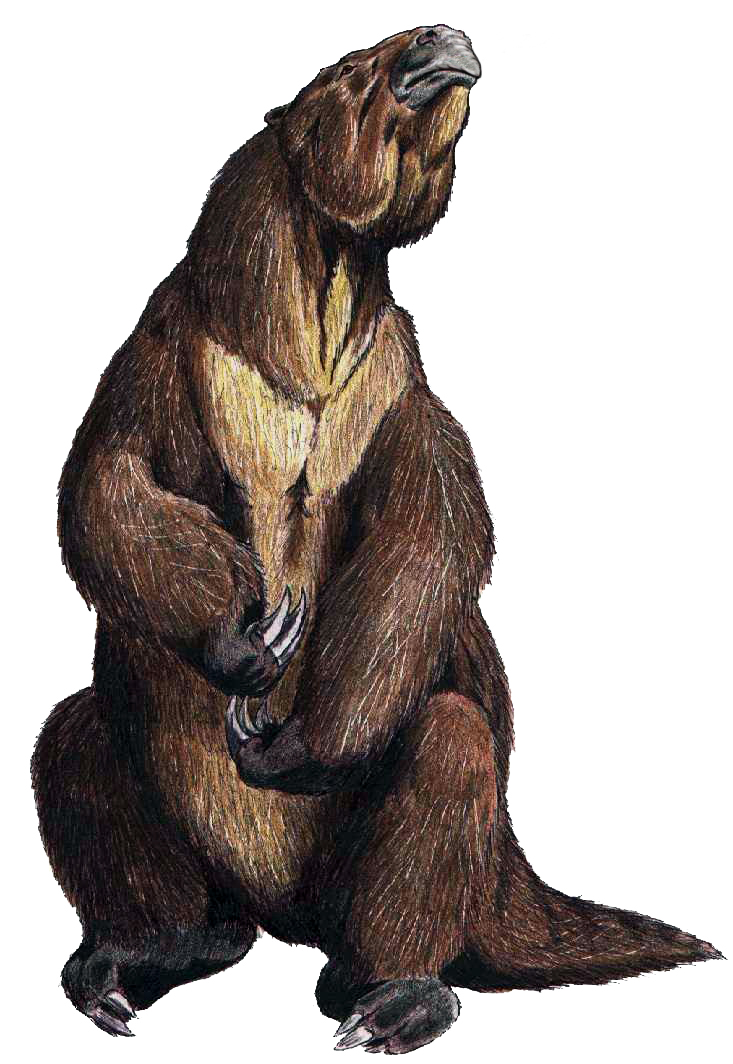
Vue d'artiste d'un mégathérium.

Le plus grand pilosa connu est Eremotherium, un paresseux terrestre dont le poids est estimé jusqu'à 6,55 t pour une longueur allant jusqu'à 6 m. Le paresseux terrestre Megatherium, étroitement apparenté, a atteint des dimensions équivalentes.

### Astrapotheriens (Astrapotheria)
Certains des plus grands astrapothériens connus pesaient environ 3–4 t : ainsi Granastrapotherium et certaines espèces de Parastrapotherium (en) (P. martiale). Les restes du squelette suggèrent que l'espèce Hilarcotherium miyou (en) était encore plus massif, avec un poids de 6,456 t.

### Litopternes (Litopterna)
Le plus grand litopterne connu était Macrauchenia : c'était un animal relativement grand, avec une longueur de corps d'environ 3 m.

### Notongulés (Notoungulata)
Le plus grand notongulé connu dont les restes complets est Toxodon : il mesurait environ 2,7 m de longueur de corps et environ 1,5 m au garrot. Bien qu'incomplets, les fossiles préservés suggèrent que Mixotoxodon était le membre le plus massif du groupe, avec un poids d'environ 3.8 t.

### Pyrotheriens (Pyrotheria)
Le plus grand mammifère de l'ordre sud-américain des Pyrotheria (en) était Pyrotherium avec 2.9–3.6 m de longueur et 1.8–3.5 t de poids.

## Reptiles (Sauropsida)

### Lézards et serpents (Squamata)

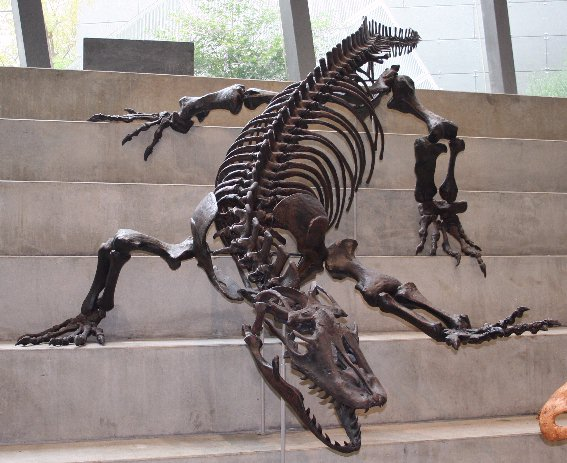
Reconstruction du squelette de Megalania sur les marches du musée de Melbourne.

- Les mosasaures sont les plus grands squamates connus. Le plus grand d'entre eux était probablement Mosasaurus hoffmanni, que l'on estime à plus de 17 m de long[220],[221] (dans le cas où le rapport tête/corps serait de 1 pour 10, ce que d'aucuns contestent, avançant un rapport de 1 pour 7[222]). Tylosaurus et Prognathodon mesuraient probablement entre 10 et 14 m[223],[224].
- Les plus grands serpents préhistoriques connus était Titanoboa cerrejonensis, dont on estime qu'il mesurait entre 12,8 et 14,3 m de longueur[225] pour un poids de 1135 kg[226], et Vasuki indicus (en), dont la taille est estimée entre 11 et 15 m[227]. Palaeophis colossus (en) est estimé entre 9 m[226],[228],[229] et 12 m de long[230] ; et Gigantophis garstini, entre 9,3 et 10,7 m[231],[232]. Le plus grand python était Liasis dubudingala (en) (9 m de long)[233]. La plus grande vipère, qui était aussi le plus grand serpent venimeux à avoir existé, était Laophis crotaloides (en) (3 m pour 26 kg)[234],[235]. Le plus grand serpent aveugle était Boipeba tayasuensis (en), estimé à 1,1 m de long[236].
- Le plus grand lézard terrestre était megalania (Varanus priscus), qui faisait 7 m de long[237]. S'il est confirmé qu'il était venimeux, cela en ferait également le plus grand vertébré venimeux de tous les temps[238].

### Tortues (Testudines)

#### Cryptodira
- La plus grande tortue ayant jamais existé était Archelon ischyros : 5 m et 2200 kg[239]. La deuxième plus grande tortue de mer connue pourrait être Protostega, atteignant une longueur corporelle totale de 3,9 m[240],[241]. Un spécimen encore plus grand de ce genre, découvert au Texas, est estimé à une longueur totale de 4,2 m[242],[240]. Une espèce partiellement connue, Cratochelone, est estimée à 4 m de longueur totale[243]. Une autre grande tortue marine préhistorique est Gigantatypus du Crétacé supérieur, estimée à plus de 3,5 m de longueur[244] Psephophorus terrypratchetti de l’Éocène atteignait 2,3 - 3,5 m de longueur corporelle[245].

- La plus grande tortue terrestre connue est Megalochelys atlas, avec une longueur de carapace allant jusqu’à 2 m[246] et un poids compris entre 0,8 - 1 t[119]. M. margae avait une carapace de 1,4 à 2 m de longueur ; une espèce non nommée de Java a atteint au moins 1,75 m de longueur de carapace[247]. La tortue terrestre géante Titanochelon (en) du Cénozoïque était également plus grande que les tortues géantes actuelles, avec une longueur de carapace atteignant 2 m[248],[249]. D'autres tortues géantes comprennent Centrochelys marocana avec une carapace de 1,8 à 2 m et la tortue mésoaméricaine Hesperotestudo sp. avec une carapace de 1,5 m[247].

- La plus grande tortue du groupe des trionychides jamais enregistrée est un spécimen indéterminé, GSP-UM 3019, de l’Éocène moyen du Pakistan. La carapace osseuse de GSP-UM 3019 mesure 120 cm de long et 110 cm de large, indiquant un diamètre total de carapace (avec marge molle) d’environ 2 m[250] Drazinderetes tethyensis de la même formation possédait une carapace osseuse de 80 cm de long et 70 cm de large[250]. Un autre trionychide géant est Axestemys byssinus d’Amérique du Nord, mesurant plus de 2 m de longueur totale[251].

#### Tortues à cou replié (Pleurodira)

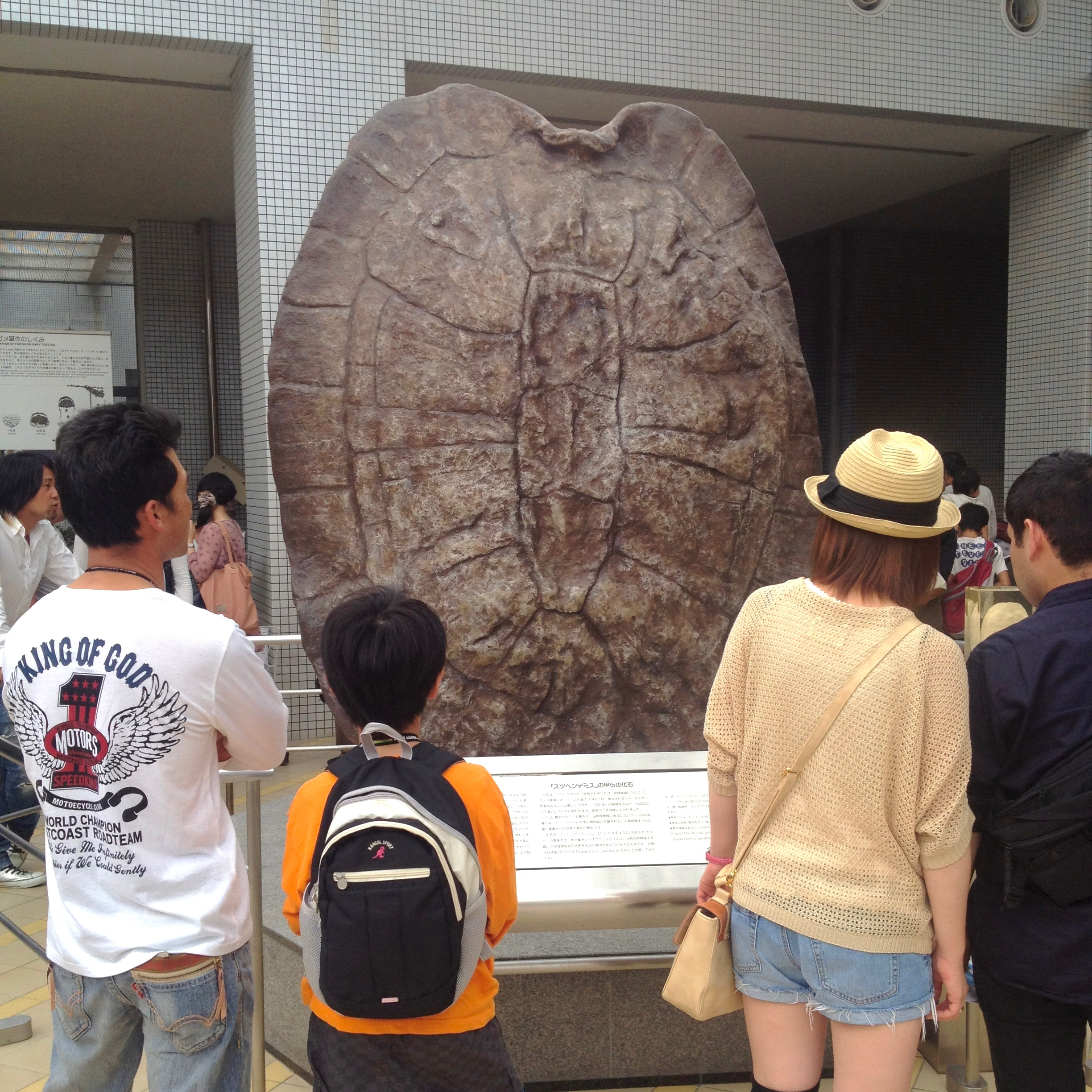
Fossile de la carapace de '.

La plus grande tortue d'eau douce de tous les temps était Stupendemys, un membre éteint de la famille des Podocnemididae datant du Miocène. Son plastron parasagittal était estimé à 2,86 mètres de long et son poids pouvait atteindre 1 145 kilogrammes.
Une autre espèce de la même famille, Carbonemys cofrinii (en), possédait une carapace d’environ 1,72 mètre de long,,, tandis que la taille complète de sa carapace était estimée à environ 1,8 mètre.

#### Macrobaenidés (Macrobaenidae)
Les plus grands représentants des macrobaenidés (en) étaient Yakemys (en) du Crétacé inférieur, Anatolemys (en) du Crétacé supérieur et Judithemys (en) du Paléocène. Tous atteignaient une longueur de carapace d’environ 70 centimètres.

#### Meiolaniformes

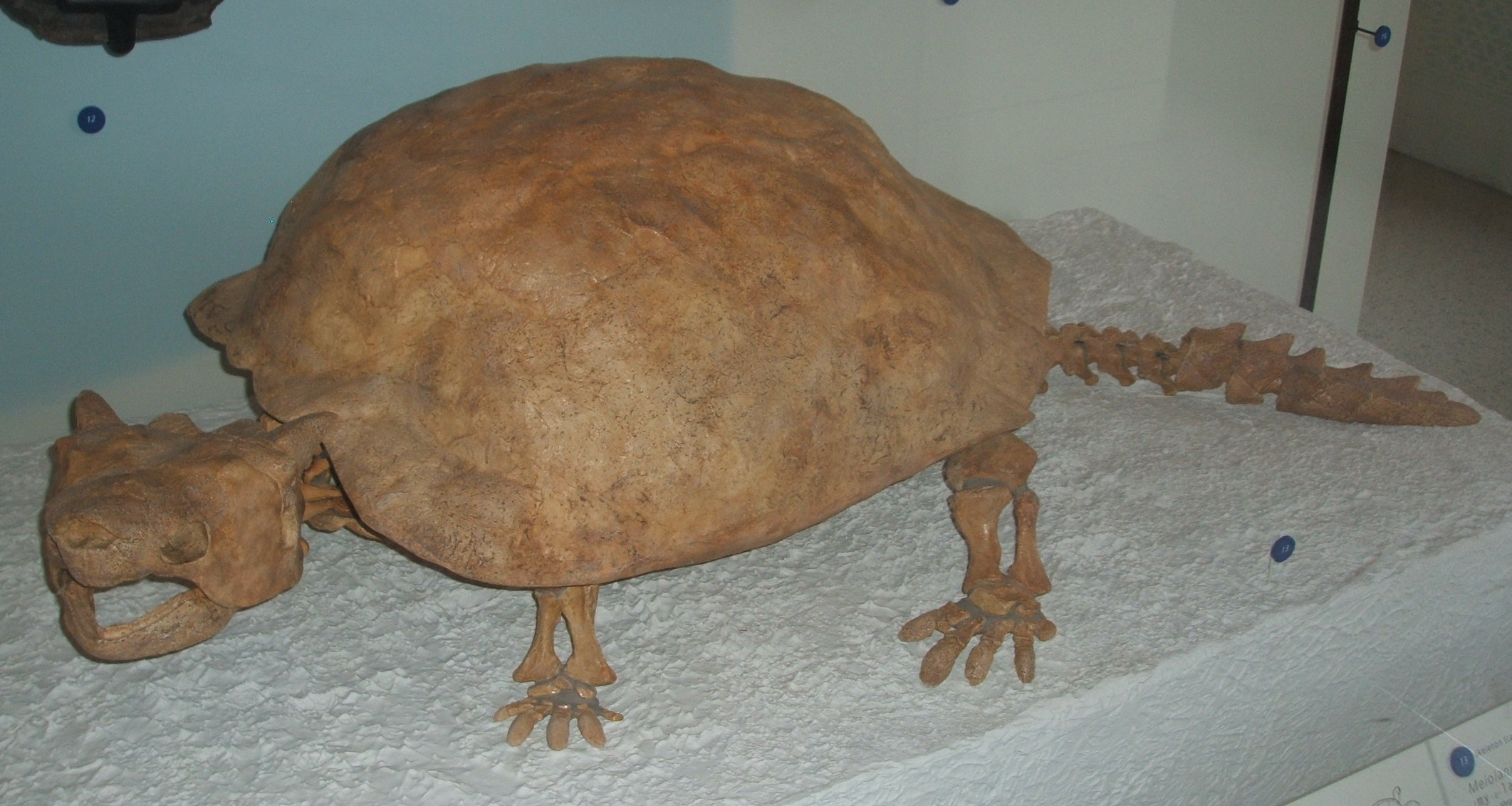
Squelette de '.

Le plus grand représentant des meiolaniidés (en) était Meiolania. Meiolania platyceps possédait une carapace d'environ 100 centimètres de long et atteignait probablement plus de 3 mètres de longueur totale.
Une espèce non décrite du Pléistocène supérieur découverte dans le Queensland était encore plus grande, avec une carapace pouvant atteindre 200 centimètres de long Ninjemys oweni (en) atteignait une longueur de carapace de 100 centimètres et un poids d’environ 200 kilogrammes.

### Sauropterygiens (Sauropterygia)

#### Placodontes et apparentés (Placodontiformes)
Placodus était l'un des plus grands placodontes, atteignant une longueur maximale d’environ 3 mètres.

#### Nothosaures et apparentés (Nothosauroidea)
Le plus grand nothosaure ainsi que le plus grand sauroptérygien du Trias était Nothosaurus giganteus, atteignant environ 7 mètres de long.

#### Plésiosaures (Plesiosauria)
Le plus grand plésiosauroïde connu était un spécimen indéterminé probablement appartenant à Aristonectes (identifié comme cf. Aristonectes sp.), avec une longueur corporelle estimée entre 11 et 11,9 mètres et une masse comprise entre 10,7 et 13,5 tonnes. Un autre plésiosauroïde de taille comparable était Albertonectes, mesurant entre 11,2 et 11,6 mètres. Thalassomedon rivalisait avec ces espèces en termes de taille, atteignant environ 10,86 à 11,6 mètres.
D'autres grands plésiosauroïdes incluent Styxosaurus et Elasmosaurus, qui atteignaient tous deux plus de 10 mètres de long,.
Dans le passé, Mauisaurus était considéré comme mesurant plus de 8 mètres,, mais il a ensuite été considéré comme un nomen dubium.

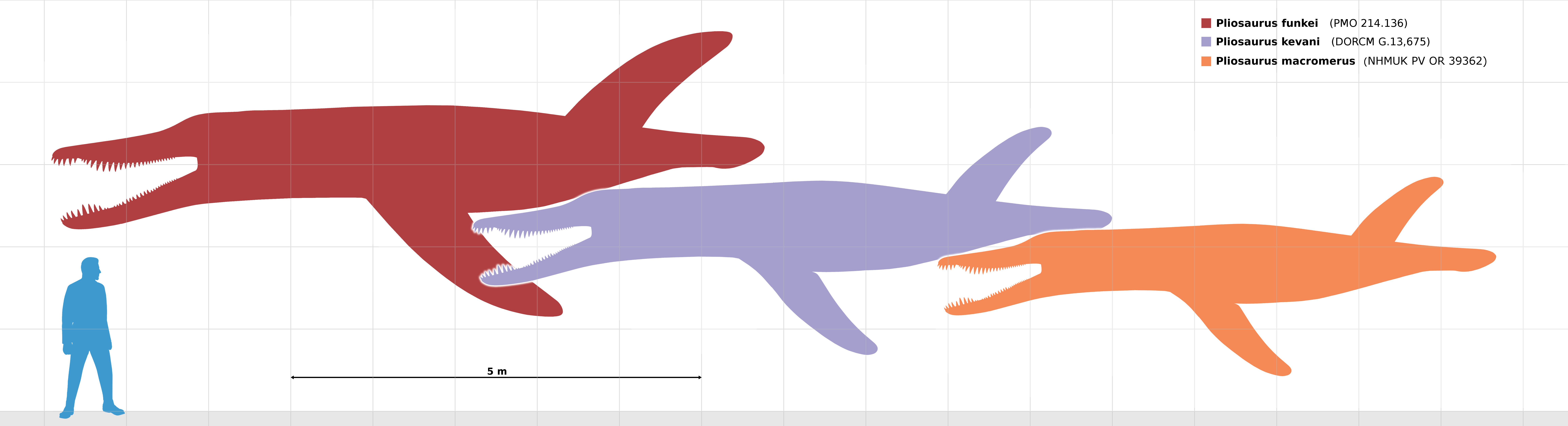
Estimation de la taille de trois espèces de Pliosaurus.

## Archosauromorphes (Archosauromorpha)

### Proterosuchidés (Proterosuchidae)
Proterosuchus fergusi (en) est le plus grand proterosuchidé connu, avec un crâne mesurant environ 47,7 centimètres et une longueur corporelle estimée entre 3,5 et 4 mètres.

### Tanystrophéides (Tanystropheidae)

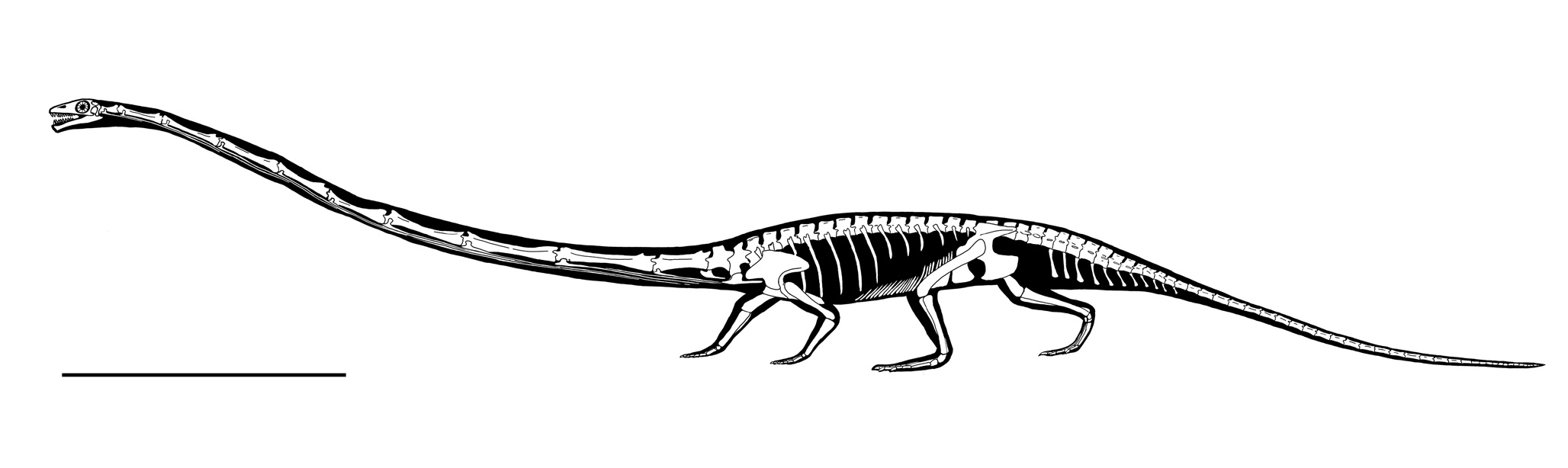
Reconstruction de Tanystropheus : les caractéristiques anatomiques sont basées sur des espèces plus petites comme T. longobardicus, tandis que la taille est basée sur T. hydroides.

Tanystropheus, le plus grand des tanystrophéides, atteignait jusqu'à 5 mètres de longueur.

### Erythrosuchidés (Erythrosuchidae)

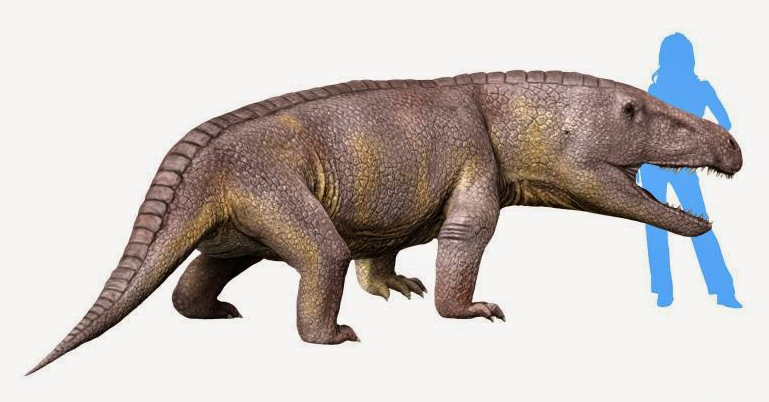
Reconstitution de Erythrosuchus africanus

Le plus grand érythrosuchidé connu est Erythrosuchus africanus, dont la taille maximale est estimée entre 4,75 et 5 mètres.

### Phytosaures (Phytosauria)
Certains des plus grands phytosaures connus incluent Redondasaurus (en), qui atteignait environ 6,4 mètres de long, et Smilosuchus, qui dépassait 7 mètres de long.

### Suchiens (Suchia)

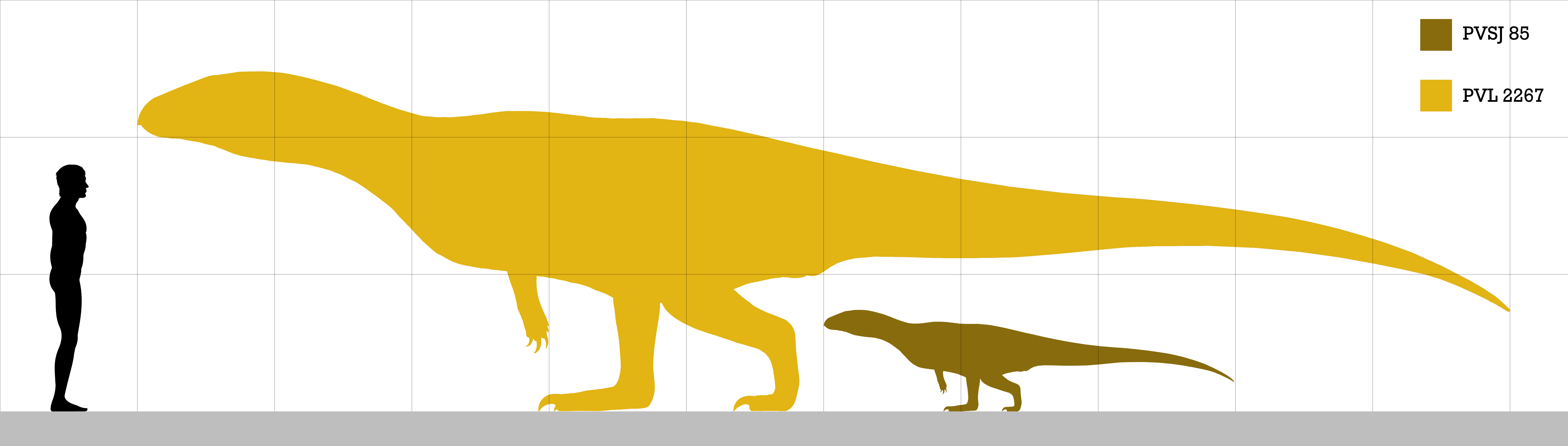
Comparaison de taille entre ' et un humain.

- Le plus grand shuvosauridé (en) et l'un des plus grands suchiens du Trias était Sillosuchus (en). Les plus grands spécimens auraient pu atteindre entre 9 et 10 mètres de long.[274],[275]

- Le plus grand suchien carnivore connu du Trias est le loricatien Fasolasuchus tenax, dont la taille est estimée entre 8 et 10 mètres.[274],[275],[276] Il est à la fois le plus grand « rauisuchien » connu et le plus grand prédateur terrestre non-dinosaure découvert à ce jour.

- Les plus grands individus de Postosuchus[277] et Saurosuchus[278] atteignaient environ 7 mètres de long. Un spécimen de Prestosuchus (en) découvert en 2010 suggère que cet animal atteignait également près de 7 mètres, ce qui en fait l'un des plus grands pseudosuchiens du Trias[279].

- Desmatosuchus était probablement l’un des plus grands aétosaures connus, mesurant entre 4 et 6 mètres de long et pesant environ 280 kilogrammes[280],[281],[282].

### Crocodiles et apparentés (Crocodylomorpha)

Comparaison de taille entre les grands crocodylomorphes (†Deinosuchus, †Purussaurus, †Gryposuchus, †Euthecodon, †Sarcosuchus et le Crocodylus porosus moderne) avec un humain.

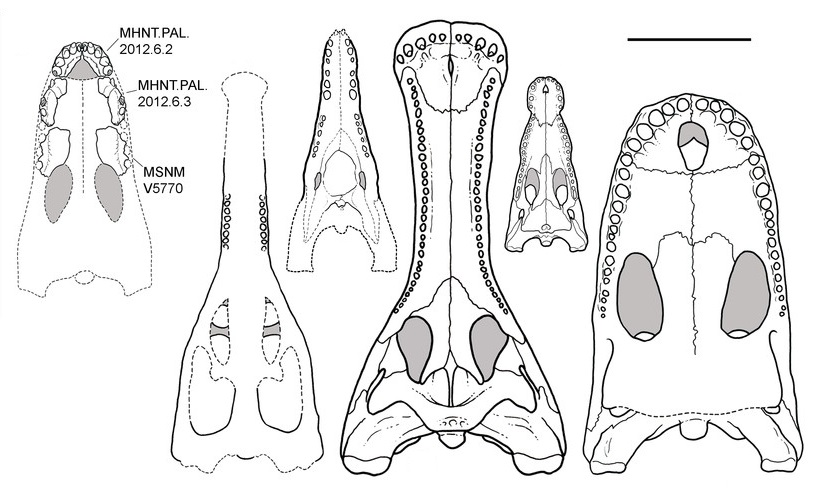
Comparaison de la taille des crânes de grands crocodylomorphes (de gauche à droite : †Razanandrongobe, †Machimosaurus, †Barinasuchus, †Sarcosuchus, Crocodylus porosus moderne et †Purussaurus).

#### Aegyptosuchidés (Aegyptosuchidae)
Aegisuchus, du Crétacé supérieur, était initialement estimé entre 15 mètres pour l'estimation basse et 22 mètres pour l'estimation haute, bien qu'une longueur supérieure à 15 mètres soit probablement une surestimation significative. Toutefois, cette estimation est probablement due à une erreur de calcul, et sa longueur réelle serait d’environ 3,9 mètres.

#### Crocodiliens (Crocodylia)
- Le plus grand caïman et l’un des plus grands crocodiliens connus est Purussaurus brasiliensis, estimé entre 11 et 13 mètres de long[285].

- Un autre caïman géant était Mourasuchus (en). Diverses estimations suggèrent que les plus grands spécimens atteignaient 9,47 mètres de long et 8,5 tonnes[286].

- Le plus grand alligatoroïde est probablement Deinosuchus riograndensis, atteignant environ 12 mètres de long pour un poids de 8,5 tonnes[287].

- Le plus grand gavialidé était Rhamphosuchus, dont la longueur est estimée entre 8 et 11 mètres[288], tandis que Gryposuchus atteignait environ 10,15 mètres[289].

- Le plus grand crocodile véritable était probablement Euthecodon (en), qui aurait atteint entre 6,4 et 10 mètres de long[290].

#### Thalattosuchiens (Thalattosuchia)

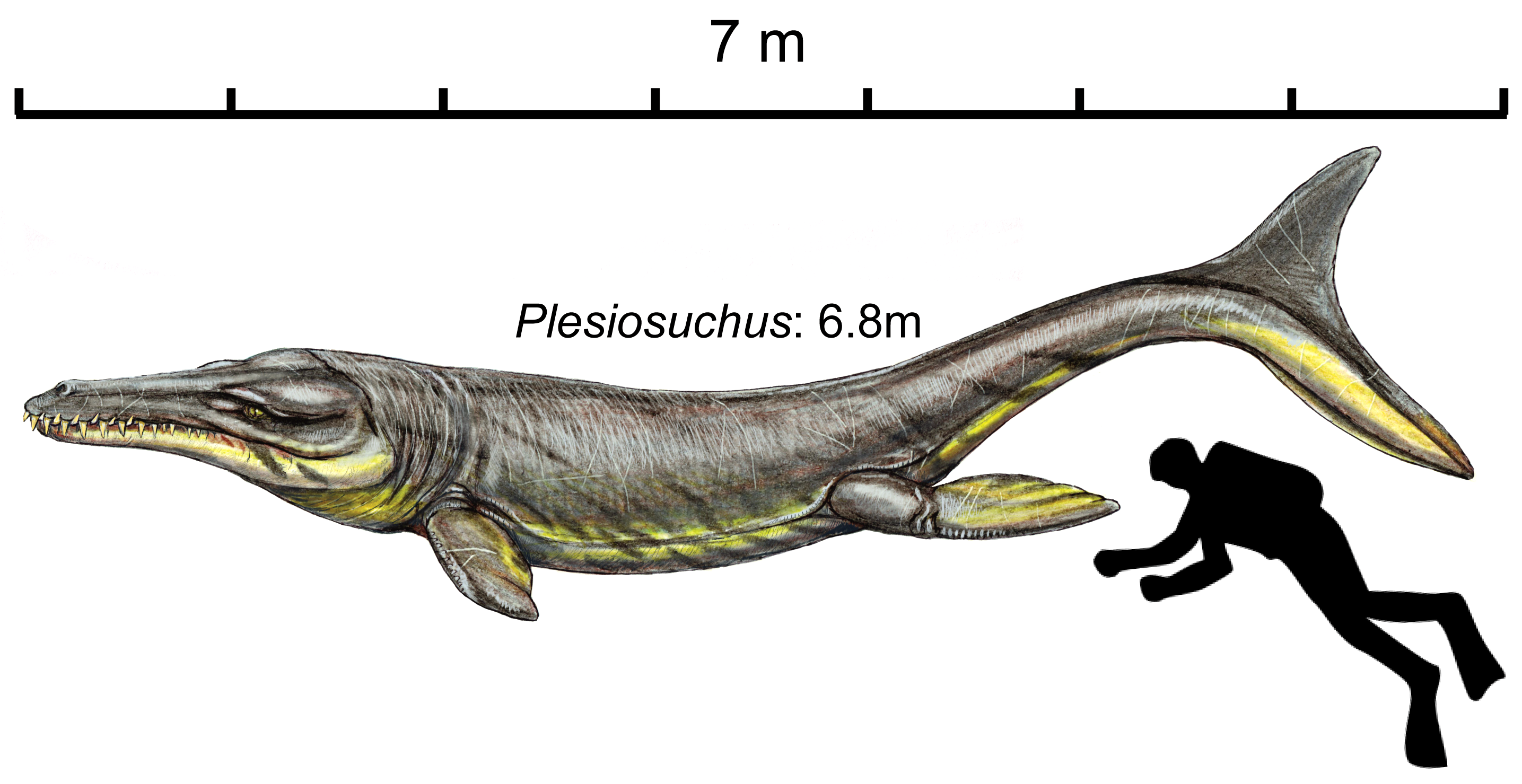
Plesiosuchus comparé à un humain.

Le plus grand thalattosuchien était probablement un fossile non identifié de la Formation de Paja (en), qui aurait atteint environ 9,6 mètres.
Plesiosuchus était un métriorhynchidé particulièrement grand, atteignant environ 6,83 mètres.

#### Paralligatoridés (Paralligatoridae)
Le plus grand paralligatoridé (en) connu est probablement Kansajsuchus (en), dont la longueur est estimée jusqu'à 8 mètres.

#### Téthysuchiens (Tethysuchia)
Certains pholidosauridés éteints atteignaient des tailles gigantesques. Par le passé, Sarcosuchus imperator était considéré comme le plus grand crocodylomorphe, avec des estimations initiales suggérant une longueur de 12 mètres et un poids de 8 tonnes. Cependant, des estimations plus récentes réduisent ces valeurs à une longueur comprise entre 9 et 9,5 mètres et un poids entre 3,5 et 4,3 tonnes.
Un parent de Sarcosuchus, Chalawan thailandicus (en), aurait pu dépasser 10 mètres de long, bien que d'autres estimations suggèrent une taille comprise entre 7 et 8 mètres.
Le plus grand dyrosauridé connu est Phosphatosaurus gavialoides (en), estimé à environ 9 mètres de long,.

#### Stomatosuchidés (Stomatosuchidae)
Stomatosuchus, un stomatosuchidé (en), aurait atteint une longueur d’environ 10 mètres.

#### Notosuchiens (Notosuchia)
Parmi les plus grands crocodylomorphes terrestres notosuchiens figuraient le Miocène sebecidé Barinasuchus, dont le crâne mesurait entre 95 et 110 centimètres, ainsi que le sebecidé de l'Éocène Dentaneosuchus, dont la mandibule est estimée à environ 1 mètre de long,.
Diverses estimations suggèrent une longueur totale comprise entre 3 et 10 mètres. En utilisant les proportions de Stratiotosuchus, dont le crâne mesure 47 centimètres, Barinasuchus est estimé à au moins 6,3 mètres de long,.
Un autre notosuchien gigantesque, bien que connu uniquement par des restes fragmentaires, est Razanandrongobe. La taille de son crâne pourrait avoir dépassé celle de Barinasuchus, et sa longueur totale est estimée à environ 7 mètres,.

### Ptérosaures (Pterosauria)

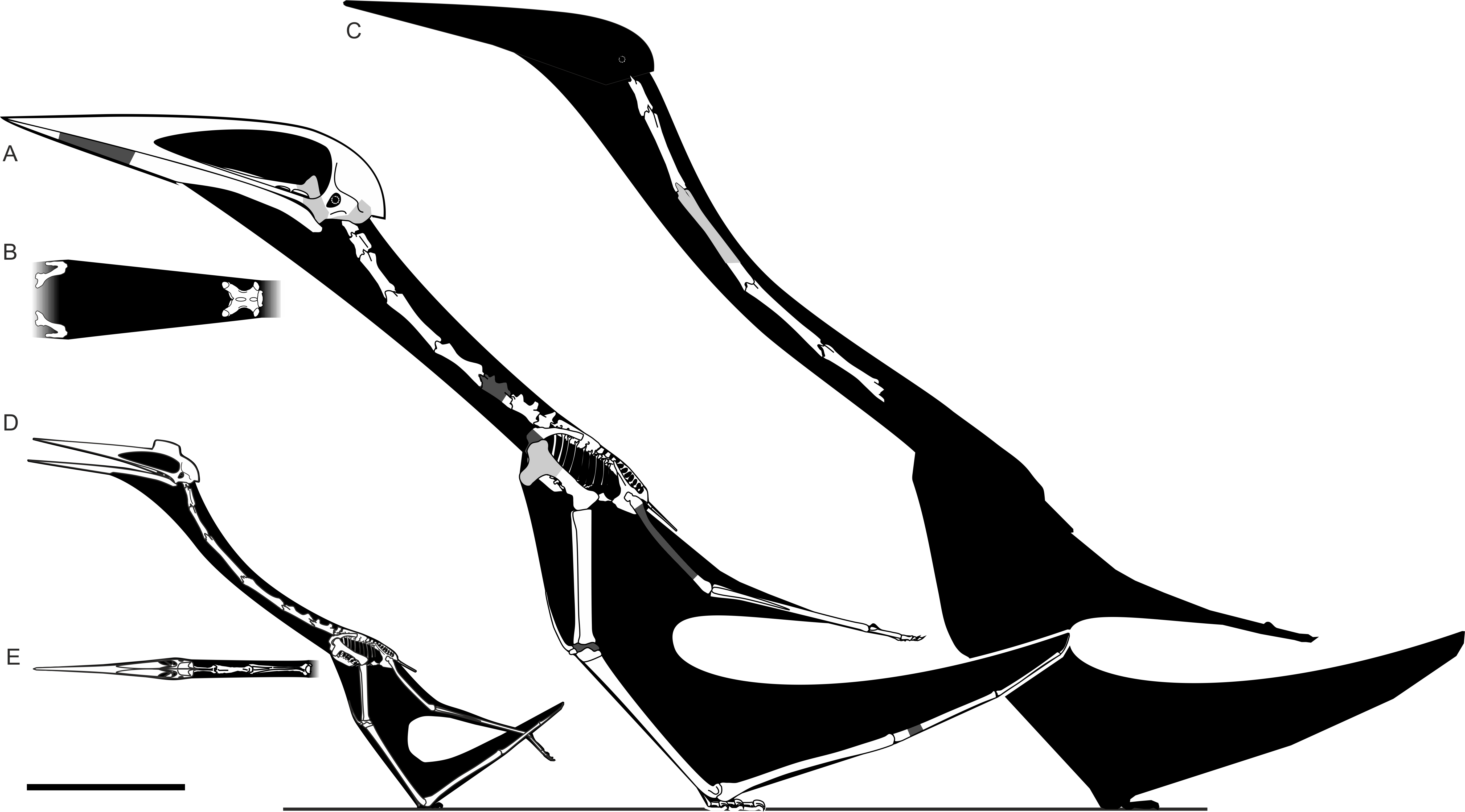
Hatzegopteryx (A-B), Arambourgiania (C) et Quetzalcoatlus sp. (D-E)

- Le plus grand ptérosaure connu est Quetzalcoatlus northropi, pesant environ 127 kg et ayant une envergure comprise entre 10 et 12 mètres[305].

- Un autre prétendant au titre de plus grand ptérosaure est Hatzegopteryx, dont l’envergure est également estimée à 12 mètres ou plus[305]. Cette estimation repose sur un crâne mesurant environ 3 mètres de long[306].

- Un autre concurrent possible est Cryodrakon, qui avait une envergure estimée à environ 10 mètres[307].

- Un ptérosaure ptérodactyloïde non nommé de la Formation de Nemegt pourrait avoir atteint une envergure de près de 10 mètres[308],[309].

- Selon diverses estimations, Arambourgiania philadelphiae aurait eu une envergure comprise entre 8 et plus de 10 mètres[308],[307].

- Tropeognathus, un ptérosaure sud-américain, atteignait une envergure maximale d’environ 8,7 mètres[310],[311].

- Le plus grand ptérosaure non pterodactyloïde ainsi que le plus grand ptérosaure du Jurassique est Dearc, avec une envergure estimée entre 2,2 et 3,8 mètres[312],[313].

- Un spécimen fragmentaire de rhamphorhynchidé découvert en Allemagne pourrait être encore plus grand (184 % de la taille du plus grand Rhamphorhynchus)[314].

- D’autres grands ptérosaures non pterodactyloïdes incluent Sericipterus, Campylognathoides et Harpactognathus, ayant respectivement une envergure de 1,73 mètre[315], 1,75 mètre[315], et 2,5 mètres[314].

### Choristodères (Choristodera)
Le plus grand choristodère connu, Kosmodraco (en) dakotensis (anciennement connu sous le nom de Simoedosaurus dakotensis), est estimé avoir mesuré environ 5 mètres de long,.

## Thalattosaures (Thalattosauria)
La plus grande espèce de thalattosaure, Miodentosaurus brevis, atteignait plus de 4 mètres de longueur. Le deuxième plus grand membre de ce groupe est Concavispina, avec une longueur de 3,64 mètres.

## Ichthyosaures (Ichthyosauria)

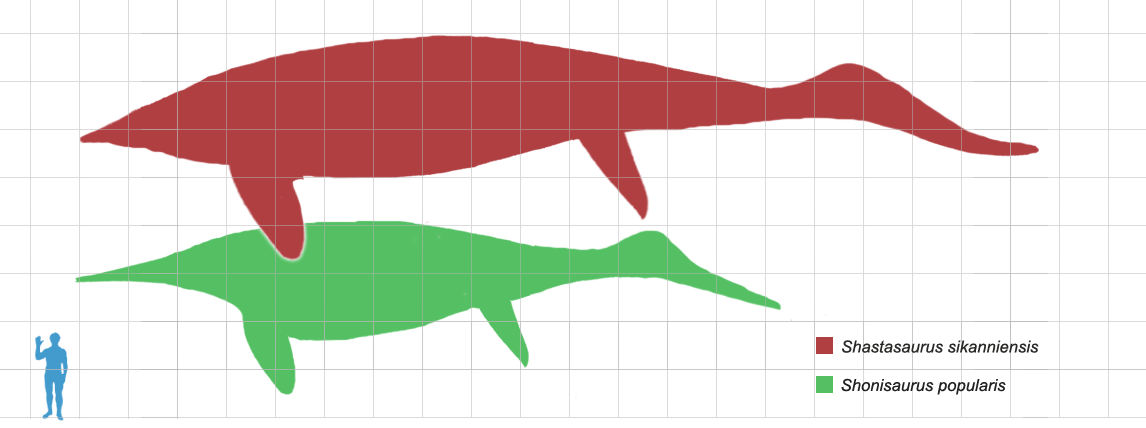
Shonisaurus popularis (vert) et Shastasaurus sikanniensis (rouge) comparés à un humain.

En avril 2018, des paléontologues ont annoncé la découverte d'un ichthyosaure inconnu qui pourrait avoir atteint 26 mètres de longueur, ce qui en ferait l'un des plus grands animaux connus, rivalisant avec certaines espèces de baleines bleues en taille,. Ces restes ont ensuite été nommés Ichthyotitan, et il a été estimé qu'ils pouvaient atteindre jusqu'à 25 mètres, ce qui en fait le plus grand des ichthyosaures et le plus grand reptile marin jamais connu.
D'autres ichthyosaures géants sont :
- Shastasaurus sikanniensis (en), avec une longueur de 21 mètres[323],[324] et pesant 81,5 tonnes[325].
- Shonisaurus popularis (en), avec une longueur de 15 mètres et un poids de 29,7 tonnes[324].
- Cymbospondylus youngorum (en), le plus grand ichthyosaure du Trias moyen, avec une longueur de 17,65 mètres et un poids de 44,7 tonnes[325].

## Autres sauropsides

### Tangasauridés (Tangasauridae)
Le plus grand tangasauridé (en) était Hovasaurus, avec une longueur museau-cloaque estimée entre 30 et 35 cm, et une queue de 60 cm.

### Pareiasaures (Pareiasauria)
Les plus grands pareiasaures atteignaient jusqu'à 3 m de long. Ces tailles étaient atteintes par les espèces du Permien moyen comme Bradysaurus, Embrithosaurus (en) et Nochelesaurus (en) d'Afrique du Sud, ainsi que par Scutosaurus du Permien supérieur en Russie. Le Scutosaurus le plus robuste avait une masse corporelle estimée à 1,16 tonne.

### Captorhinidés (Captorhinidae)
Moradisaurus (en) grandis, avec une longueur de 2 m, est le plus grand captorhinidé connu. Le deuxième plus grand captorhinidé était Labidosaurikos, dont le plus grand spécimen adulte avait un crâne mesurant 28 cm de long.

## Dinosaures (Dinosauria)

### Sauropodomorphes (Sauropodomorpha)
Le plus grand des sauropodomorphes non-sauropodes (« prosauropode ») était Euskelosaurus. Il atteignait 12,2 m de long et pesait 2 tonnes métriques. Un autre grand sauropodomorphe, Yunnanosaurus youngi (en), atteignait 13 m de long.

#### Sauropodes (Sauropoda)

Comparaison de taille entre certains dinosaures sauropodes géants (de gauche à droite) : Supersaurus, Argentinosaurus, Diplodocus, Mamenchisaurus et Sauroposeidon.

- Un méga-sauropode, Maraapunisaurus fragillimus (anciennement Amphicoelias fragillimus), est un prétendant au titre du plus grand dinosaure connu de l’histoire. Sa longueur maximale est estimée entre 58 et 60 m et son poids à 122,4 tonnes[333]. Malheureusement, ses restes fossiles ont été perdus[333]. Des estimations plus récentes le situent entre 35 et 40 m de long et entre 80 et 120 tonnes[334].
- Connu à partir de restes incomplets aujourd’hui désintégrés, le Bruhathkayosaurus matleyi du Crétacé supérieur était un sauropode d’une taille anormalement grande[335]. Des estimations informelles suggèrent une longueur de 45 m et un poids entre 139 et 220 tonnes. D’autres estimations le placent à 37 m et 95 tonnes, ce qui reste bien plus lourd que la plupart des autres sauropodes.[336] En 2023, Gregory Paul a réévalué son poids entre 110 et 170 tonnes. Si cela est exact, Bruhathkayosaurus serait le plus grand animal terrestre ayant jamais existé, rivalisant avec les plus grandes baleines bleues enregistrées[337].
- BYU 9024, une immense vertèbre cervicale trouvée dans l’Utah[338], pourrait appartenir à un Barosaurus lentus[339][340] ou à un Supersaurus vivianae[341] d'une taille colossale, possiblement entre 45 et 48 m de long et pesant entre 60 et 66 tonnes.[339]

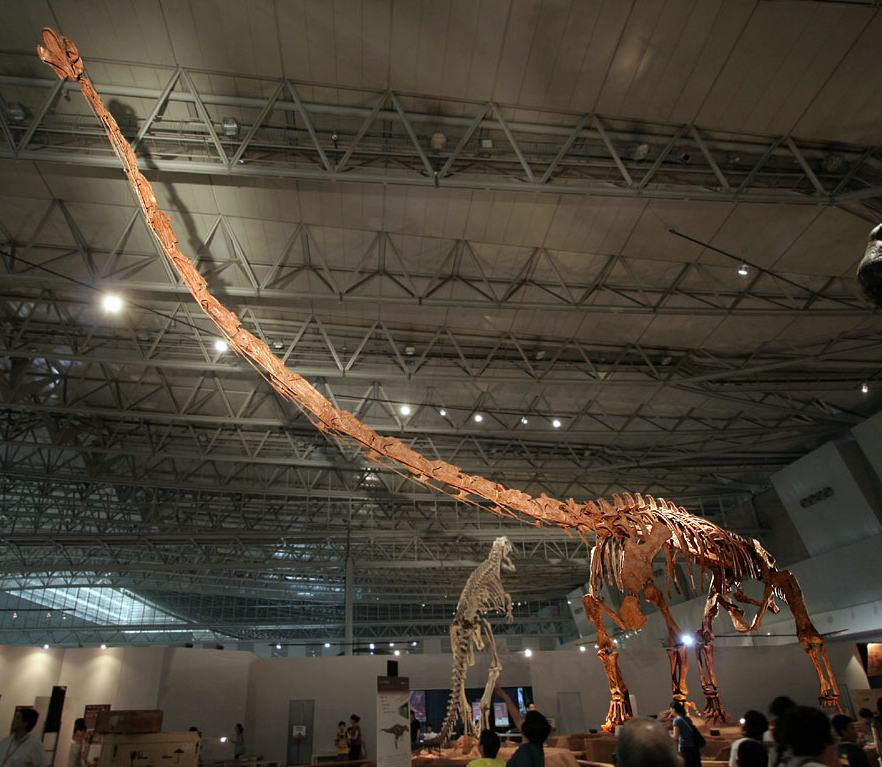
Squelette monté de '.

- Mamenchisaurus sinocanadorum (en) était probablement le plus grand mamenchisauridé, atteignant près de 35 m de long et entre 60 et 80 tonnes[334]. Xinjiangtitan shanshanesis, de la même famille, possédait un cou de 15 m, soit environ 55 % de sa longueur totale estimée à au moins 27 m.[342]
- Le Breviparopus taghbaloutensis (en) du Jurassique moyen fut mentionné dans le Guinness Book des Records comme le plus long dinosaure avec une estimation de 48 m, bien que cette espèce ne soit connue qu'à partir de traces fossiles[343]. Initialement considéré comme un brachiosaure, il a été plus tard identifié comme un diplodocoïde géant, probablement long de 33,5 m et pesant environ 62 tonnes.[344]
- Le plus grand sauropode en hauteur était Sauroposeidon proteles (en), avec une hauteur estimée entre 16,5 et 18 m.[345][346]

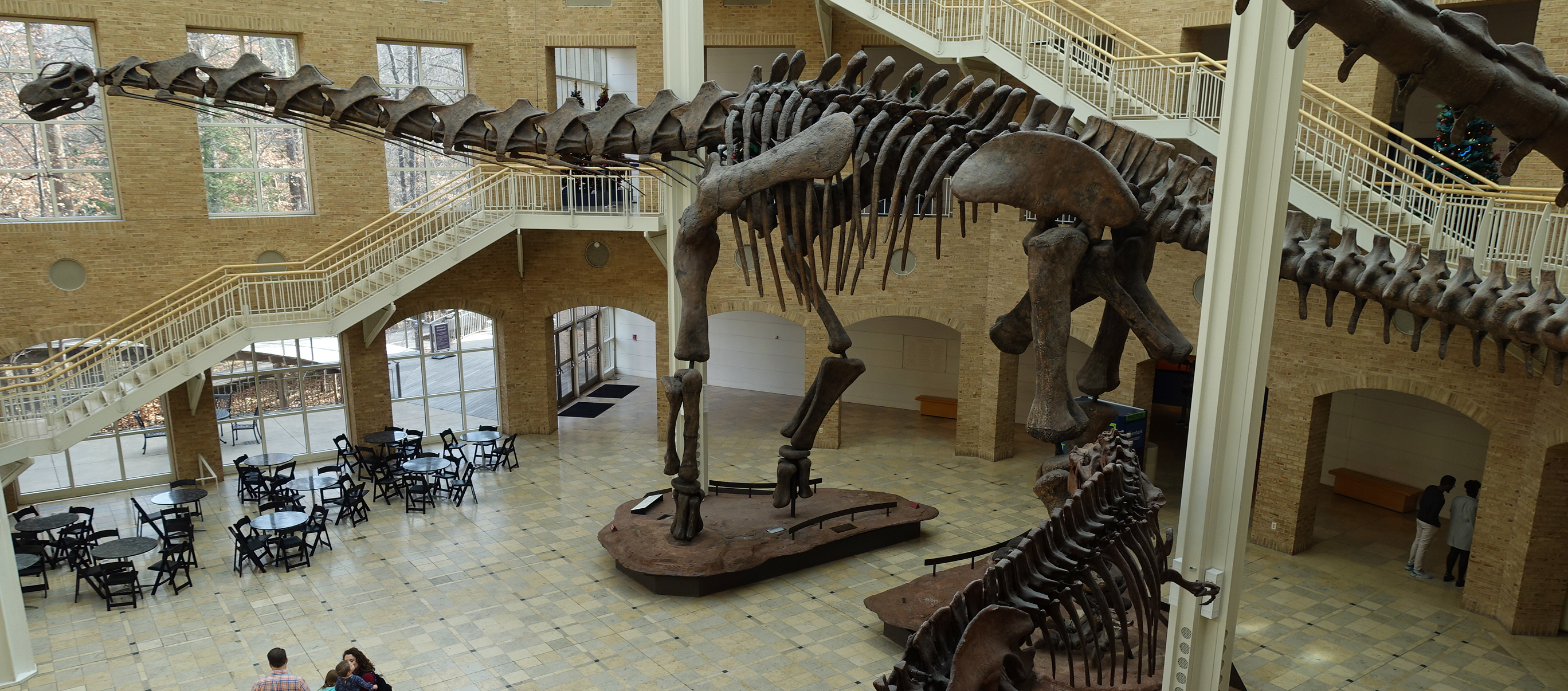
Squelette reconstruit dArgentinosaurus.

D'autres immenses sauropodes incluent Argentinosaurus, Alamosaurus et Puertasaurus, avec des longueurs estimées entre 30 et 33 m et des poids entre 50 et 80 tonnes. Patagotitan était estimé à 37 m de long et 57 tonnes en poids moyen, et était de taille similaire à Argentinosaurus et Puertasaurus. Des sauropodes géants comme Supersaurus, Sauroposeidon et Diplodocus rivalisaient probablement en longueur mais pas en poids. Dreadnoughtus était estimé à 49 tonnes et 26 m de long, mais l’individu le plus complet était immature à sa mort. Turiasaurus est considéré comme le plus grand dinosaure découvert en Europe,, avec une longueur estimée à 30 m et un poids de 50 tonnes,. Cependant, des estimations plus basses, à 21 m et 30 tonnes, en feraient un dinosaure plus petit que le portugais Lusotitan, qui atteignait 24 m de long pour 34 tonnes.
De nombreux grands sauropodes restent non nommés et pourraient rivaliser avec les records actuels :
- L’« Archbishop », un grand brachiosaure découvert en 1930[355].
- Brachiosaurus nougaredi (en), un autre grand brachiosaure d'Afrique du Nord au Crétacé inférieur. Les restes ont été perdus, mais le dessin du sacrum subsiste. Il suggère un sacrum de près de 1,3 m de long[356], en faisant le plus grand sacrum de dinosaure découvert, à l'exception de ceux d’Argentinosaurus et Apatosaurus[357].
- En 2010, un fémur de grand sauropode a été découvert en France. Sa taille suggère un animal ayant atteint des dimensions exceptionnelles[358].

### Théropodes (Theropoda)

Comparaison de taille de certains dinosaures théropodes géants (de gauche à droite) : Spinosaurus, Giganotosaurus, Tyrannosaurus, Mapusaurus et Carcharodontosaurus.

- Le plus grand théropode ainsi que le plus grand prédateur terrestre connu est Tyrannosaurus rex. Le plus grand spécimen connu, surnommé Scotty (RSM P2523.8) et exposé au Royal Saskatchewan Museum, est estimé à 13 mètres de long. En utilisant une technique d'estimation de masse basée sur la circonférence du fémur, Scotty a été évalué comme le plus lourd spécimen connu avec 8,87 tonnes métriques[359].
- D'autres grands théropodes incluent Giganotosaurus carolinii (en) et Spinosaurus aegyptiacus, dont les plus grands spécimens connus sont estimés à 13,2 mètres et 12,3 mètres de long[360],[361], avec un poids compris entre 4,2 et 13,8 tonnes métriques[362],[363],[364],[365]. Spinosaurus aurait atteint 14 mètres de long et pesé environ 7,4 tonnes métriques[366], ce qui en fait le plus long carnivore terrestre connu. D'autres grands théropodes notables (par exemple Carcharodontosaurus, Acrocanthosaurus et Mapusaurus) pourraient également avoir rivalisé en taille.
- Macroelongatoolithus (en), dont les œufs mesuraient entre 34 et 61 centimètres de long[367], est le plus grand type d'œuf de dinosaure connu[368]. Il est attribué aux oviraptorosaures comme Beibeilong[368].

### Dinosaures cuirassés (Thyreophora)
Le plus grand thyreophore connu était Ankylosaurus, mesurant 9 mètres de long et pesant environ 6 tonnes métriques,. Stegosaurus mesurait également 9 mètres de long mais pesait environ 5 tonnes métriques.[réf. nécessaire]

### Marginocephaliens (Marginocephalia)

#### Pachycéphalosaures (Pachycephalosauria)
Le plus grand pachycéphalosaure était Pachycephalosaurus. Il a d'abord été estimé à 7 mètres de long, mais les estimations plus récentes suggèrent une taille d'environ 4,5 mètres et un poids d'environ 450 kilogrammes.

#### Cératopsiens (Ceratopsia)

Comparaison de taille de plusieurs membres des Ceratopsidae (de gauche à droite) : Nasutoceratops, Styracosaurus, Centrosaurus, Pachyrhinosaurus, Triceratops, Pentaceratops, Chasmosaurus et Anchiceratops.

Le plus grand cératopsien connu est Triceratops horridus, ainsi que son proche parent Eotriceratops xerinsularis, qui atteignaient tous deux environ 9 mètres de long. Pentaceratops et plusieurs autres cératopsiens rivalisent également en taille. Titanoceratops possédait l'un des plus longs crânes de tous les animaux terrestres, mesurant environ 2,65 mètres de long.

### Ornithopodes (Ornithopoda)

De gauche à droite : Shantungosaurus giganteus, ', ', ', ', Charonosaurus jiayinensis, '.

- Les plus grands ornithopodes connus, comme Shantungosaurus, étaient aussi lourds que des sauropodes de taille moyenne, atteignant jusqu'à 23 tonnes[374],[375] et 16,6 mètres de longueur[374]. Magnapaulia atteignait 12,5 mètres de long[376] ou, selon la description originale, même 15 mètres[377],[353]. Le Saurolophus mongolien, S. angustirostris, atteignait 13 mètres, voire plus[378]. Un tel animal pouvait peser jusqu'à 11 tonnes[378]. Le plus grand Edmontosaurus atteignait 12 mètres de long et environ 6 tonnes[379]. Une estimation de la longueur maximale de Brachylophosaurus est de 11 mètres, pour un poids de 7 tonnes[380].

- Le plus grand ornithopode en dehors des Hadrosauroidea était probablement Iguanodon. Les plus grands spécimens atteignaient 11 mètres de longueur[381],[382] et pesaient environ 4,5 tonnes[383]. Un autre grand ornithopode est Iguanacolossus, avec 9 mètres de longueur et 5 tonnes de poids[384],[385].

## Oiseaux (Aves)

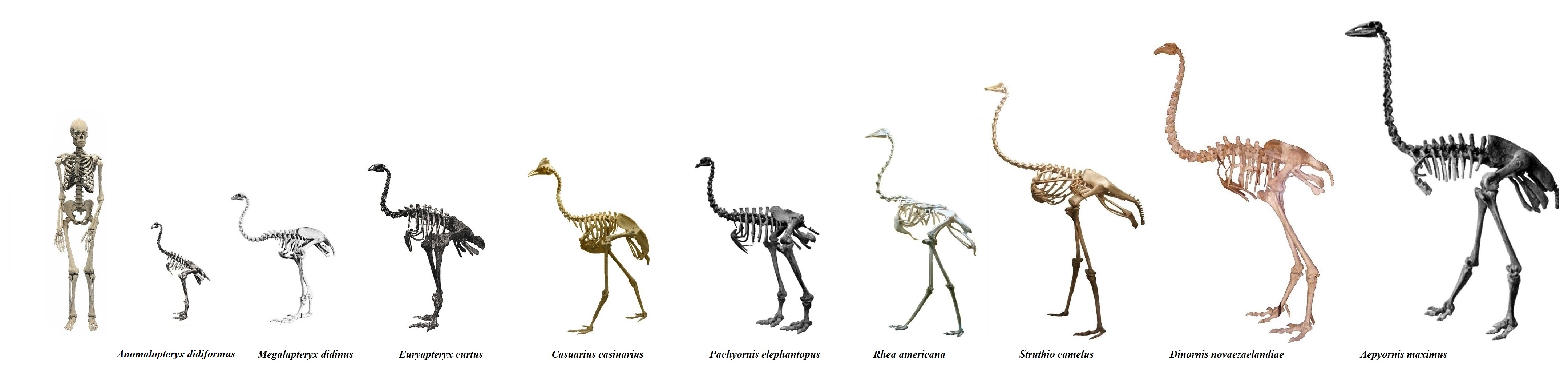
De gauche à droite : un humain, †', †', †', Casuarius casuarius, †', Rhea americana, Struthio camelus, †Dinornis novaezealandiae, †'.

Le plus grand oiseau connu dans les archives fossiles pourrait être l'espèce éteinte d'oiseau-éléphant Aepyornis maximus de Madagascar, dont le plus proche parent vivant est le kiwi. Les plus grands oiseaux-éléphants dépassaient 2,3 m de hauteur et pesaient en moyenne 850 kg.
Le plus grand représentant des galliformes était le mihirung Dromornis stirtoni d'Australie. Il dépassait 2,7 m de hauteur et pesait en moyenne 500 kg.
Un autre prétendant est Brontornis burmeisteri (en), un oiseau éteint et incapable de voler d'Amérique du Sud, qui atteignait un poids de 319 kg et une hauteur d'environ 2,8 m.
L'oiseau le plus grand jamais enregistré était Pachystruthio dmanisensis (en), un parent de l'autruche. Cette espèce particulière mesurait environ 3,5 m de hauteur et pesait en moyenne 450 kg.
Le plus grand néoavien incapable de voler connu était le Phorusrhacidae Paraphysornis brasiliensis (en) d'Amérique du Sud : il dépassait les 240 kg.

### Enantiornithes (Enantiornithes)
L'un des plus grands Enantiornithes était Enantiornis, avec une longueur d'environ 78,5 cm, une hauteur aux hanches de 34 cm et un poids de 6,75 kg. Son envergure était comparable à celle de certaines mouettes modernes, environ 1,2 m. Gurilynia (en) était le plus grand oiseau du Mésozoïque en Mongolie, avec une longueur de 53 cm, une hauteur aux hanches de 23,2 cm et un poids de 2,1 kg.

#### Avisauridae

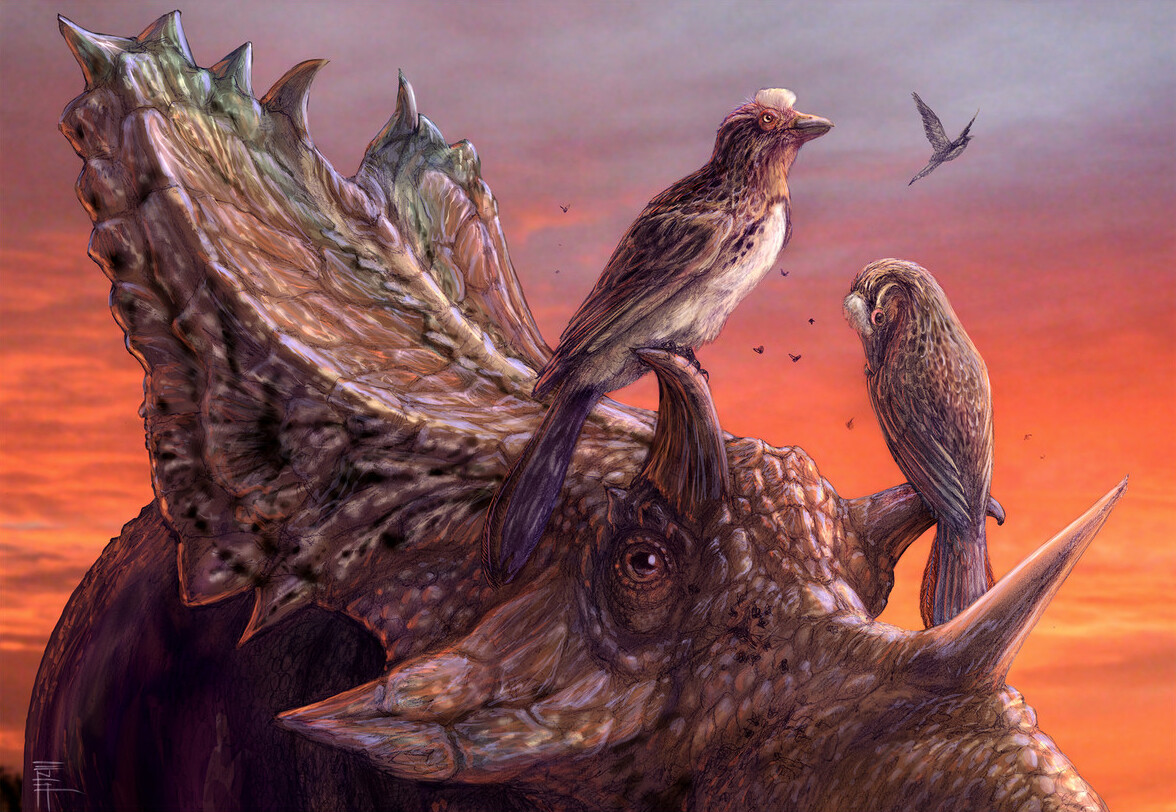
Deux Mirarce perchés sur un dinosaure cératopsien.

Le Avisaurus du Crétacé supérieur était presque aussi grand que Enantiornis (en). Il avait une envergure d'environ 1,2 m, une longueur de 72 cm, une hauteur aux hanches de 31,5 cm et un poids de 5,1 kg. Soroavisaurus pourrait être encore plus grand. Un tibiotarse (PVL-4033) indique un animal de 80 cm de long, avec une hauteur aux hanches de 35 cm et un poids de 7,25 kg. Cependant, selon Walker et Dyke (2009), qui considèrent PVL-4033 comme appartenant à Martinavis (en) sp., son tibiotarse mesure 85,6 mm, bien plus court que celui de Lectavis (en) (156 mm), estimé à 41 cm de long, 30 cm de haut aux hanches et 1,15 kg. Mirarce était comparable en taille à une dinde, bien plus grand que la plupart des autres enantiornithes.

#### Pengornithidae
L'un des plus grands enantiornithes du Crétacé inférieur était Pengornis, atteignant 50 cm de long avec un crâne mesurant 54,7 mm.

### Gargantuaviidae
Gargantuavis est le plus grand oiseau connu du Mésozoïque, avec une taille comprise entre celle du casoar et de l'autruche, et une masse d'environ 140 kg. En 2019, les spécimens MDE A-08 et IVPP-V12325 ont été estimés à 1,8 m de long, 1,3 m de hauteur aux hanches et 120 kg.

### Dromornithiformes

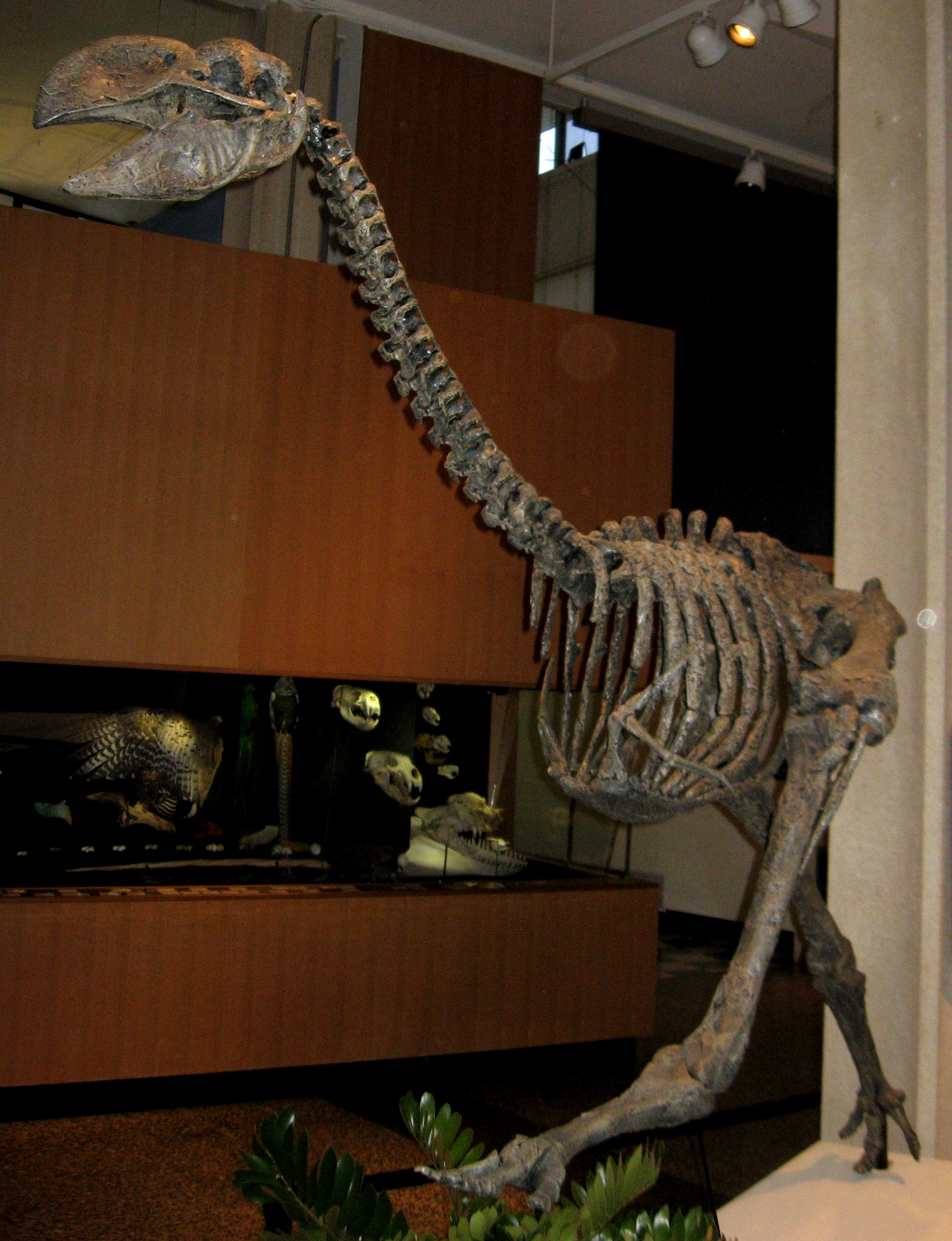
Moulage de Dromornis stirtoni d'Australie.

Le plus grand Dromornithidae était Dromornis stirtoni, atteignant plus de 3 m de hauteur. Les mâles pesaient entre 528 et 584 kg.

### Gastornidés (Gastornithiformes)
Les plus grands individus de Gastornis atteignaient jusqu'à 2 m de haut. Leur poids variait entre 100 et 156 kg, pouvant atteindre 180 kg pour les spécimens européens et entre 160 et 229 kg pour les spécimens nord-américains,,.

### Ansériformes

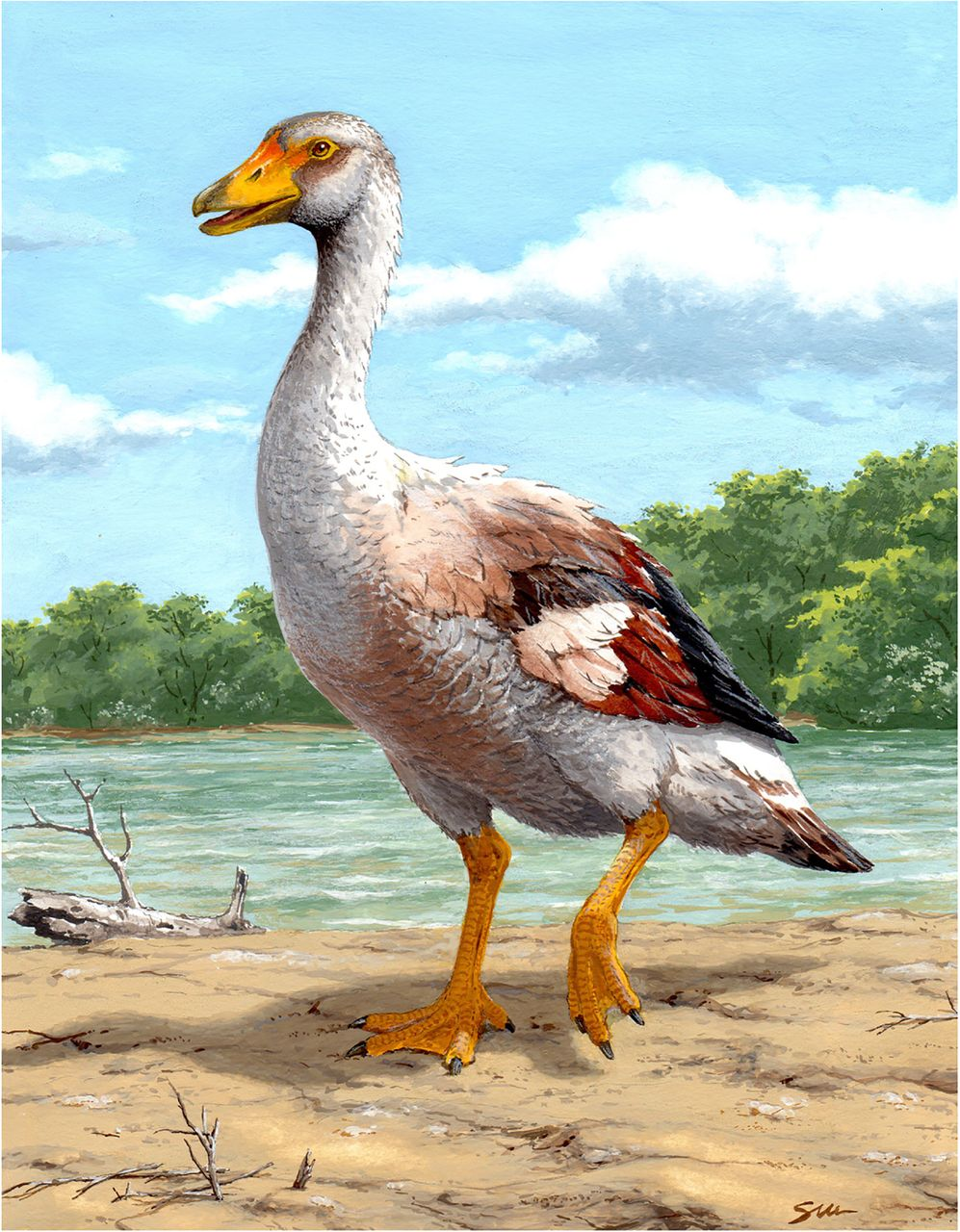
Reconstitution de Garganornis ballmanni.

Probablement incapable de voler, le Garganornis ballmanni du Miocène était plus grand que n'importe quel ansériforme actuel, avec un poids compris entre 15,3 et 22,3 kg. Une autre grande espèce d'ansériforme était l'oie géante de Nouvelle-Zélande (Cnemiornis (en)), qui pesait entre 15 et 18 kg, approchant la taille des petites espèces de moa.

#### Cygnes (Cygnini)
Le plus grand cygne connu était le cygne géant (Cygnus falconeri) du Pléistocène, qui atteignait une longueur du bec à la queue d'environ 190 à 210 cm, un poids d'environ 16 kg et une envergure de 3 m,,. Le cygne de Nouvelle-Zélande (Cygnus sumnerensis) pouvait peser jusqu'à 10 kg, contre seulement 6 kg pour son plus proche parent vivant, le cygne noir. Le cygne marin Annakacygna yoshiiensis (en) du Miocène du Japon dépassait largement le cygne tuberculé en taille et en poids.

#### Anatinae
Le canard de Finsch (Chenonetta finschi (en)) pesait entre 1 et 2 kg, dépassant ainsi son plus proche parent vivant, le canard à crinière, qui ne pèse qu'environ 800 g.

### Pélicans, ibis et apparentés (Pélecaniformes)
- Le Pelecanus schreiberi du Pliocène inférieur était plus grand que la plupart des pélicans actuels. Pelecanus odessanus (en) du Miocène supérieur avait probablement une taille similaire, son tarsométatarse mesurant 150 mm de long[414].
- Le plus grand héron connu était le héron Bennu (Ardea bennuides).[Information douteuse] D'après les restes retrouvés, il mesurait environ 2 m de haut et avait une envergure allant jusqu'à 2,7 m, dépassant ainsi le héron goliath, plus grande espèce actuelle de la famille des hérons[415].
- L'ibis de Jamaïque (en) (Xenicibis xympithecus) était un grand ibis, pesant environ 2 kg.

### Cigognes et apparentés (Ciconiiformes)

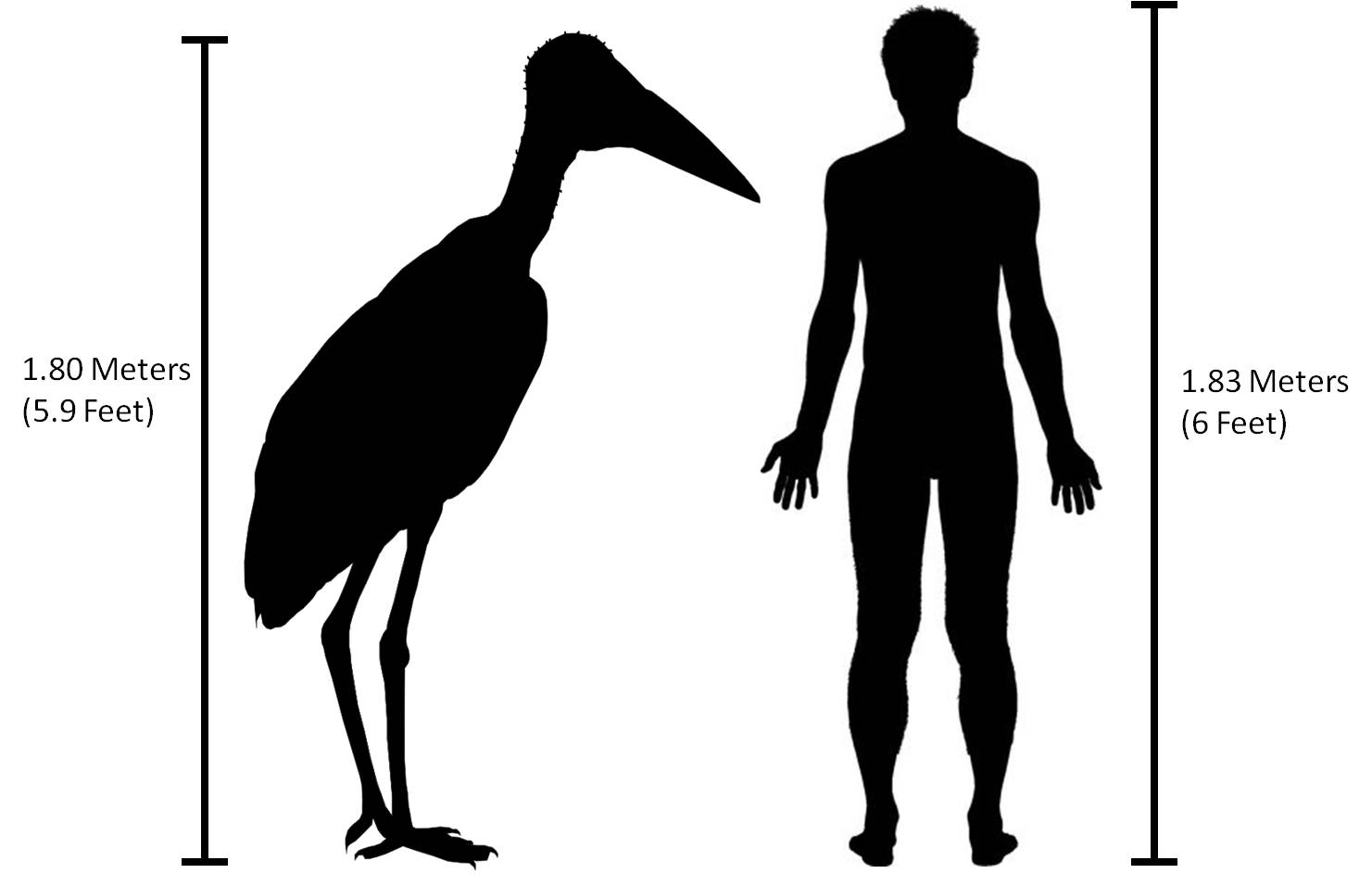
Leptoptilos robustus comparé en taille à un humain.

La plus grande espèce connue de Ciconiiformes était Leptoptilos robustus, qui atteignait 1,8 m de haut et un poids estimé à 16 kg,. Ciconia maltha était une espèce relativement grande du genre Ciconia, avec une hauteur supérieure à 1,5 m et une envergure atteignant 3 m.

### Grues (Gruiformes)
Une grande espèce de grue véritable du Miocène supérieur (Tortonien) en Allemagne était de taille comparable aux plus grandes grues actuelles et ressemblait à la grue de Sibérie (Leucogeranus leucogeranus).

### Limicoles (Charadriiformes)
Miomancalla howardi était le plus grand charadriiforme connu de tous les temps, pesant environ 0,6 kg de plus que le deuxième plus grand membre du groupe, le grand pingouin (Pinguinus impennis).

### Hespérornithes (Hesperornithes)
Le plus grand représentant des hespérornithes était Canadaga arctica (en), qui mesurait 2,2 m de long.

### Vautours du Nouveau Monde (Cathartiformes)

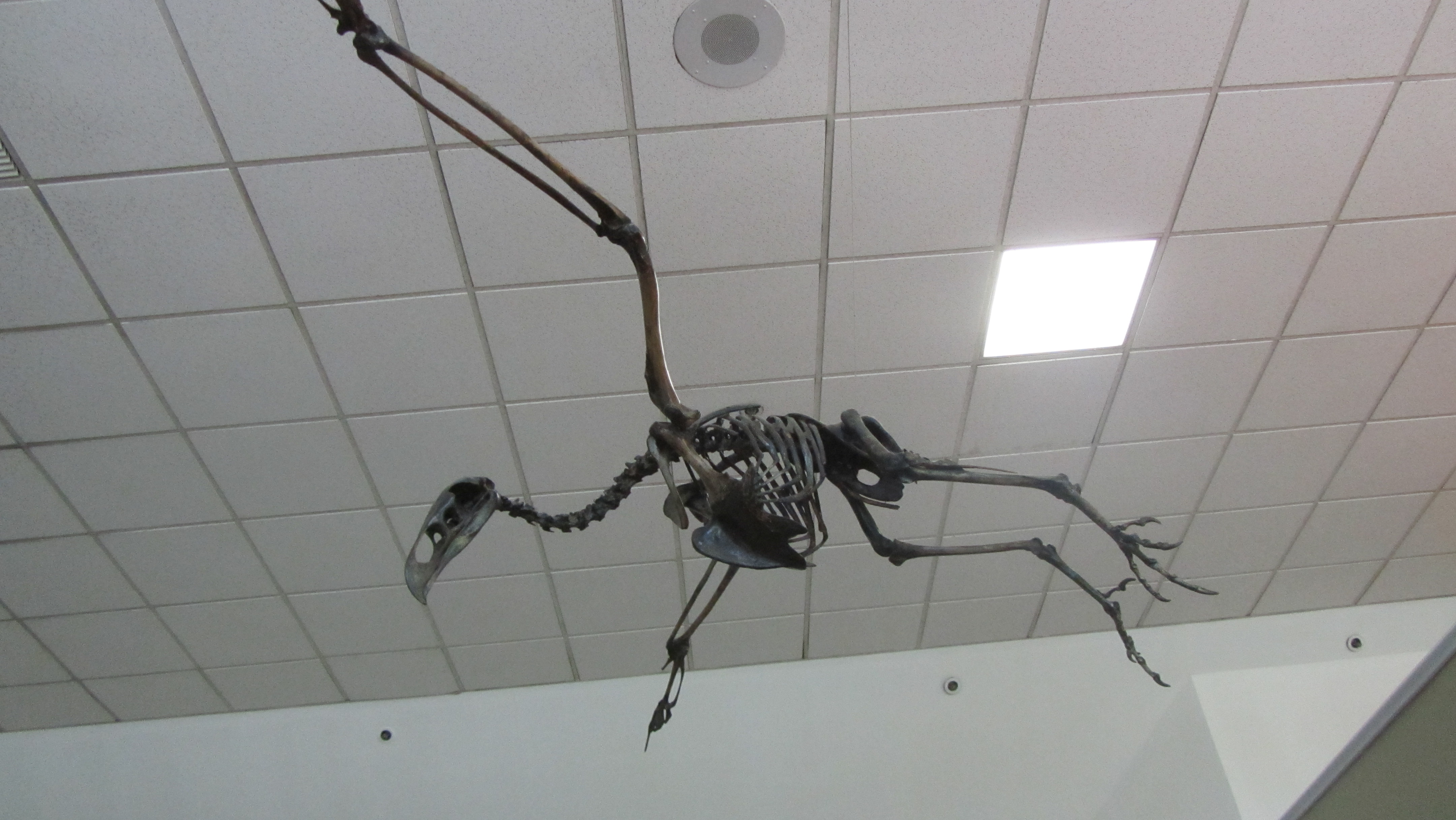
Squelette de Teratornis.

L'un des plus lourds oiseaux volants de tous les temps était Argentavis, un teratornithidé du Miocène. Cet immense oiseau avait une envergure estimée entre 5,09 et 6,5 m et un poids atteignant entre 70 et 72 kg L'humérus de Argentavis était à peine plus court qu’un bras humain entier. Un autre grand teratornithidé, Aiolornis, avait une envergure d’environ 5 m. Teratornis merriami (en), du Pléistocène, pesait 13,7 kg et avait une envergure comprise entre 2,94 et 3,38 m, dépassant largement les plus grands spécimens de condor de Californie (Gymnogyps californianus).

### Sériémas et apparentés (Cariamiformes)

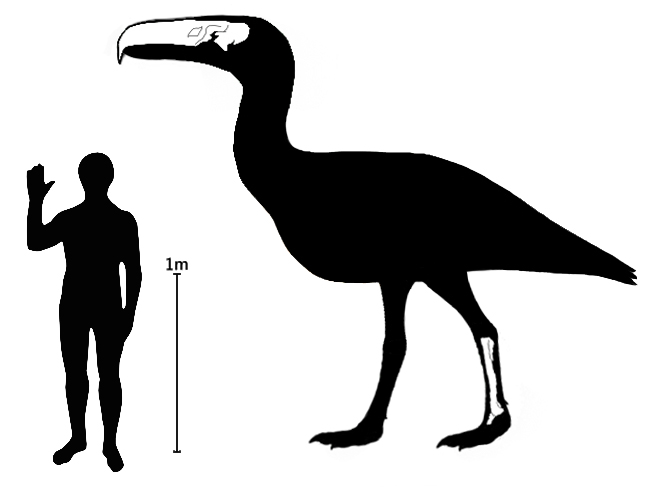
Comparaison de taille entre Kelenken et un humain.

Le plus grand cariamiforme connu et le plus grand phorusrhacide (ou « oiseau de terreur », prédateur non volant d’Amérique) était Brontornis (en). Il mesurait environ 1,75 m à l’épaule, pouvait lever la tête jusqu'à 2,8 m du sol et pesait jusqu'à 400 kg. Le gigantesque phorusrhacidé Kelenken atteignait 3 m de haut avec un crâne de 716 mm, dont 460 mm de bec, soit le plus grand crâne d’oiseau connu. Titanis, le plus grand phorusrhacidé d'Amérique du Nord, mesurait environ 2,5 m de haut.
Bien sûr, voici une version adaptée du texte pour la Wikipédia francophone :

### Accipitriformes

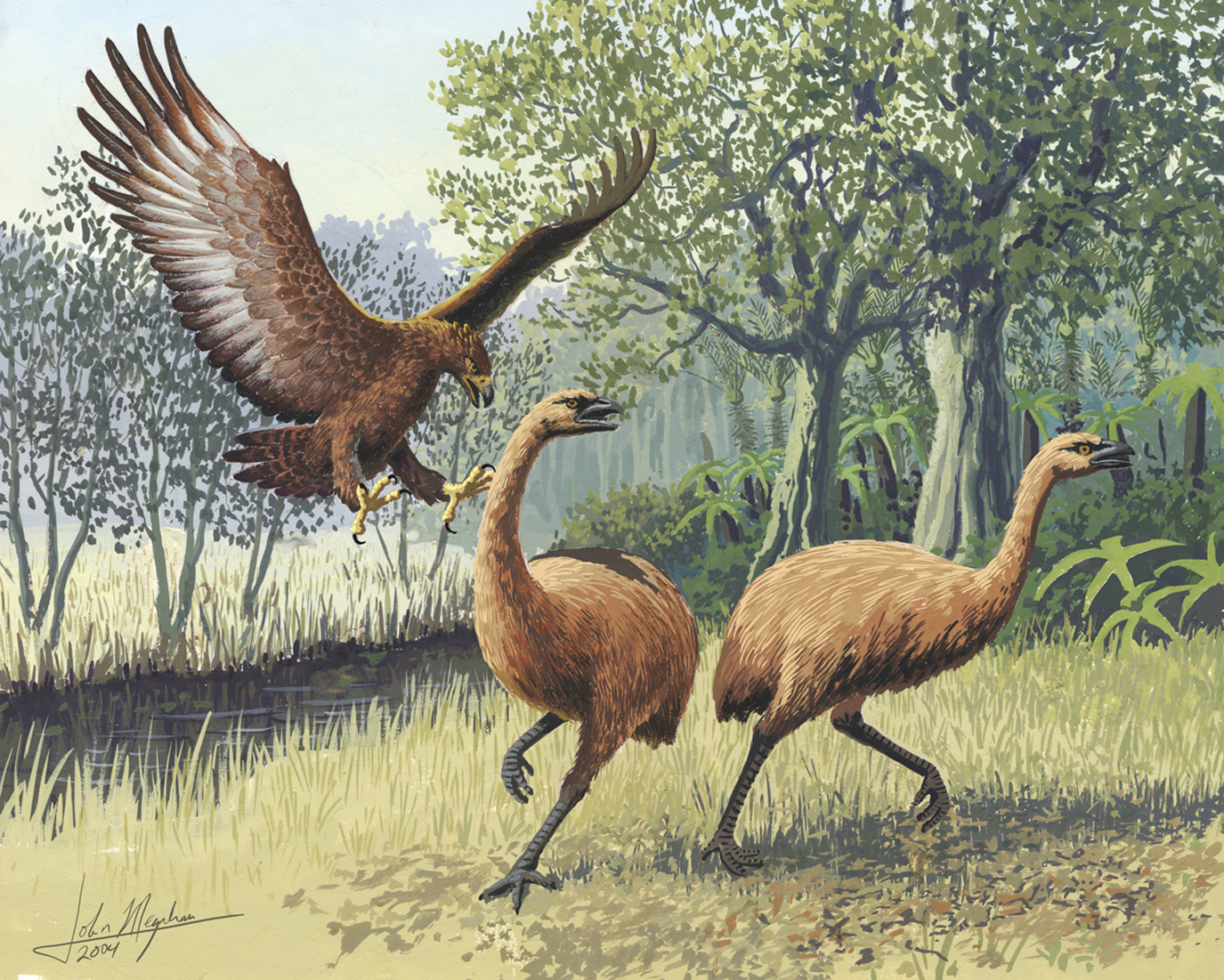
Aigle de Haast, le plus grand oiseau de proie, attaquant le moa de Nouvelle-Zélande.

L'oiseau de proie le plus grand jamais connu est le gigantesque Aigle de Haast (Hieraaetus moorei), avec une envergure de 2,6 à 3 mètres, relativement courte pour sa taille,. Sa longueur totale était probablement jusqu'à 1,4 m chez la femelle et il pesait environ 10 à 15 kg. Un autre aigle géant disparu était Titanohierax (en), pesant environ 7,3 kg, qui vivait dans les Antilles et aux Bahamas, où il était l'un des prédateurs principaux. Un aigle sans nom du Quaternaire supérieur de Hispaniola pourrait être de 15 à 30 % plus grand que l'aigle royal moderne (Aquila chrysaetos). Certaines espèces disparues de Buteogallus surpassaient leurs proches vivants en taille. Buteogallus borrasi (en) était environ 33 % plus grand que le grand busard noir moderne (B. urubitinga). Buteogallus daggetti (en), aussi appelé « aigle marcheur », était environ 40 % plus grand que le busard des savanes (B. meridionalis). Circus eylesi, du Pléistocène-Holocène, de Nouvelle-Zélande, pesait plus du double que l'actuelle C. approximans.

### Moas (Dinornithiformes)
L'oiseau le plus grand connu était le Moa géant de l'île du Sud (Dinornis robustus), un membre de la famille des moas de Nouvelle-Zélande qui s'est éteint il y a environ 500 ans. Il mesurait jusqu'à 3,7 mètres de hauteur, et pesait environ la moitié du poids d'un grand oiseau éléphant en raison de son corps relativement plus mince.

### Tinamous (Tinamiformes)
MPLK-03, un spécimen de tinamou qui a existé pendant le Pléistocène supérieur en Argentine, appartient peut-être au genre moderne Eudromia et dépasse les espèces actuelles E. elegans et E. formosa en taille de 2,2–8 % et 6–14 %, respectivement.

### Oiseaux éléphants (Aepyornithiformes)
Le plus grand oiseau connu dans les archives fossiles pourrait être les oiseaux éléphants (Vorombe, Aepyornis) de Madagascar, qui étaient apparentés à l'autruche. Ils dépassaient les 3 mètres de hauteur et pesaient plus de 500 kg.

### Autruches (Struthioniformes)
Avec 450 kg de masse corporelle, Pachystruthio dmanisensis (en) du Pléistocène inférieur de Crimée était le plus grand oiseau jamais enregistré en Europe. Malgré sa taille gigantesque, il était un bon coureur. Un spécimen possible de Pachystruthio du Pléistocène inférieur de la province du Hebei (Chine) pesait environ 300 kg, soit deux fois plus que l'autruche commune (Struthio camelus). Des restes de la massive autruche asiatique (en) (Struthio asiaticus) du Pliocène indiquent une taille 20 % plus grande que celle d'un mâle adulte de l'autruche moderne Struthio camelus.

### Pigeons et colombidés (Columbiformes)

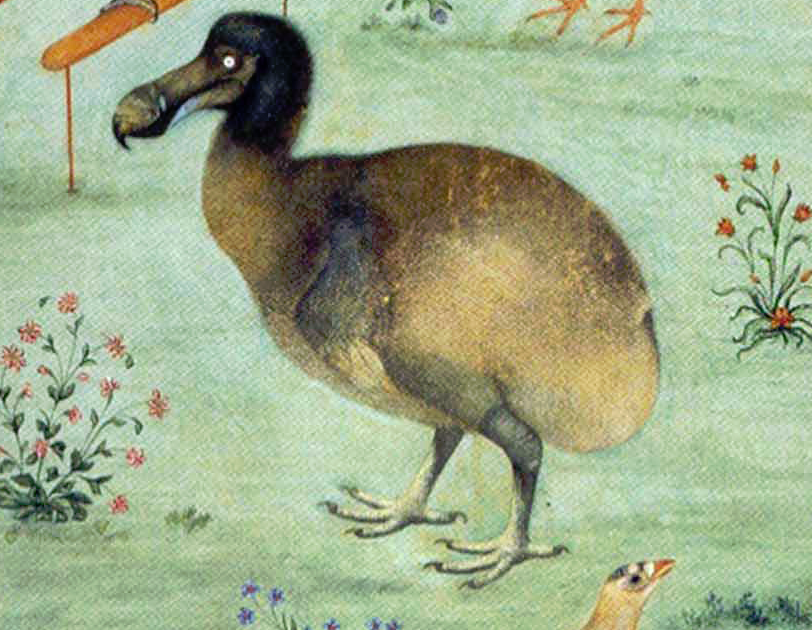
Peinture d'un dodo vivant du début des années 1600.

Le dodo (Raphus cucullatus) était l'un des plus grands membres de cette famille, mesurant jusqu'à 1 m de haut et pesant jusqu'à 28 kg, bien que certains estiment qu'il pesait en moyenne environ 10,2 kg,.

### Faisans, dindes, gallinacés et apparentés (Galliformes)
Le faisan géant de Mallee (en) pouvait peser jusqu'à 7 kg.

### Passereaux (Passeriformes)
Le grosbec géant (en) (Chloridops regiskongi) atteignait une taille de 28 cm de long.

### Cormorans et apparetés (Suliformes)

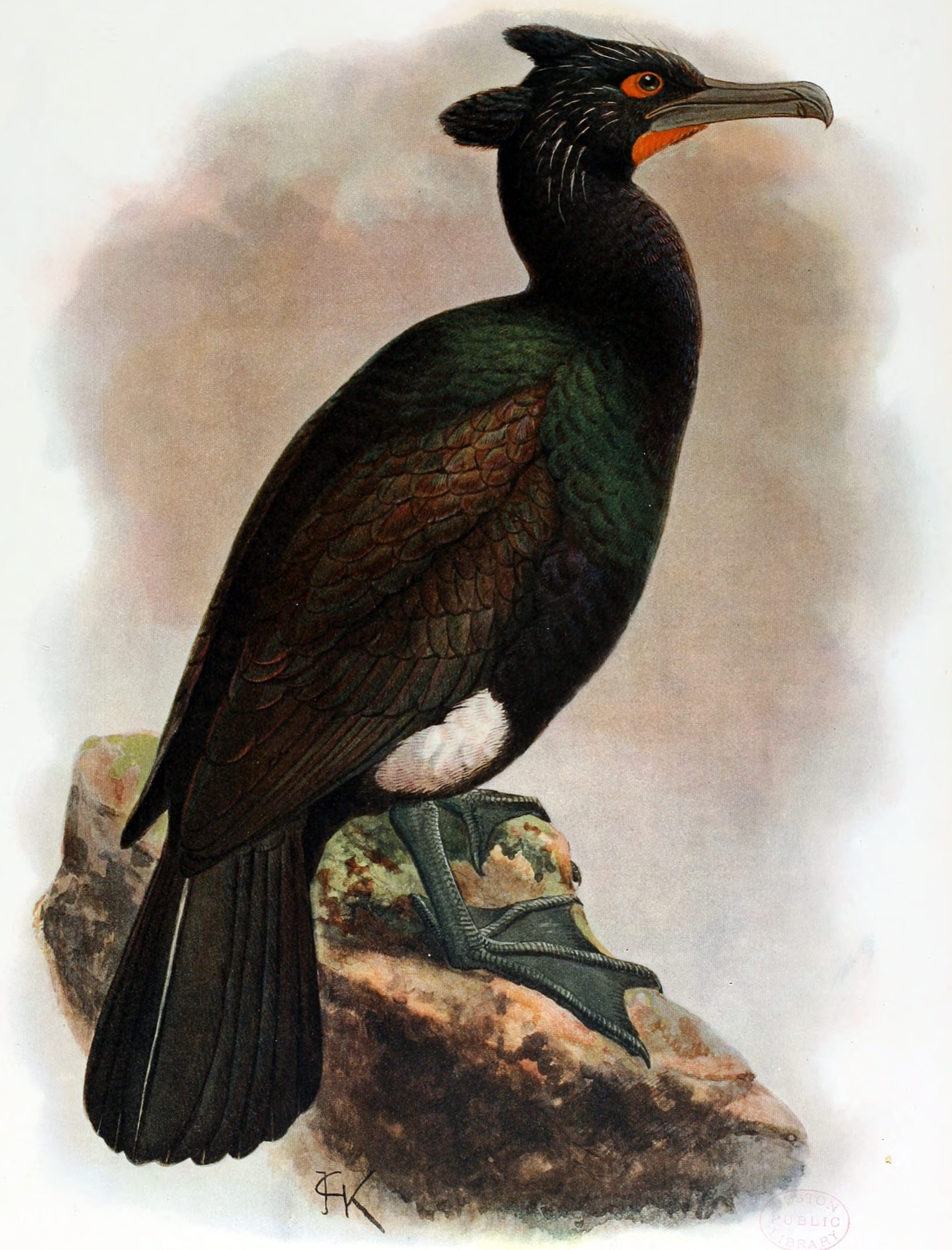
Le cormoran à lunettes ou cormoran de Pallas (Phalacrocorax perspicillatus).

- Le cormoran à lunettes, une espèce de la région du Pacifique Nord (Phalacrocorax perspicillatus), mesurait 1,15 m de long et pesait environ 6,4 kg[449].
- Le plotoptéridé géant Copepteryx (en) titan était un oiseau de grande taille, dont le fémur mesure jusqu'à 22 cm[450].

### Grèbes (Podicipediformes)
Le Grèbe de l'Atitlan (Podylimbus gigas) mesurait entre 46 et 50 cm de long.

### Oiseaux à dents (Odontopterygiformes)
Les oiseaux marins fossiles comme Pelagornis et leurs apparentés possédaient une envergure de 5,5 à 6 m et mesuraient environ 1,2 m de haut.

### Perroquets (Psittaciformes)
Heracles inexpectatus (en) était un perroquet géant mesurant environ 1 mètre de long.

### Manchots (Sphenisciformes)
Kumimanu fordycei (en), un des plus grands manchots connus, pesait entre 148 et 159,7 kg.

Comparaison de la taille du manchot géant Anthropornis nordenskjoeldi avec l'Homme.

Palaeeudyptes klekowskii, un autre manchot géant de l'Antarctique pesant environ 84,2 kg.
Anthropornis nordenskjoeldi (en), un manchot de l'Éocène, pouvait mesurer jusqu'à 2,05 m et peser jusqu'à 108 kg, bien que des estimations plus récentes indiquent 67 kg. D'autres manchots géants incluent le manchot géant de Nouvelle-Zélande (Pachydyptes pondeorsus (en)) pesant entre 65,4 et 94,6 kg, et Icadyptes salasi pesant entre 52,8 et 73 kg,.

### Chouettes (Strigiformes)
Ornimegalonyx, la plus grande chouette connue, découverte à Cuba, mesurait 1,1 m de haut et pesait probablement plus de 9 kg.

## Amphibiens (Amphibia)
Le plus grand amphibien connu de tous les temps était le temnospondyle Prionosuchus, qui mesurait environ 9 m de long.

### Temnospondyles (Temnospondyli)

Diagramme de l'échelle des spécimens petits et grands de Prionosuchus.

Le plus grand temnospondyle connu est Prionosuchus, qui atteignait une longueur de 9 m. Un autre temnospondyle gigantesque était Mastodonsaurus giganteus (en), mesurant jusqu'à 6 m de long. Une espèce non nommée de temnospondyle du Lesotho est connue de manière incomplète, mais sa longueur corporelle pourrait avoir atteint 7 m.

### Lissamphibiens (Lissamphibia)

#### Grenouilles et crapauds (Anura)

Comparaison de taille de Beelzebufo avec une main humaine.

La plus grande grenouille connue était une espèce non encore nommée de l'Éocène, mesurant environ 58 à 59 cm de long. Le Beelzebufo du Crétacé supérieur atteignait au moins 23,2 cm (longueur museau-cloaque), soit une taille comparable à celle du crapaud taureau africain moderne.

#### Salamandres, tritons et apparentés (Urodela)

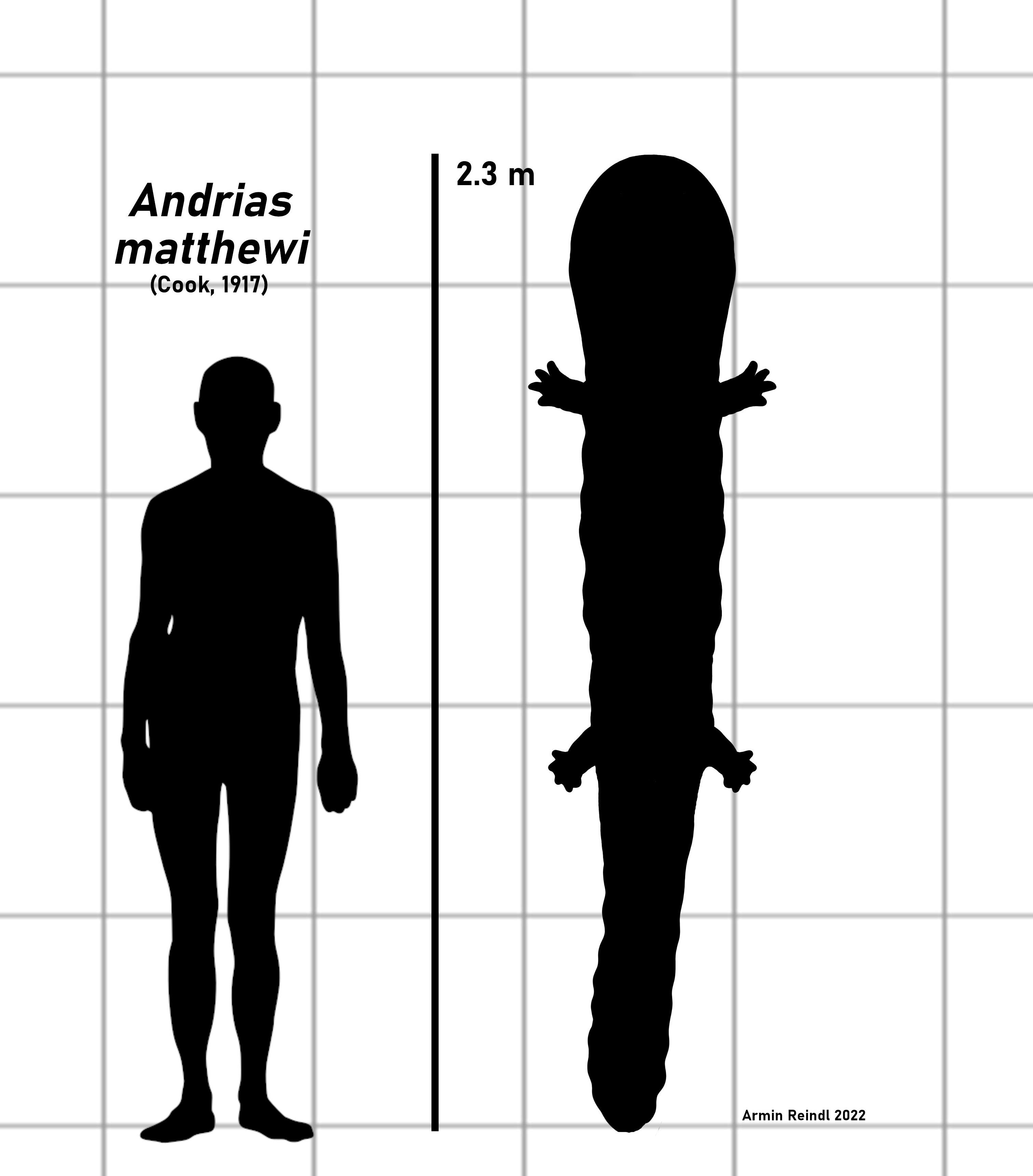
Comparaison de taille de ' avec l'Homme.

Andrias matthewi (en) était le plus grand lissamphibien jamais connu, atteignant une longueur totale de 2,3 m.
Habrosaurus (en) était le plus grand représentant des sirénidés, atteignant 1,6 m de long.

## Reptiliomorphes (Reptiliomorpha)

### Diadectomorphes (Diadectomorpha)

Comparaison de taille de Diadectes avec l'Homme.

Le plus grand diadectide connu, l'herbivore Diadectes, était un animal massivement construit, atteignant jusqu'à 3 m de long, avec des vertèbres et des côtes épaisses.

### Anthracosauriens (Anthracosauria)
Le plus grand anthracosaurien connu était Anthracosaurus (en), avec un crâne mesurant environ 40 cm de long.

### Embolomères (Embolomeri)

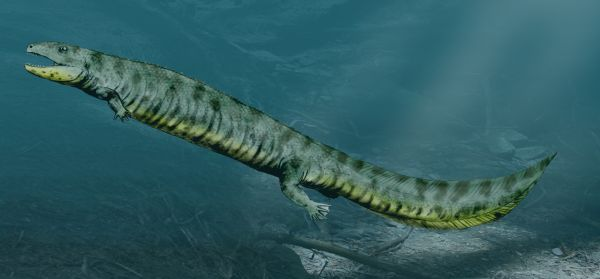
Reconstitution de Pholiderpeton.

Le plus long membre de ce groupe était Eogyrinus attheyi, parfois classé dans le genre Pholiderpeton. Son crâne mesurait environ 41 cm de long.

## Poissons (Pisces)
Les poissons forment un groupe paraphylétique de vertébrés non tétrapodes.

### Poissons sans mâchoires (Agnatha)

#### Conodontes (Conodonta)
Iowagnathus grandis (en) est estimé avoir atteint plus de 50 cm.

#### Hétérostracés (Heterostraci)
Certains membres des Psammosteidae (en), comme Obruchevia et Tartuosteus (en), atteignaient jusqu'à 2 m.

#### Thélodontes (Thelodonti)
Bien que connus à partir de matériaux partiels, Thelodus parvidens (=T. macintoshi) est estimé avoir atteint 1 m.

#### Céphalaspidomorphes (Cephalaspidomorphi)
Une espèce de Parameteoraspis atteignait 1 m.

### Requins épineux (Acanthodii)
Le plus grand des Acanthodii aujourd'hui disparus était Xylacanthus grandis (en), un ischnacanthiforme (en) : en se basant sur un os de mâchoire d'environ 35 cm de long. Basé sur les proportions de son parent Ischnacanthus (en), X. grandis avait une longueur totale estimée à 2,5 m.

### Placodermes (Placodermi)

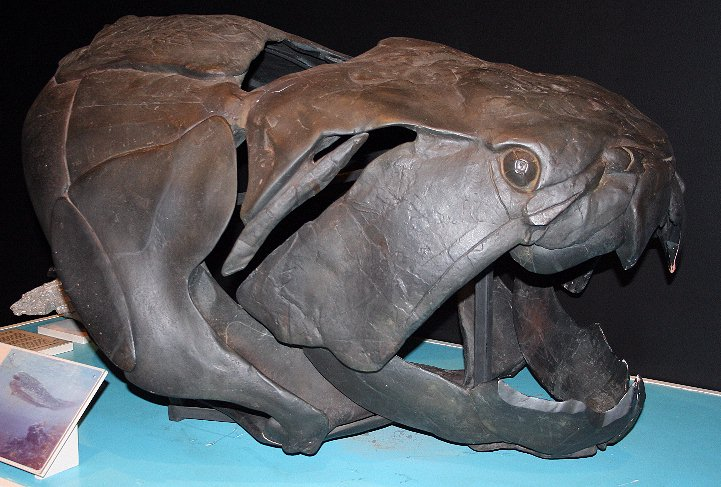
Reproduction d'un crâne de Dunkleosteus.

Le plus grand placoderme connu est le géant prédateur Dunkleosteus. L'espèce la plus grande et la plus connue est D. terrelli, avec des estimations de sa taille variant autour de 4,1 à 10 mètres de longueur et un poids allant de 1 à 4 tonnes. Un autre placoderme géant, Titanichthys, aurait pu rivaliser avec lui en taille. Titanichthys est estimé à une taille variant de 4,1 à 7,5 mètres,,,.

### Poissons cartilagineux (Chondrichthyes)

#### Requins maquereaux (Lamniforma)

Comparaison des estimations de la taille du Megalodon avec celle du requin-baleine (bleu), du requin blanc (jaune) et de l'humain (noir) pour échelle.

Les espèces du genre éteint Otodus étaient gigantesques. Un requin géant, Otodus megalodon,, est de loin le plus grand lamniforme connu. La plupart des estimations de la taille du mégalodon sont basées sur des extrapolations à partir de ses dents, avec des estimations de la longueur maximale allant de 10,6 à 20 mètres ,, et des estimations de longueur moyenne de 10,5 mètres,. En raison de la nature fragmentaire des fossiles, il existe de nombreuses estimations contradictoires de la taille du mégalodon, basées uniquement sur des dents et des vertèbres fossiles.:87 Les mâles adultes de mégalodon pourraient atteindre une masse corporelle de 12,6 à 33,9 tonnes, tandis que les femelles adultes pourraient atteindre de 27,4 à 59,4 tonnes, les mâles mesurant entre 10,5 et 14,3 mètres et les femelles entre 13,3 et 17 mètres. Le Otodus angustidens (en) et O. chubutensis, des espèces apparentées au mégalodon, ont également atteint de grandes tailles. On estime qu'ils mesuraient 9,3 mètres et 10,7 mètres respectivement.
D'autres lamniformes géants appartiennent à la famille des Pseudoscapanorhynchidae (en), qui vivait durant la période Crétacé. Le genre éteint Cretodus mesurait entre 9 et 11 mètres pour l'espèce C. crassidens Leptostyrax (en) atteignait des longueurs comprises entre 6,3 et 8,3 mètres.
Le genre du Cénozoïque Parotodus atteignait jusqu'à 7,6 mètres de long.
Le requin-renard le plus lourd était probablement Alopias grandis. Il était de taille similaire, voire plus grand que le requin blanc actuel et n'avait probablement pas de queue dorsale allongée, caractéristique des parents modernes.

#### Requins de fond (Carcharhiniformes)
Hemipristis serra du Cénozoïque était considérablement plus grand que ses proches actuels et possédait des dents bien plus grandes. Sa longueur totale est estimée à 6 mètres.

#### Hybodontes (Hybodontiformes)
L'un des plus grands hybodontiformes était le genre jurassique Asteracanthus (en), dont la longueur du corps atteignait jusqu'à 3 mètres. Le genre Crassodus (en) reifi est connu à partir de peu de spécimens, mais on estime qu'il mesurait plus de 3 mètres.

#### Ctenacanthiformes
Le plus grand membre des ctenacanthiformes est Saivodus (en) striatus, dont la longueur est estimée entre 6 et 9 mètres,.

#### Raies et apparent"s (Rajiformes)
Onchopristis, une raie géante de la famille des Sclerorhynchidae, atteignait environ 4,25 mètres de longueur.

#### Eugèneodontes (Eugeneodontida)

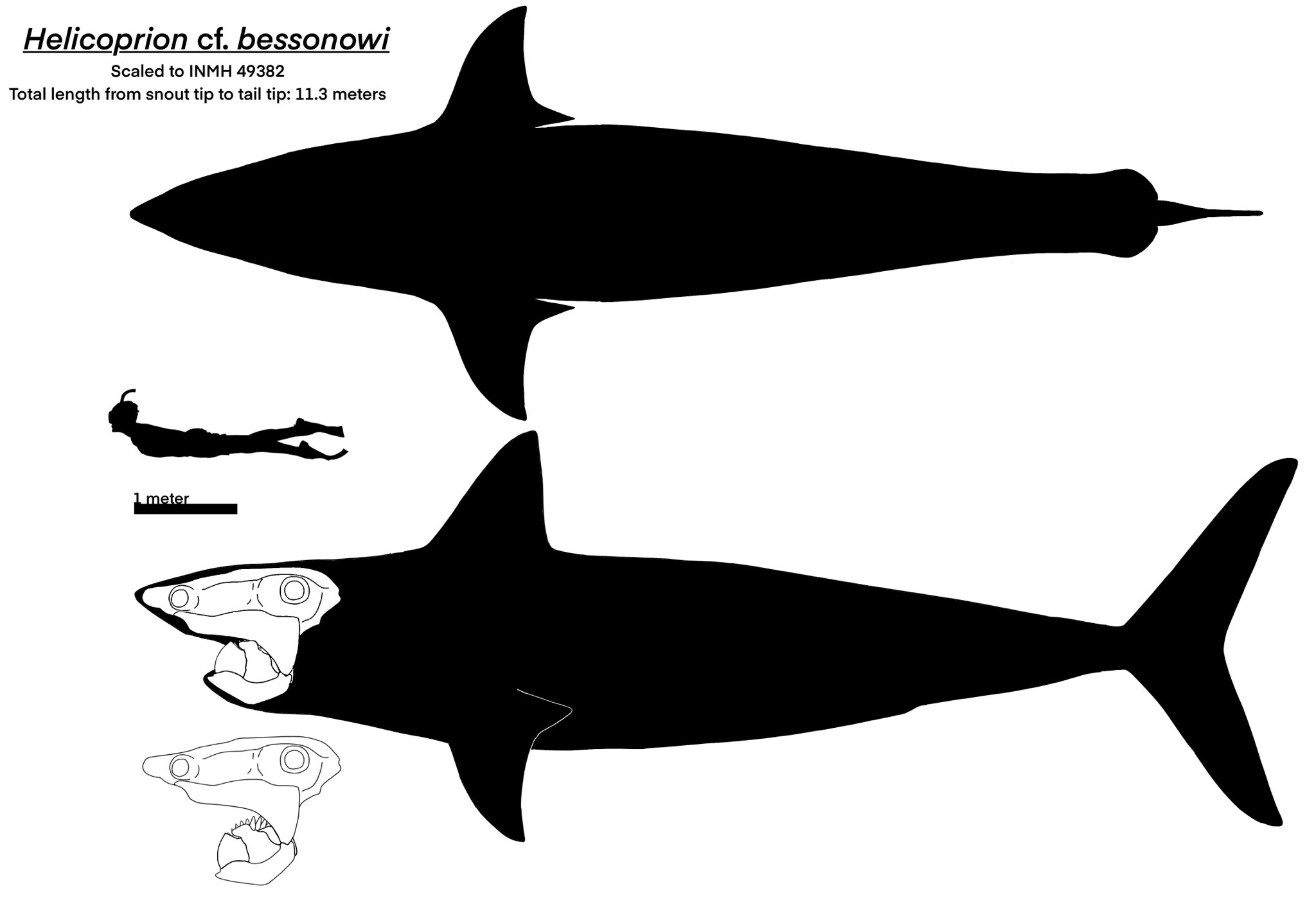
Comparaison de la taille de Helicoprion avec l'Homme.

Le plus grand eugeneodont connu est une espèce de Helicoprion non encore nommée, découverte dans l'Idaho. Les spécimens suggèrent un animal qui aurait probablement dépassé les 12 mètres de longueur. Un autre eugèneodonte assez grand est le genre Parahelicoprion. Plus élancé que Helicoprion, il a probablement atteint une taille similaire, soit jusqu'à 12 mètres de long. Les deux genres étaient les plus grands animaux de l'ère Paléozoïque,.

### Poissons à nageoires lobées (Sarcopterygii)

#### Cœlacanthes (Actinistia)

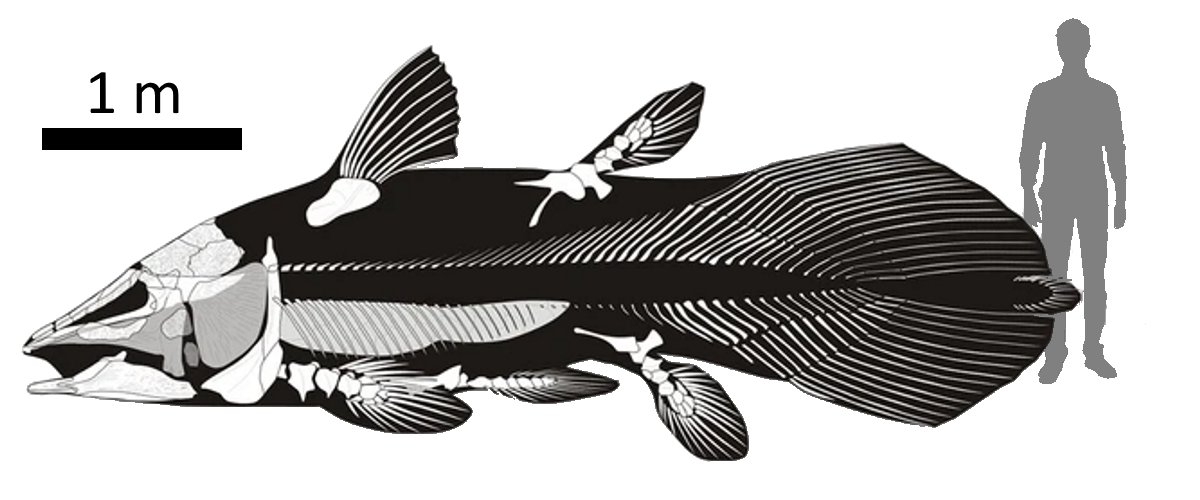
Estimation de la taille de Mawsonia gigas.

Le plus grand cœlacanthe est Mawsonia gigas, du Crétacé, dont la longueur totale est estimée à 5,3 mètres. Le genre jurassique Trachymetopon aurait pu atteindre une taille similaire, soit environ 5 mètres. Un cœlacanthe mawsoniid indéterminé provenant des dépôts du Maastrichtien au Maroc a probablement atteint une taille de 3,65 à 5,52 mètres,.

#### Dipneustes (Dipnoi)
Le genre Crétacé Ceratodus provenant de la Voie maritime intérieure de l'Ouest est estimé avoir atteint une longueur d'environ 4 mètres.

#### Tétrapodomorphes (Tetrapodomorpha)

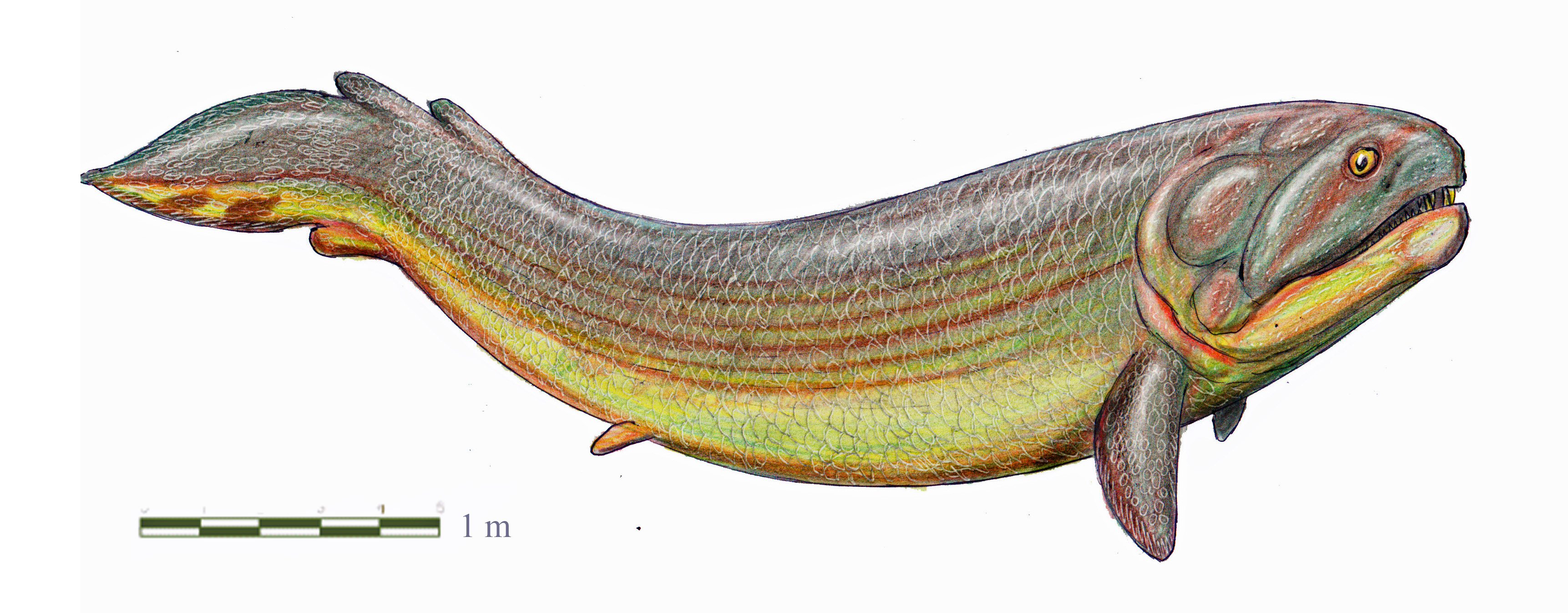
Reconstruction de Rhizodus.

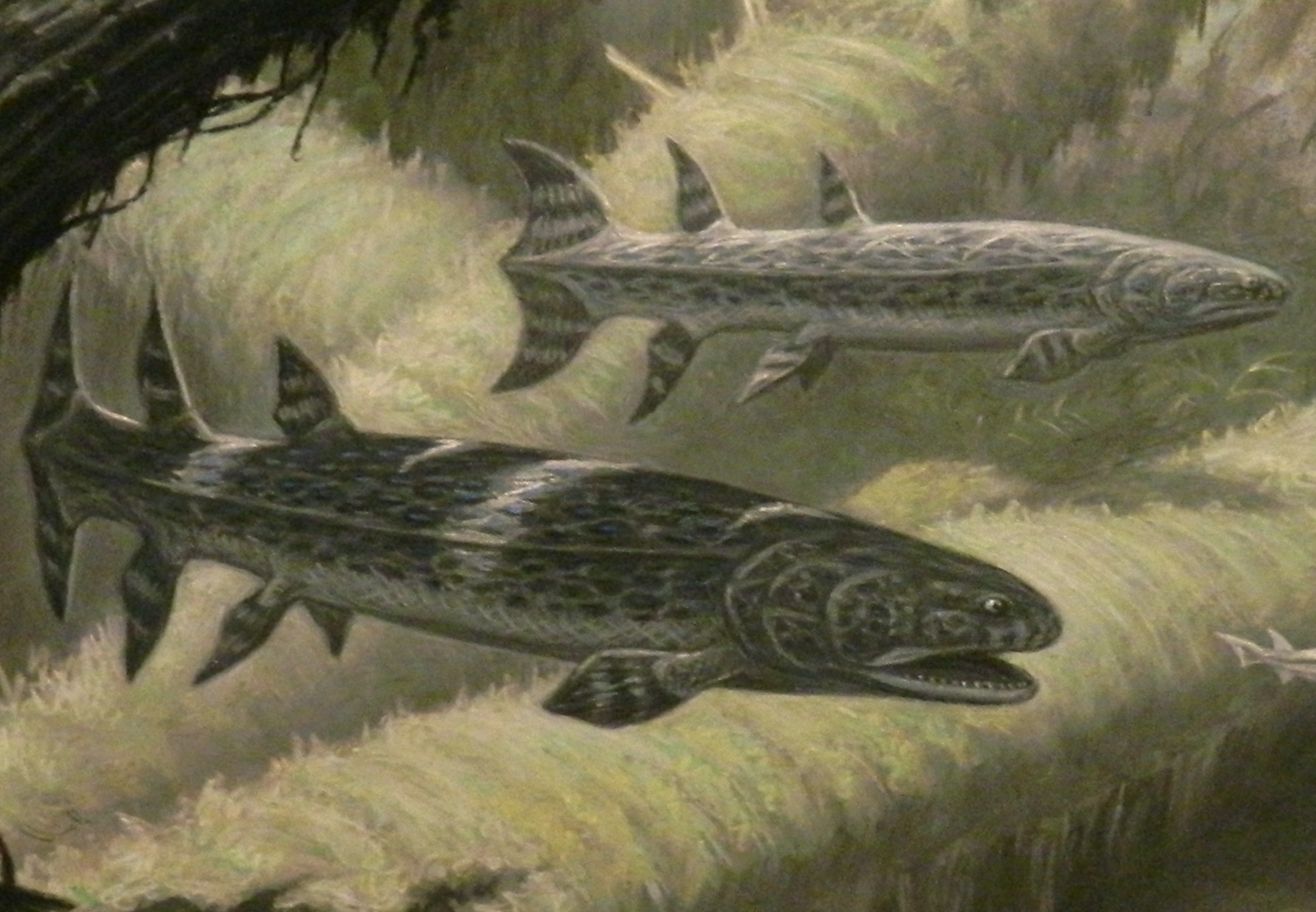
Reconstruction de Hyneria.

Rhizodus était non seulement le plus grand rhizodonte, mais aussi le plus grand poisson à nageoires lobées : il mesurait entre 5,63 et 7 mètres de long,. D'autres rhizodontes de grande taille sont le genre Strepsodus (en) avec une longueur estimée de 3 à 5 mètres et Barameda (en), estimé entre 3 et 4 mètres,.
Le genre Tristichopterid Hyneria a atteint une longueur de 3,5 mètres.

### Poissons à nageoires rayonnées (Actinopterygii)

#### Acipenseriformes
- Gyrosteus (en), appartenant à la famille éteinte des acipenseriformes Chondrosteidae, est estimé avoir une longueur standard d'environ 6 à 7 mètres[507].
- Le plus grand esturgeon fossile connu est Acipenser gigantissimus, connu à partir de restes fragmentaires, estimé atteindre jusqu'à 5,8 mètres[508].
- Le plus grand fossile de polyodontidé est un reste non nommé de la formation de Judith River, qui pourrait dépasser les 2 mètres[509].

#### Pachycormiformes

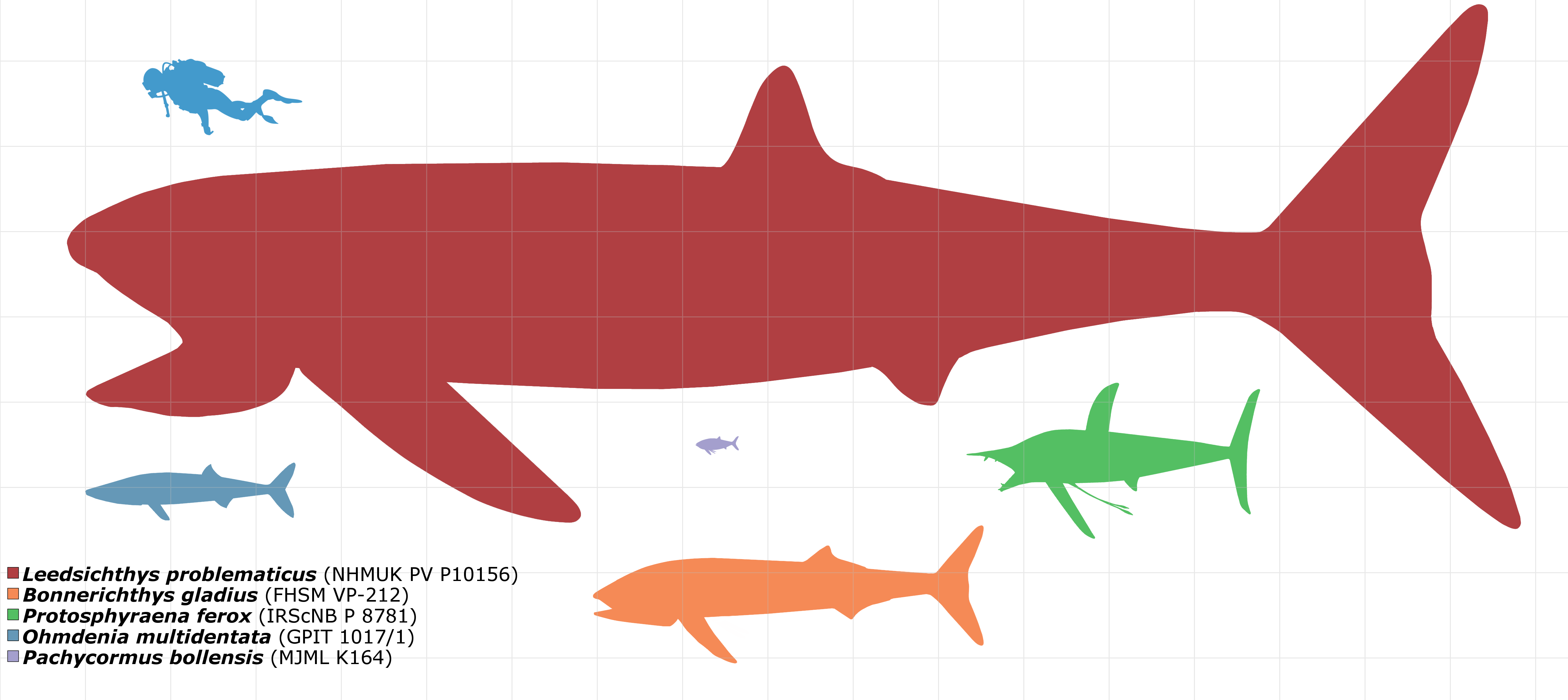
Spécimen le plus grand de Leedsichthys comparé à un humain et d'autres poissons pachycormides.

Le plus grand poisson à nageoires rayonnées connu et le plus grand poisson osseux de tous les temps était le pachycormide Leedsichthys problematicus, qui atteignait environ 16,5 mètres de long. Des estimations antérieures affirmaient que certains individus pouvaient mesurer plus de 27 mètres,.

#### Ichthyodectiformes

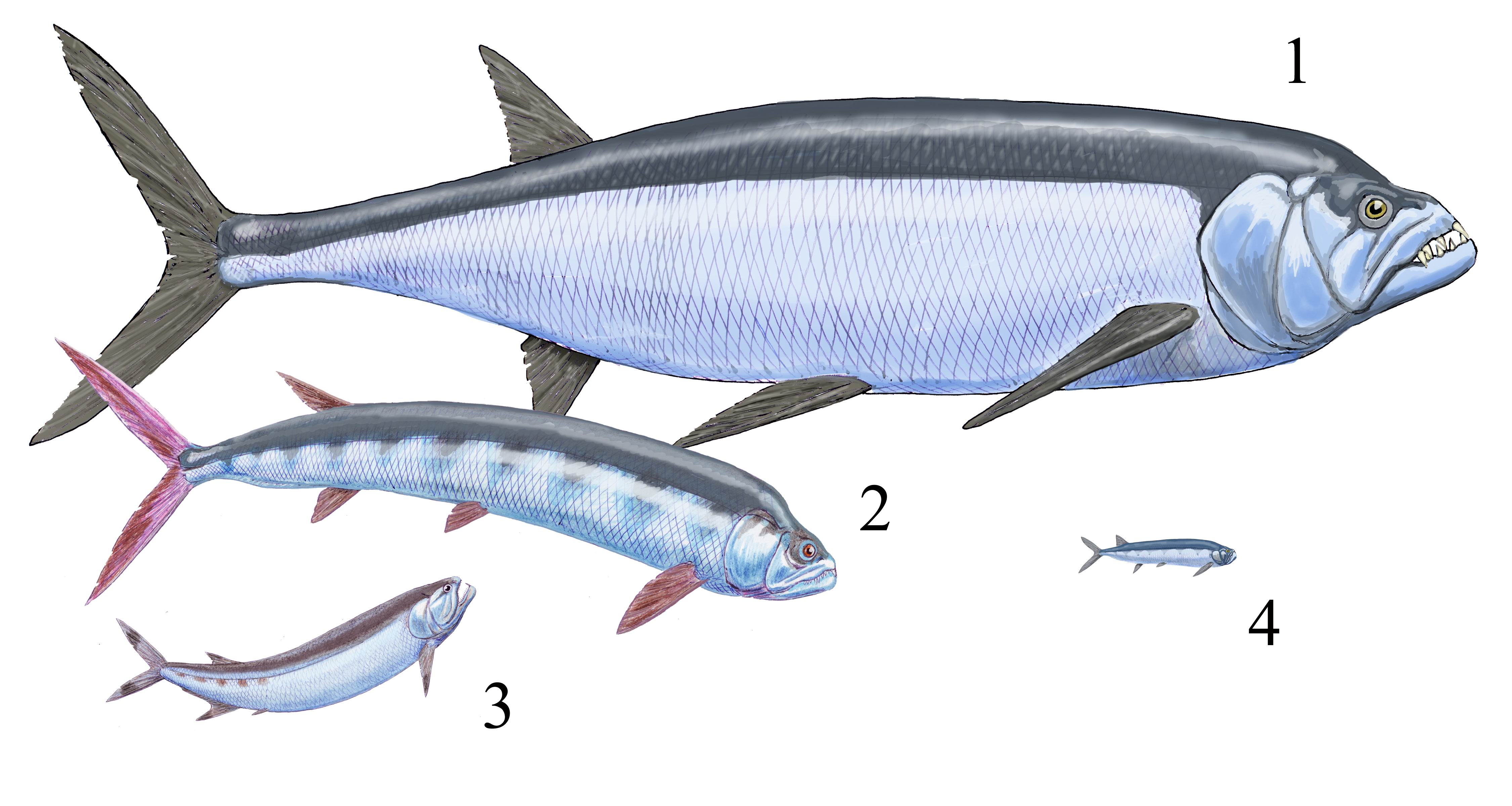
Comparaison de certains ichthyodectiformes : Xiphactinus (1), Ichthyodectes (2), Cladocyclus (3), Chirocentrites (4).

Le plus grand ichthyodectiforme connu était Xiphactinus, qui mesurait jusqu'à 6,1 mètres de long. Ichthyodectes atteignait 3 mètres de long, soit deux fois moins que Xiphactinus.

#### Pycnodontiformes
Le plus grand pycnodontiforme connu était Gyrodus circularis, avec une longueur pouvant atteindre 2 mètres.

#### Bichirs (Polypteriformes)
Le Bawitius du Crétacé supérieur était probablement le plus grand bichir de tous les temps. Il atteignait jusqu'à 3 mètres de longueur.

#### Lampridés et apparentés (Lampriformes)
Megalampris (en) était probablement le plus grand fossile d’opah. Ce poisson mesurait environ 4 mètres de longueur lorsqu’il était vivant, soit deux fois la longueur de la plus grande espèce d’opah vivante, Lampris guttatus.

#### Saumons et truites (Salmoniformes)
Le plus grand saumon était Oncorhynchus rastrosus (en), mesurant entre 1,9 et 2,4 mètres et pesant entre 177 et 200 kg.

#### Poissons-globes, poissons-coffres, poissons-perroquets, poissons-lunes et apparentés (Tetraodontiformes)
- Austromola angerhoferi (en) mesurait environ 3,2 mètres de longueur totale, avec une hauteur totale de 4 mètres, comparable aux plus grands poissons-lunes[519],[520].
- Certaines espèces éteintes de balistes comme B. vegai et B. crassidens sont estimées avoir une longueur totale pouvant atteindre 1,8 mètres[521].

#### Poissons-lézards (Aulopiformes)
Le plus grand poisson-lézard était Stratodus, qui pouvait atteindre une longueur de 5 mètres.

## Échinodermes (Echinodermata)

### Crinozoaires (Crinozoa)

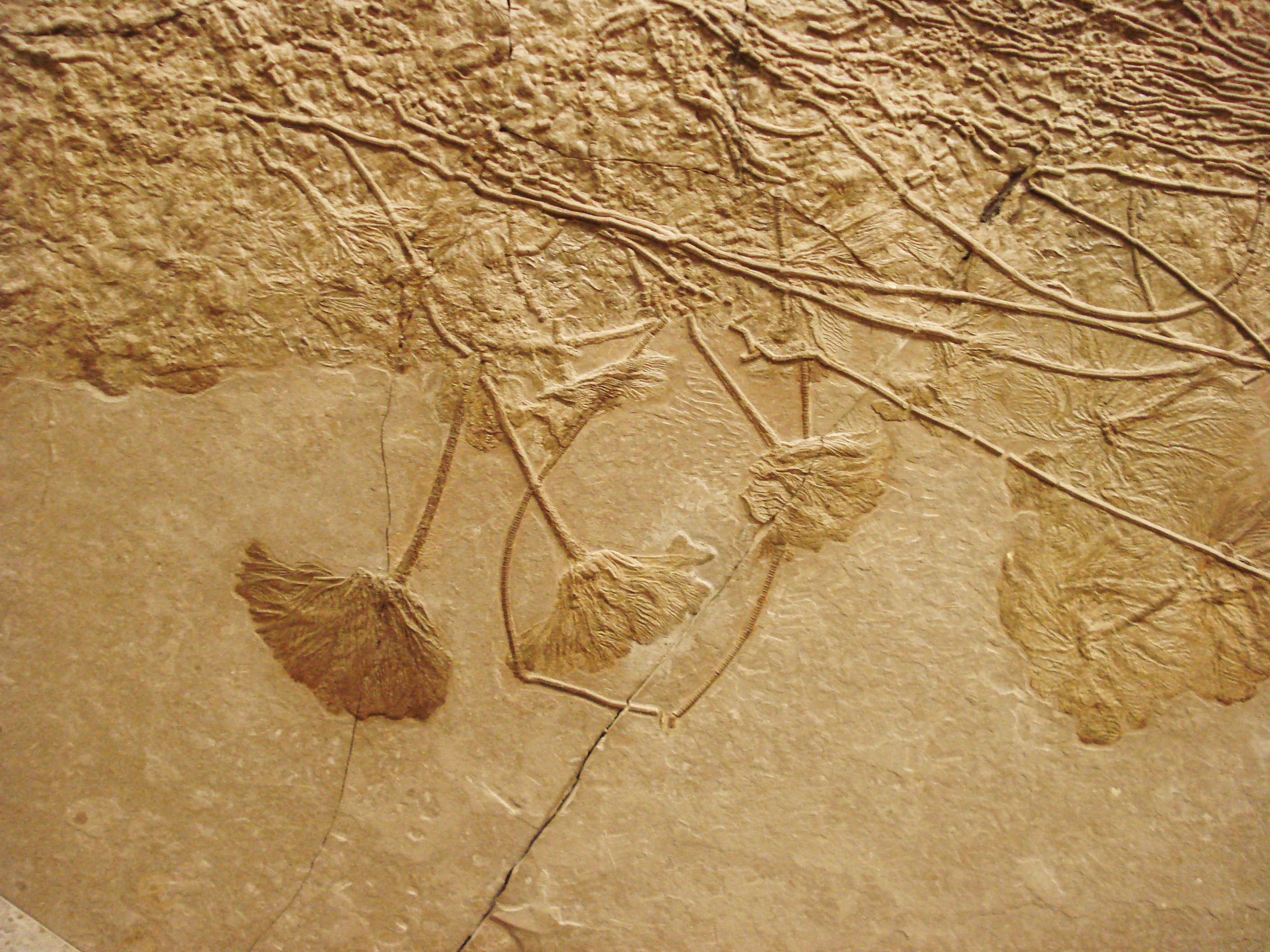
Fossile de Seirocrinus subangularis.

#### Comatules (Crinoidea)
La plus longue tige de Seirocrinus subangularis atteignait plus de 26 m.

### Asterozoa

#### Étoiles de mer (Asteroidea)
Helianthaster, provenant du Schiste de Hunsrück, avait un rayon d'environ 25 cm.

## Graptolithes (Graptolithina)
Le plus long graptolite graptoloïde connu est Stimulograptus halli, mesurant 1,45 m. Il a été découvert dans des dépôts du Silurien au Royaume-Uni.

## Kinorhynches (Kinorhyncha)
Les kinorhynches du Cambrien atteignaient 4 cm de long, soit une taille bien supérieure à celle de leurs parents actuels qui ne mesurent que quelques millimètres,.

## Arthropodes (Arthropoda)

### Dinocaridida

#### Lobopodiens branchiés

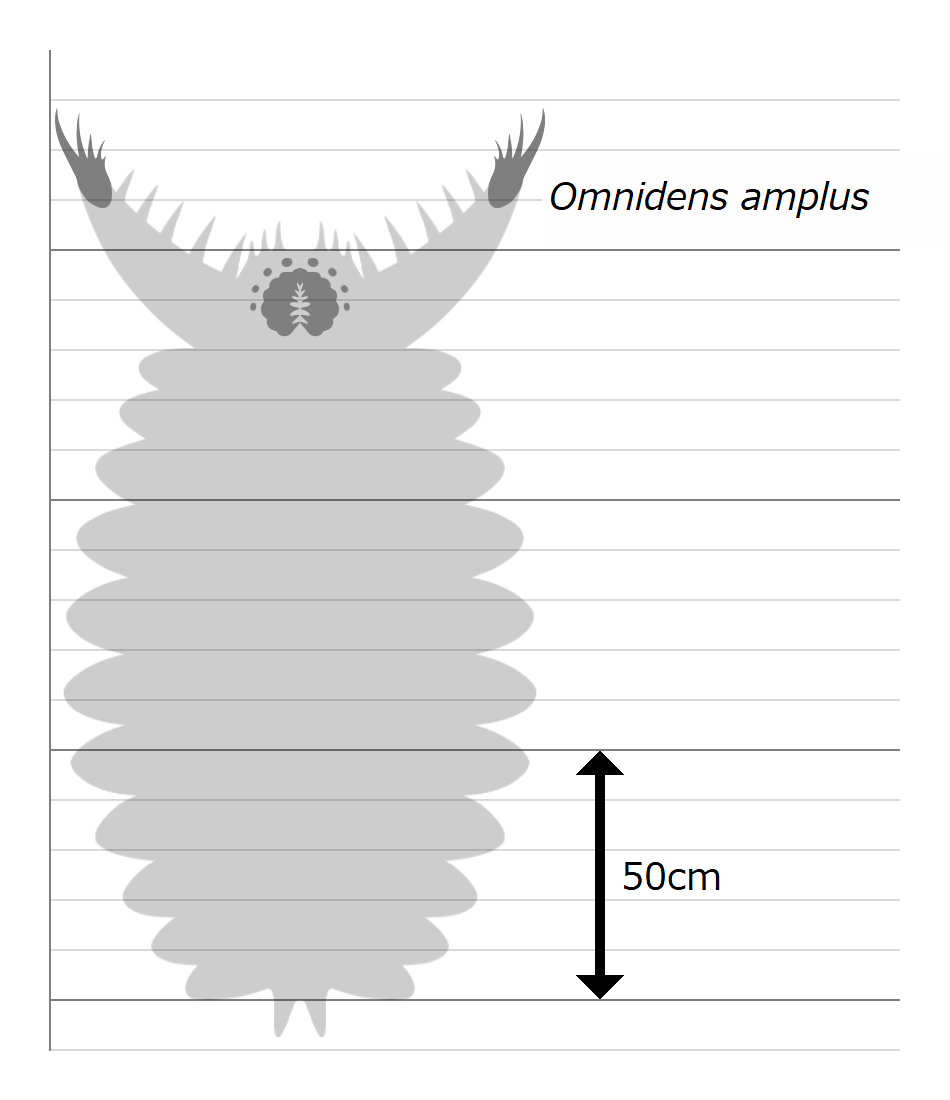
Estimation de la taille de '.

Sur la base de la découverte de pièces buccales, la taille du lobopodien branchié du Cambrien Omnidens (en) amplus est estimée à 1,5 m. Il est également considéré comme le plus grand animal cambrien connu.

#### Radiodontes (Radiodonta)

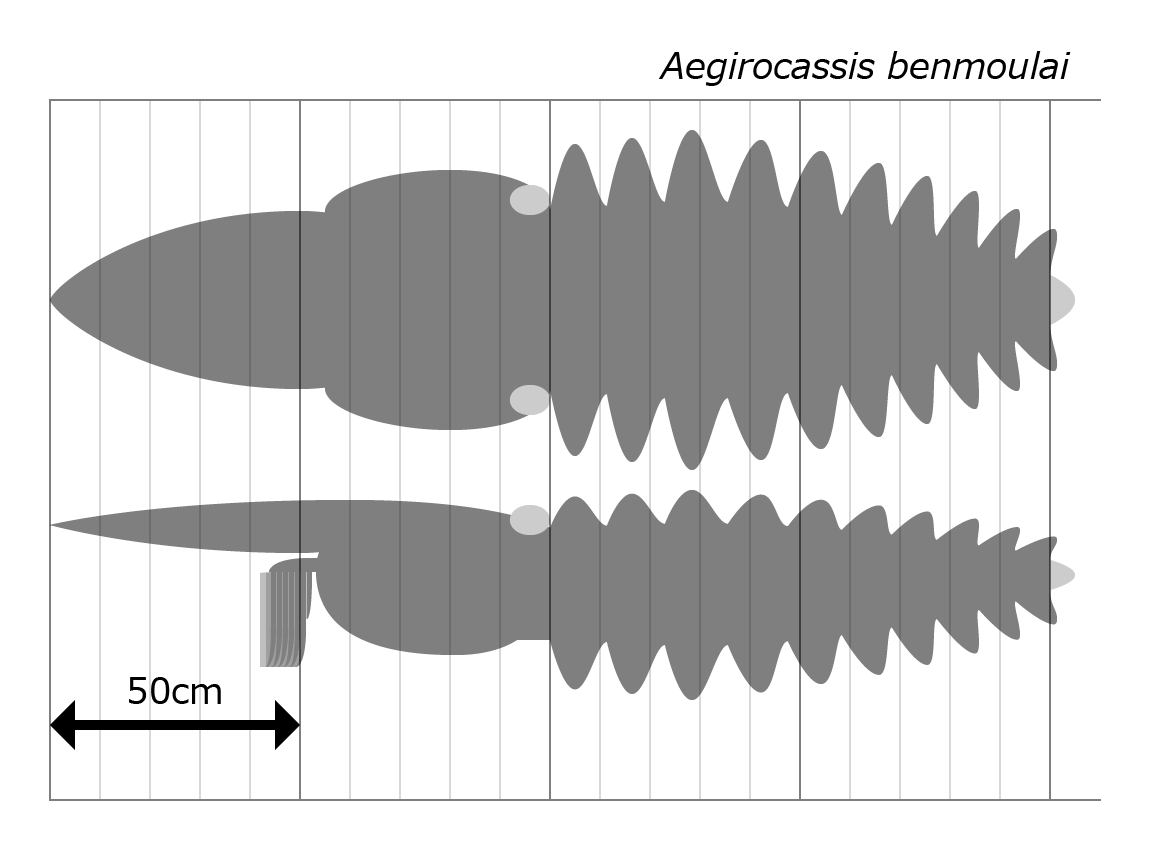
Diagramme à l’échelle de Aegirocassis.

Le plus grand radiodonte (en) connu est Aegirocassis benmoulai, dont la longueur est estimée à au moins 2 m,.

### Chélicérés (Chelicerata)

#### Araignées de mer (Pycnogonida)
Le plus grand fossile d’araignée de mer connu est Palaeoisopus (en) problematicus, avec une envergure d’environ 32 cm.

#### Limules et apparentés (Xiphosura)
- Willwerathia (en) atteignait 9 cm de largeur de carapace, ce qui en fait la plus grande espèce de xiphosuriens basaux[532],[533].
- Cependant, le Maldybulakia (en) du Dévonien atteignait près de 11,5 cm[534] et a été attribué aux xiphosuriens en 2013[533].
- Les empreintes fossilisées (ichnofossiles (en)) de limules Kouphichnium (en) lithographicum découvertes à Cerin dans l’Ain indiquent une longueur de l’animal comprise entre 77,4 et 85,1 cm[535].

#### Chasmataspidides (Chasmataspidida)

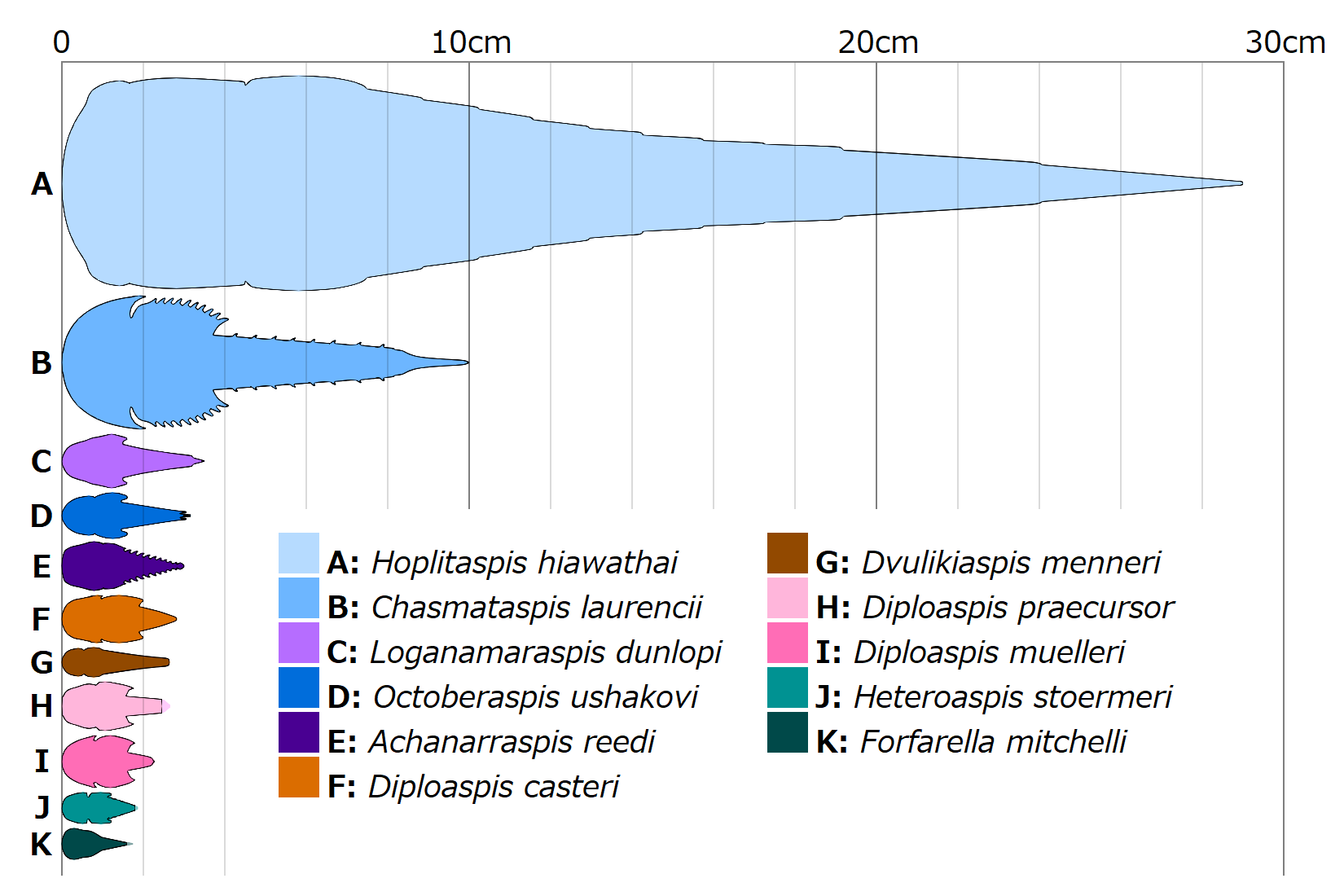
Comparaison de taille des chasmataspidides.

Les plus grands chasmataspidides (en) connus sont Hoplitaspis (en) de l'Ordovicien, atteignant 29 cm de longueur, ainsi que Chasmataspis (en), de taille similaire.

#### Eurypterides (Eurypterida)

Comparaison de taille des plus grands eurypterides connus.

- Le plus grand eurypteride connu est Jaekelopterus rhenaniae atteignant 2,5 m de longueur, ce qui en fait également le plus grand arthropode connu[537]. Erettopterus (en) grandis pourrait avoir atteint une taille similaire, bien que cela repose uniquement sur un telson incomplet. Acutiramus bohemicus atteignait environ 2,1 m de longueur[538]. Le plus grand mégalograptide ainsi que le plus grand eurypteride de l'Ordovicien est Pentecopterus, atteignant jusqu'à 1,7 m de longueur[539].

- Le plus grand stylonurine connu est Hibbertopterus, avec une longueur atteignant 1,8 m.

#### Arachnides (Arachnida)
- Trois espèces sont en lice pour le titre de plus grand arachnide connu ainsi que de plus grand scorpion de tous les temps : Pulmonoscorpius kirktonensis, Brontoscorpio anglicus et Praearcturus gigas, avec des tailles estimées respectivement à 70 cm[540], 90 cm[541] et jusqu'à 1 m[542].

- Mongolarachne jurassica est la plus grande araignée fossile décrite, avec une longueur totale du corps d'environ 24,6 mm, tandis que les pattes antérieures atteignent environ 56,5 mm[543].

- Le plus grand Ricinulei connu est Curculioides bohemondi avec une longueur corporelle de 21,77 mm[544].

- Le plus grand trigonotarbid connu est Kreischeria, atteignant au moins 51 mm de longueur[545].

- Le plus grand acarien acariforme fossile et également le plus grand acarien érythraéoïde jamais enregistré était Immensmaris chewbaccei avec un idiosome de plus de 8 mm de longueur[546].

### Artiopodes (Artiopoda)
Retifacies (en) atteignait probablement jusqu'à 55 cm. Tegopelte (en) est un autre exemple de grand artiopode non-trilobite, atteignant 280 mm de long et était le plus grand des bilatériens des Schistes de Burgess, surpassant tous les autres organismes benthiques d'au moins le double.

#### Trilobites (Trilobita)
Certains trilobites dépassaient 60 cm de longueur. Un spécimen presque complet d'Isotelus rex provenant du Manitoba atteignait une longueur de plus de 70 cm, et Ogyginus (en) forteyi du Portugal était presque aussi long. Des fragments de trilobites suggèrent des tailles encore plus grandes. Un pygidium isolé de Hungioides (en) bohemicus laisse penser que l'animal entier mesurait 90 cm de long.

### Myriapodes (Myriapoda)

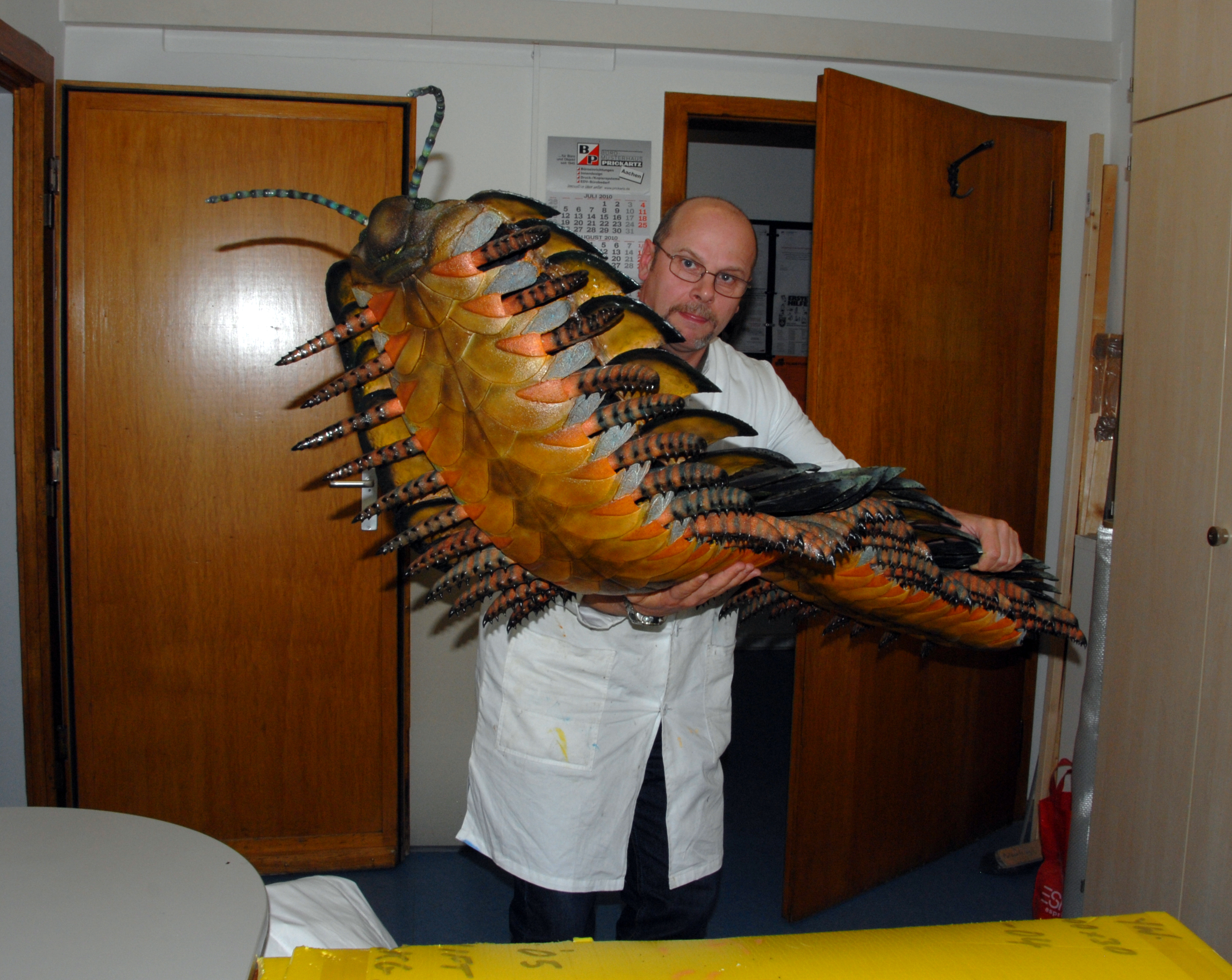
Reconstitution grandeur nature de Arthropleura.

Le plus grand myriapode connu de loin était Arthropleura. Il mesurait 2,5 m de long.

### Crustacés non-héxapodes (Crustacea)

#### Cycloïdes (Cyclida)
Le plus grand cycloïde (en) était Opolanka decorosa, du Trias supérieur, qui atteignait plus de 6 cm de largeur de carapace.

#### Rémipèdes (Remipedia)
Tesnusocaris (en) avait une longueur corporelle d'au moins 9,5 cm, ce qui est plus grand que tous les rémipèdes vivants, qui mesurent uniquement jusqu'à 4,5 cm.

### Insectes (Insecta)

#### Tenthrèdes, guêpes, abeilles, fourmis et apparentés (Hymenoptera)

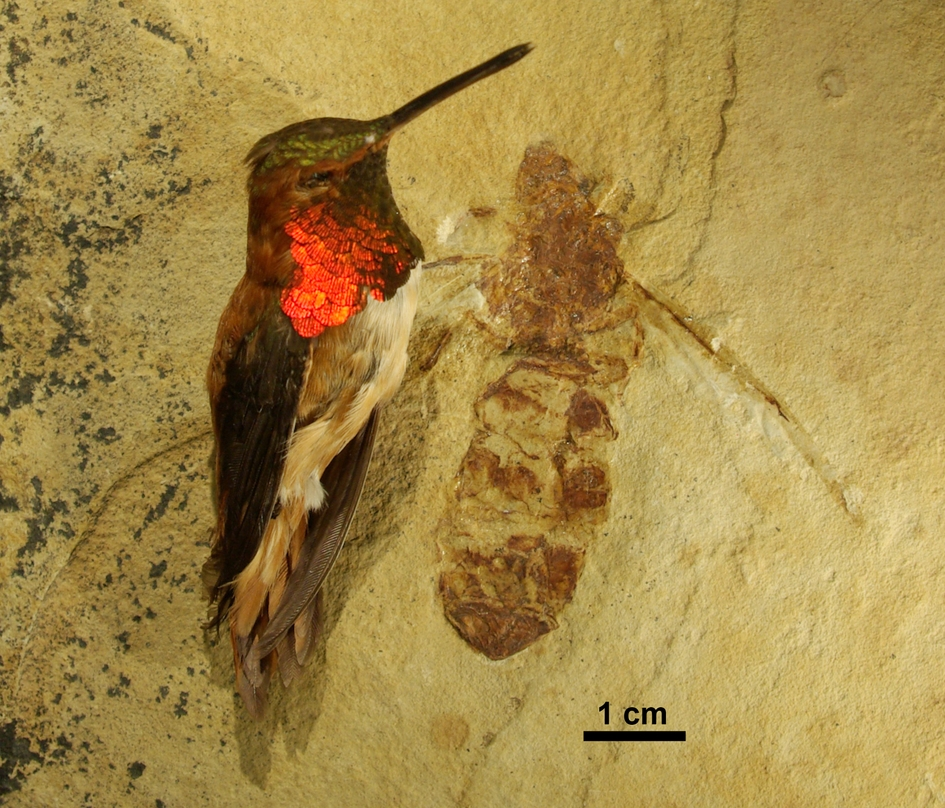
Titanomyrma avec un colibri roux pour l'échelle.

- Le plus grand représentant connu de ce groupe est la gigantesque fourmi Titanomyrma giganteum, dont les reines pouvaient atteindre 6 cm de long et possédaient une envergure de 15 cm[554].
- Apis lithohermaea (en) est l'une des plus grandes abeilles connues, comparable en taille à l'abeille actuelle Apis dorsata[555].
- Le grand sirex Ypresiosirex (en) orthosemos atteignait 67,9 mm de long, y compris l'ovipositeur incomplet[556]. Une autre tenthrède géante, Hoplitolyda duolunica (en), avait une envergure de plus de 92 mm[557].

#### Puces (Siphonaptera)
La plus grande espèce connue de Siphonaptera était probablement Pseudopulex magnus, atteignant une longueur de 22,8 mm.

#### Perce-oreilles (Dermaptera)

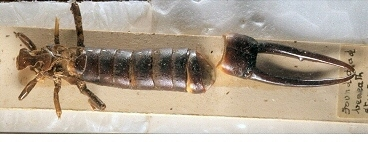
Labidura herculeana (Perce-oreille de Sainte-Hélène).

Disparu après 1967, et retrouvé sous forme de subfossile de l'Holocène, le perce-oreille géant de Sainte-Hélène (Labidura herculeana, synonyme Labidura loveridgei) atteignait 84 mm de long, avec des pinces mesurant 34 mm.

#### Chresmodidae
Les Chresmodidae (en) possédaient de longues pattes spécialisées, similaires à celles des Gerridae. L'un d'eux, Chresmoda (en) obscura, pouvait atteindre environ 19 cm.

#### Coléoptères (Coleoptera)
L'un des plus grands coléoptères fossiles connus de la super-famille des Scarabaeoidea est Protognathinus (en) Protognathinus spielbergi. Il avait une longueur totale, mandibules comprises, d'environ 5,5 cm.
Le plus grand scarabée fossile connu est Oryctoantiquus (en) Oryctoantiquus borealis, avec une longueur corporelle estimée à 5 cm.

#### Titanoptères (Titanoptera)

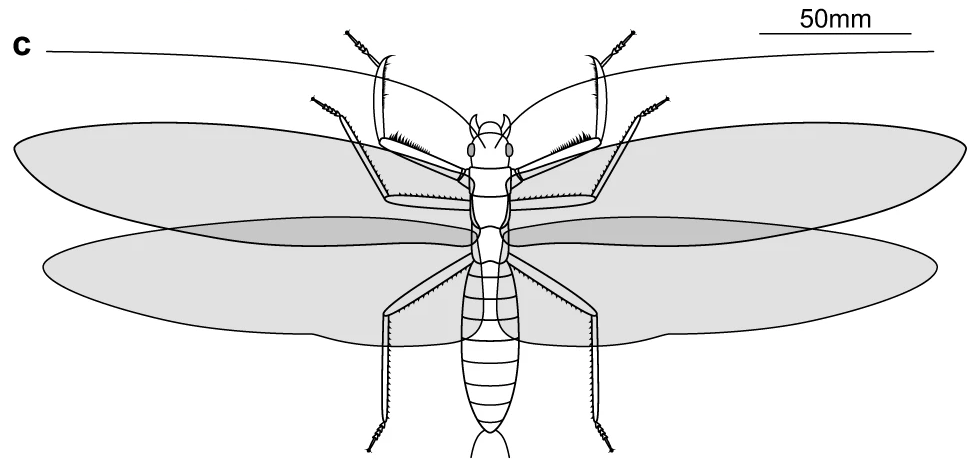
Reconstitution de.

Apparentés aux orthoptères modernes, les titanoptera du Trias étaient bien plus grands. L'envergure de Gigatitan vulgaris (en) pouvait atteindre 40 cm.
Clatrotitan (en) Clatrotitan andersoni atteignait également une taille impressionnante, avec une aile antérieure de 13,8 cm de long.

#### Fourmilions et insectes apparentés à ailes réticulées (Neuroptera)
Makarkinia adamsi (en) de la formation de Crato (en) possède les plus longues ailes antérieures connues chez une espèce de neuroptera, estimées à 16 cm.

#### Blattes, termites, mantes et apparentés (Dictyoptera)
Certaines blattes fossiles du Carbonifère regroupées sous la catégorie des Blattoptera (en) comme Archoblattina beecheri et Necymylacris (Xenoblatta) scudderi pouvaient atteindre environ 9 cm de long, comparable à la blatte moderne Megaloblatta longipennis.
La blatte du Crétacé Ptiloteuthis (en) foliatus avait une aile de 7,9 cm de long.
Découvert dans le Miocène en Autriche, le termite géant Gyatermes (en) styriensis atteignait 25 mm de long et avait une envergure de 76 mm.

#### Libellules et demoiselles (Odonatoptera)

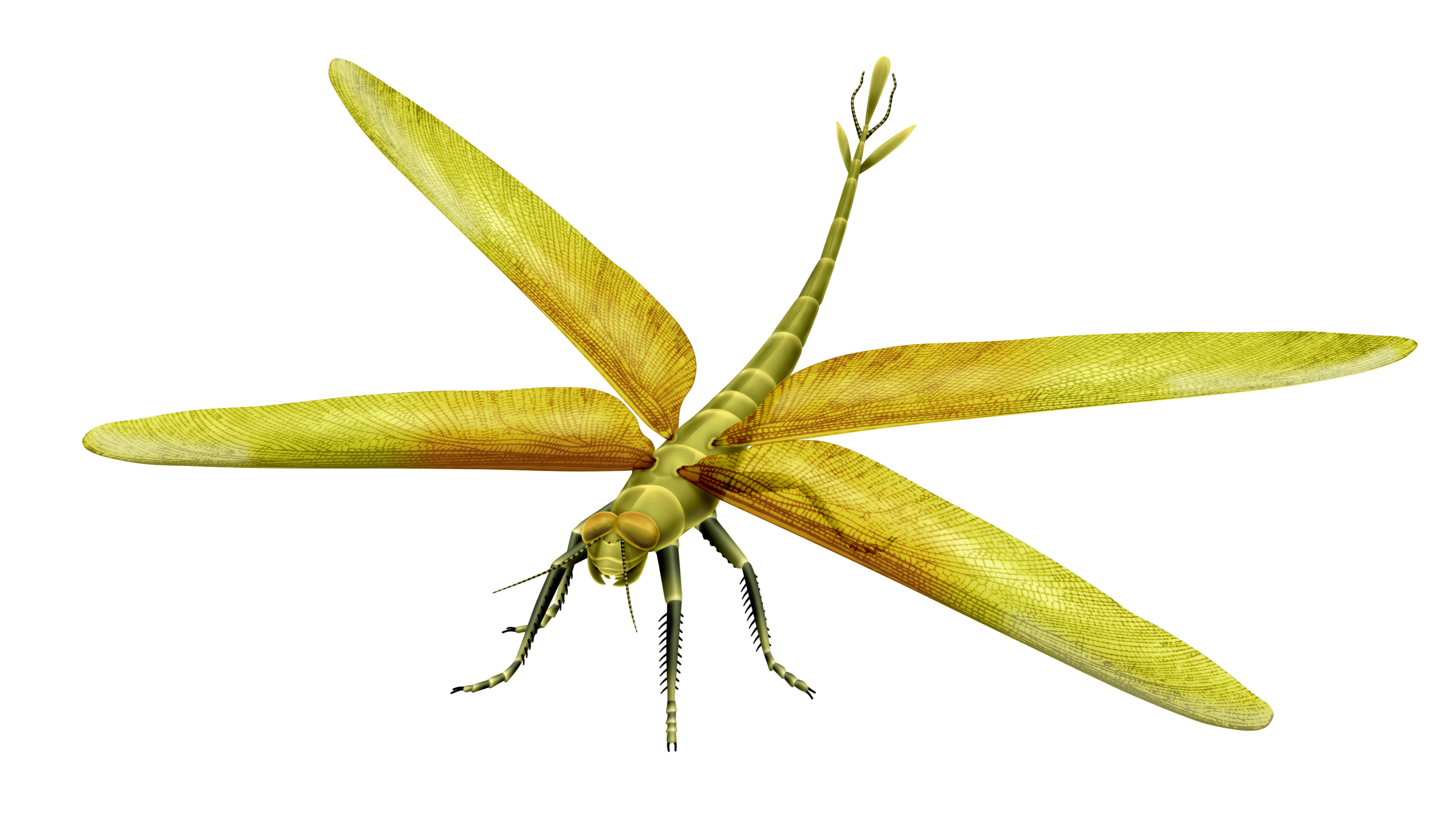
Reconstitution de Meganeura.

Le plus grand insecte odonatoptère connu est Meganeuropsis permiana avec une aile unique de 33 cm. Meganeura avait une aile de 32 cm de long.
L'odonate triadotypide Reisia gelasii (= Triadotypus guillaumei) du Trias avait une aile de 136 mm de long, et une envergure pouvant atteindre 280 mm.

#### Éphémères (Ephemeroptera)
Le plus grand éphémère connu est le Permien Ponalex maximus, avec une aile postérieure de 55 mm de long. Le Crétacéen Epicharmeropsis quadrivenulosus avait une aile antérieure de 37 mm de long.
Bien que Bojophlebia (en) prokopi du Carbonifère supérieur de Moravie, avec son envergure de 45 cm, ait été décrit comme le plus grand éphémère, des études ultérieures montrent que cet insecte n'est pas apparenté aux éphémères.

#### Paléodictyoptères (Palaeodictyoptera)
Le plus grand paléodictyoptère connu était Mazothairos, avec une envergure estimée allant jusqu'à 56 cm.

#### Archaeognatha(poissons d'argent sauteurs) et autres insectes primitifs aptères
Le plus grand machilide connu est le Triassique Gigamachilis, avec une longueur corporelle de 40 mm sans compter la longueur du cerque, et une longueur totale estimée à environ 80 mm.
Les plus grands spécimens de l'ordre éteint des Monura atteignaient 30 mm ou plus, sans compter la longueur du filament.
L'insecte primitif aptère Carbotriplura avait une longueur corporelle d'environ 103 mm sans les filaments caudaux.

## Vers plumeux (Chaetognatha)
Le chaetognathe basal Timorebestia (en) koprii du Cambrien atteignait jusqu'à 20 cm de longueur corporelle et 30 cm en incluant les antennes. Capinatator (en) avait un tiers de cette longueur, environ 10 cm, mais il n'est pas considéré comme un membre basal et avait une longueur similaire aux plus grands vers plumeux modernes,.

## Vers annelés (Annelida)
Websteroprion (en) est le plus grand fossile connu d'annelidé eunicide, avec une longueur estimée entre 0,42 et 8,3 mètres, bien que la comparaison avec des taxons apparentés actuels semble indiquer une longueur d'environ 1 à 2 mètres. Il possédait également les plus grands scolécodontes de tous les polychaetes préhistoriques, atteignant jusqu'à 13,2 mm de longueur, voire plus.

## Mollusques (Mollusca)

### Escargots et limaces (Gastropoda)

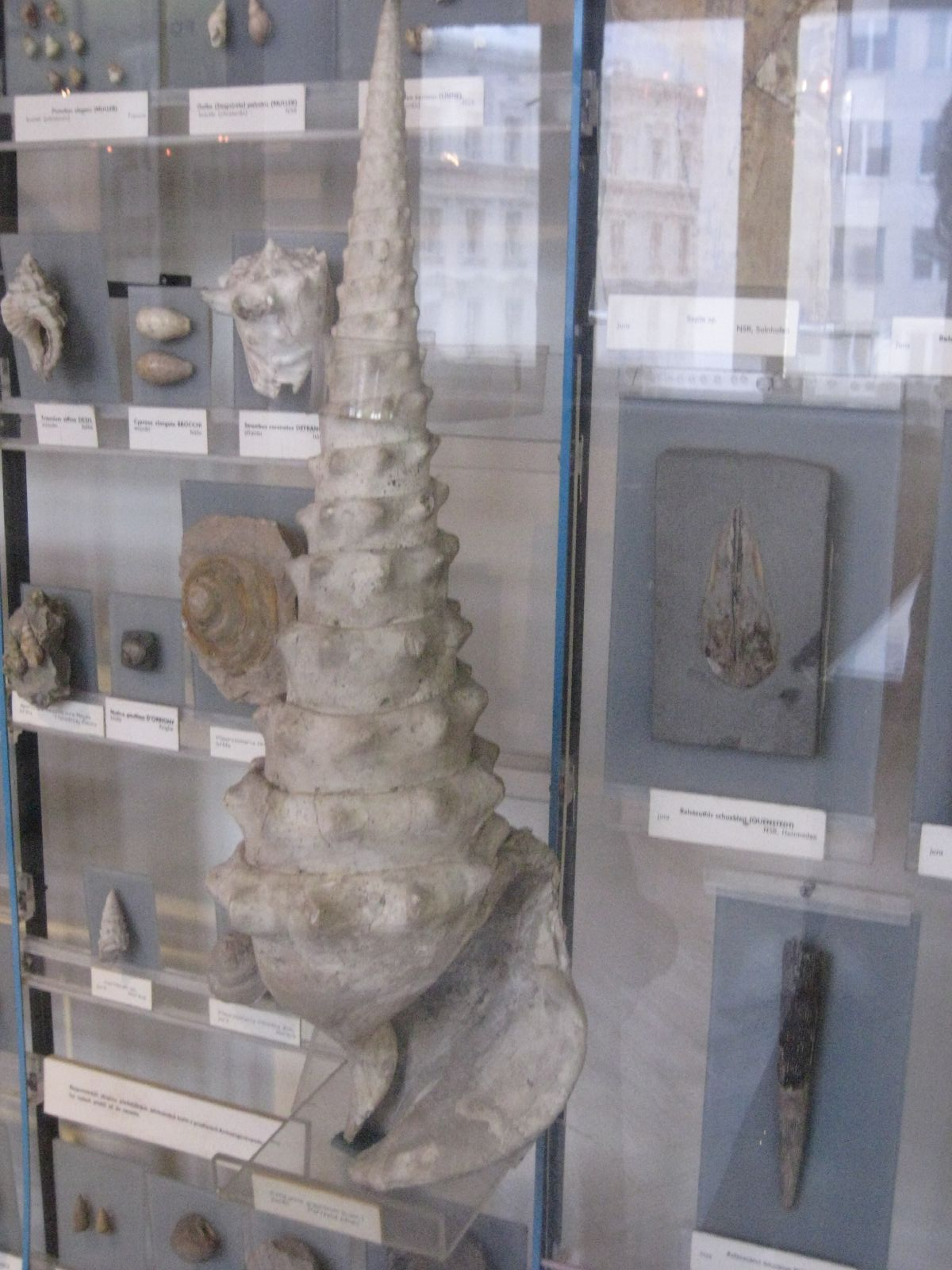
Coquille de Campanile giganteum.

- Les plus grands gastéropodes connus appartenaient au genre Campanile (en), avec l'espèce éteinte Campanile giganteum (en) dont la coquille atteignait jusqu'à 90 cm de longueur[585] ou même plus de 120 cm[586].
- La plus grande porcelaine connue est Vicetia bizzottoi (en), avec une longueur de coquille de 33,5 cm[587].
- Pebasiconcha immanis (en) est le plus grand escargot terrestre connu, avec une hauteur de coquille de 25,6 cm et un spécimen partiel qui pourrait dépasser 30 cm de hauteur[588].

### Bivalves (Bivalvia)
- Le plus grand bivalve connu ainsi que le plus grand inocéramidé était Platyceramus platinus (en), un géant dont la longueur axiale atteignait généralement 1 mètre, mais certains individus pouvaient atteindre une longueur axiale de 3 mètres[589]. Un autre grand bivalve préhistorique était Inoceramus. En 1952, un spécimen de Inoceramus steenstrupi de 187 cm de long a été découvert dans les dépôts du Crétacé supérieur du Groenland[590].
- Certains genres de alatoconchidés (en) du Permien, comme Shikamaia, avaient une longueur de coquille d'environ 1 mètre[591]. Une estimation précédente reconstituait la longueur de Shikamaia à environ 1,6 mètre[592].
- La plus long ostréidé est Konbostrea, avec une hauteur de coquille atteignant jusqu'à 1,2 mètre[593].
- Le rudiste Titanosarcolites (en) avait une taille globale d'environ 2 mètres[594].

### Scaphopodes (Scaphopoda)
- La longueur totale de la coquille du scaphopode Prodentalium (en) Prodentalium onoi est estimée à plus de 30 cm[595].

### Céphalopodes (Cephalopoda)

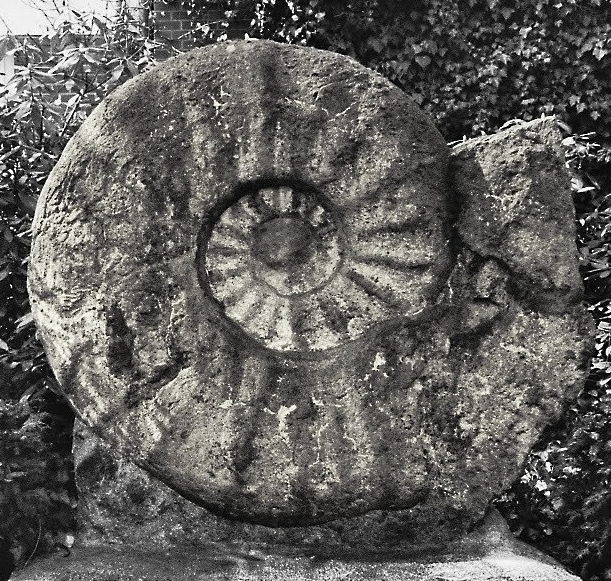
Coquille de Parapuzosia seppenradensis.

#### Nautiloïdes (Nautiloidea)
Le plus grand et le plus long des nautiloïdes connus était Endoceras (en) Endoceras giganteum avec une longueur de coquille de 5,73 mètres. Il existe un enregistrement d'un individu dont la longueur de la coquille avait atteint 9,14 mètres, mais cela est douteux.

#### Ammonites (Ammonoidea)
La plus grande ammonite connue était Parapuzosia seppenradensis. Un spécimen fossile partiel trouvé en Allemagne avait un diamètre de coquille de 1,95 mètre, mais la chambre d'habitation était incomplète, donc le diamètre estimé de la coquille était probablement d'environ 3,5 mètres et pesait environ 705 kg lorsqu'il était vivant. Cependant, une étude ultérieure estime le diamètre de la coquille à environ 2 mètres.

#### Bélemnites (Belemnoidea)
La plus grande bélemnite connue était Megateuthis gigantea (en), atteignant environ 50 mm de diamètre maximum et 700 mm de longueur de rostre.

#### Calmars, poulpes, seiches et apparentés (Neocoleoidea)
- Un spécimen d'Octopode, membre de la famille muensterellidés (en), Enchoteuthis (en) melanae (NDGS 241) précédemment attribué à Tusoteuthis longa avait une longueur de manteau allant jusqu'à 2 mètres, comparable au calmar géant moderne. Auparavant, ce taxon était considéré comme similaire au calmar géant, avec une longueur totale incluant les bras dépassant 10 mètres. Cependant, en tenant compte d'autres parents fossiles, la longueur totale incluant les bras est estimée à moins de 3 mètres, pour être réaliste et raisonnable[601].
- Le non-octopode Yezoteuthis (en) et le teuthidé Haboroteuthis (en) sont estimés être de taille similaire au calmar géant moderne[602],[603].

## Brachiopodes (Brachiopoda)

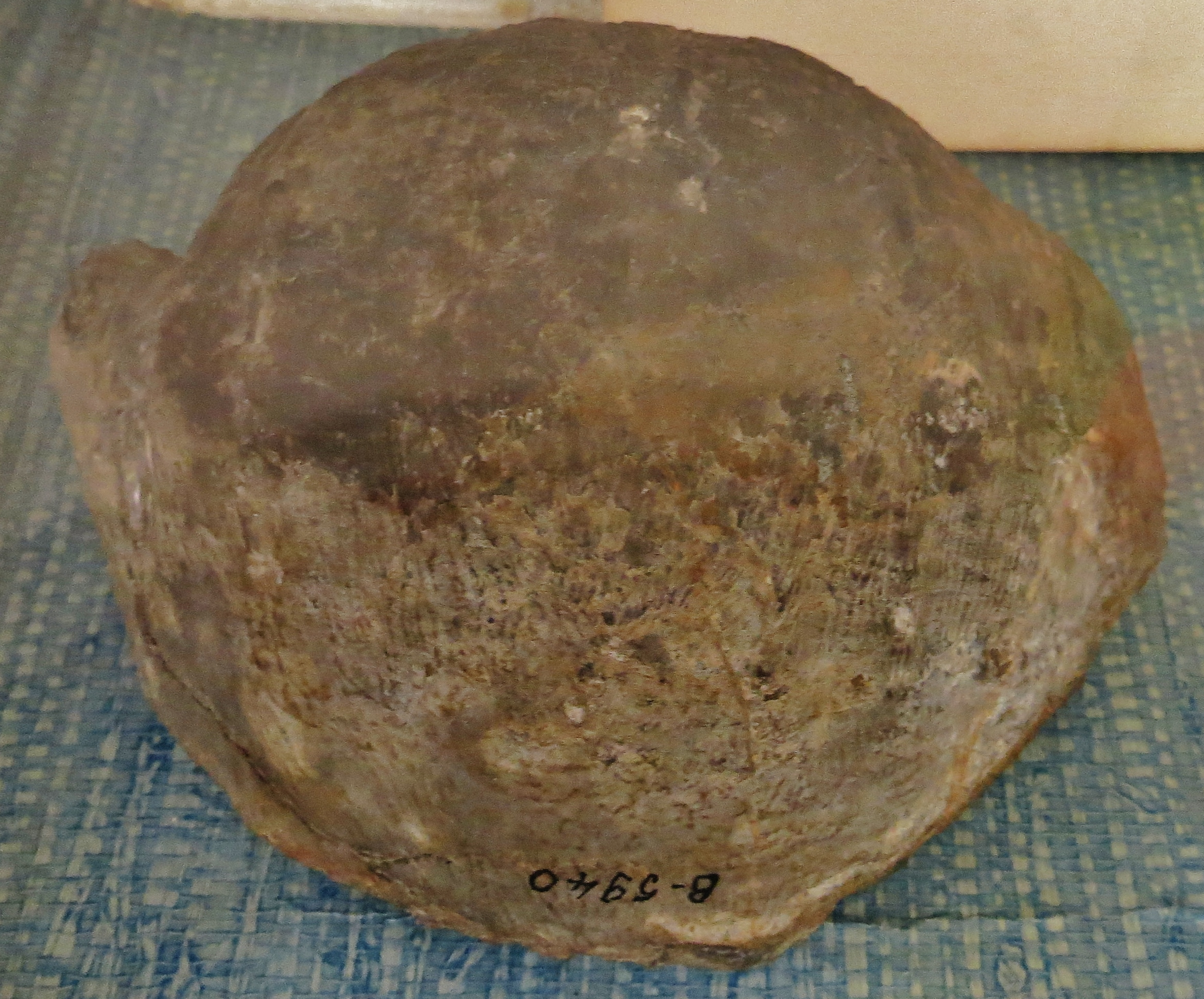
Gigantoproductus giganteus.

Le plus grand brachiopode connu est Gigantoproductus giganteus (en), un brachiopode fossile du Carbonifère. Les spécimens fossiles de cette espèce présentaient des largeurs de coquille allant jusqu'à 30 centimètres et même plus de 35 centimètres,,.
Un autre brachiopode fossile notable pour sa taille est Titanaria (en), qui atteignait des largeurs similaires, allant de 30 à 38 centimètres.

## Hyolithes (Hyolitha)
Le plus grand hyolithe est Macrotheca almgreeni (en), avec une longueur d'environ 50 cm,.

## Cnidaires (Cnidaria)

### Méduses et apparentés (Médusozoa)
Le plus grand fossile de méduse est celui de Cordubia (en) gigantea, du Cambrien, avec un diamètre de 88 cm.

## Vendobiontes (Vendobionta)

### Pétalonamides (Petalonamae)

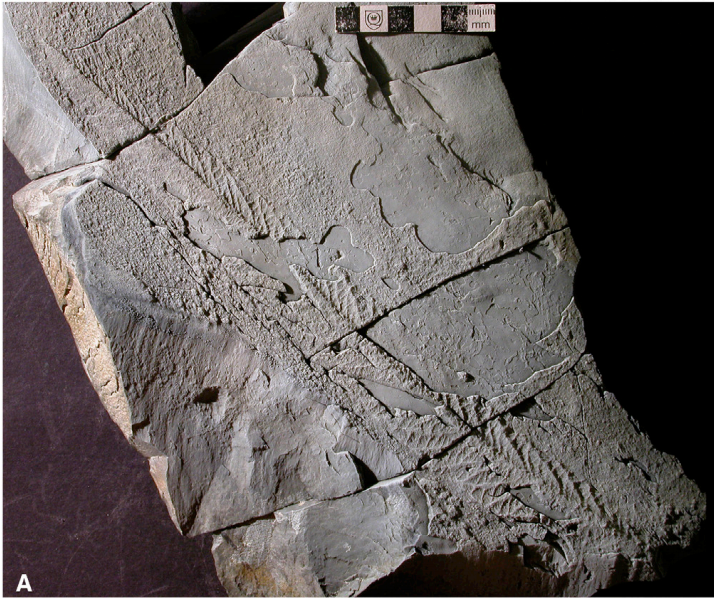
Un grand spécimen fossile de wardae.

Les plus longs spécimens de Trepassia (en) wardae (également connu sous le nom de Charnia wardi) atteignaient 185 cm (73 in) de longueur. Charnia masoni est connu à partir de spécimens mesurant de 1 à 66 cm de longueur.

### Proarticulata
Dickinsonia tenuis a atteint 1,4 m de longueur, ce qui en fait l'un des plus grands organismes précambriens,.

## Éponges (Porifera)
La plus grande éponge permienne connue, Gigantospongia (en), avait un diamètre allant jusqu'à 2,5 m.